# Priorat Perrecy-les-Forges
Das ehemalige Benediktinerpriorat Perrecy-les-Forges, von dem nur die heutige Pfarrkirche Saint-Pierre-et-Saint-Benoît (Petrus und Benedikt) und einige wenige Klostergebäude erhalten sind, liegt am südöstlichen Rand der gleichnamigen französischen Ortschaft Perrecy-les-Forges, im südlichen Burgund im Département Saône-et-Loire, zwischen den Wäldern des Morvan und den Weiden des Charolais, etwa 10 km südwestlich der Industriestadt Montceau-les-Mines, etwa 20 km nordöstlich von Paray-le-Monial und am Ufer der Oudrache. Die Prioratskirche erhebt sich prachtvoll über dem sanft zu ihr und der Ortschaft hin ansteigenden Wiesenhang. Das hügelige Gelände reicht auf eine Höhe um 264 Meter über dem Meeresspiegel.
Das Kloster und seine erste Kirche entstanden um die Wende vom 9. zum 10. Jahrhundert und waren Notre-Dame und Saint-Benoît (Benedikt) gewidmet. Die ältesten Teile der heutigen Kirche und wesentliche Teile der Konventsgebäude wurden zwischen 1020 und 1030 errichtet. Es entstand eine Art Zitadelle. Das Priorat erlebte in den folgenden drei Jahrhunderten seine Blütezeit.
Nach einem verheerenden Brand im Jahr 1500 erholte sich das Kloster. Im 17. Jahrhundert lebten hier wieder 30 Mönche, und zu Beginn des 18. Jahrhunderts erbaute man noch das neue große Haus des Priors. In der Zeit der Revolution wurde das Klosterleben ausgelöscht, die Konventsgebäude wurden bis auf wenige Reste zum Abbruch verkauft. Außerdem hat man den achteckigen Vierungsturm der Kirche bis auf einen Stumpf eingerissen und die Glocken zur Herstellung von Kanonen eingeschmolzen.
Von besonderer kunsthistorischer Bedeutung sind die weitgehend gut erhaltenen Tympanon- und Architravskulpturen des Hauptportals und die Kapitell- und Basisskulpturen des großen dreischiffigen und zweijochigen Portalvorbaus im Westwerk.

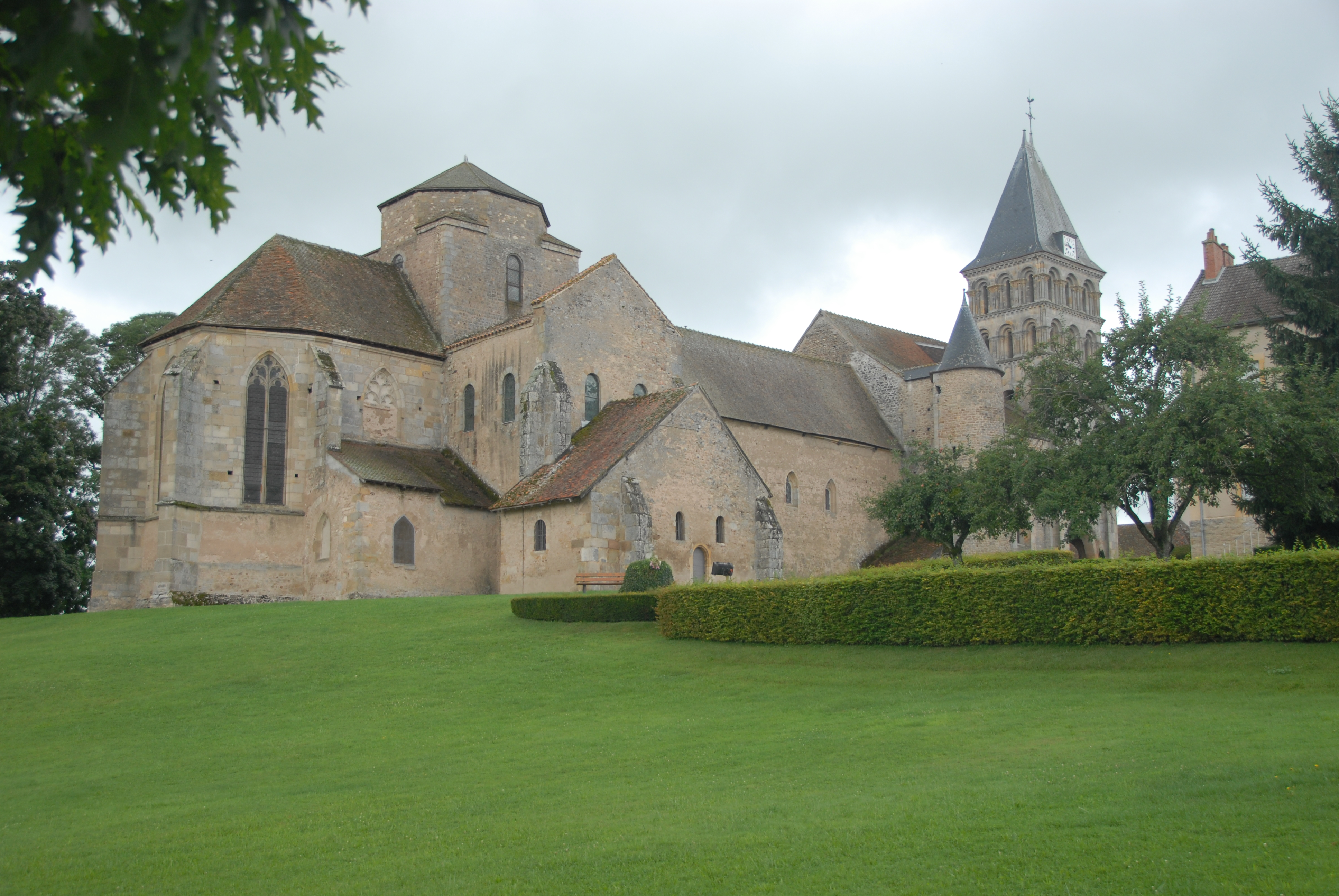
Perrecy-les-Forges, Prioratskirche von Osten

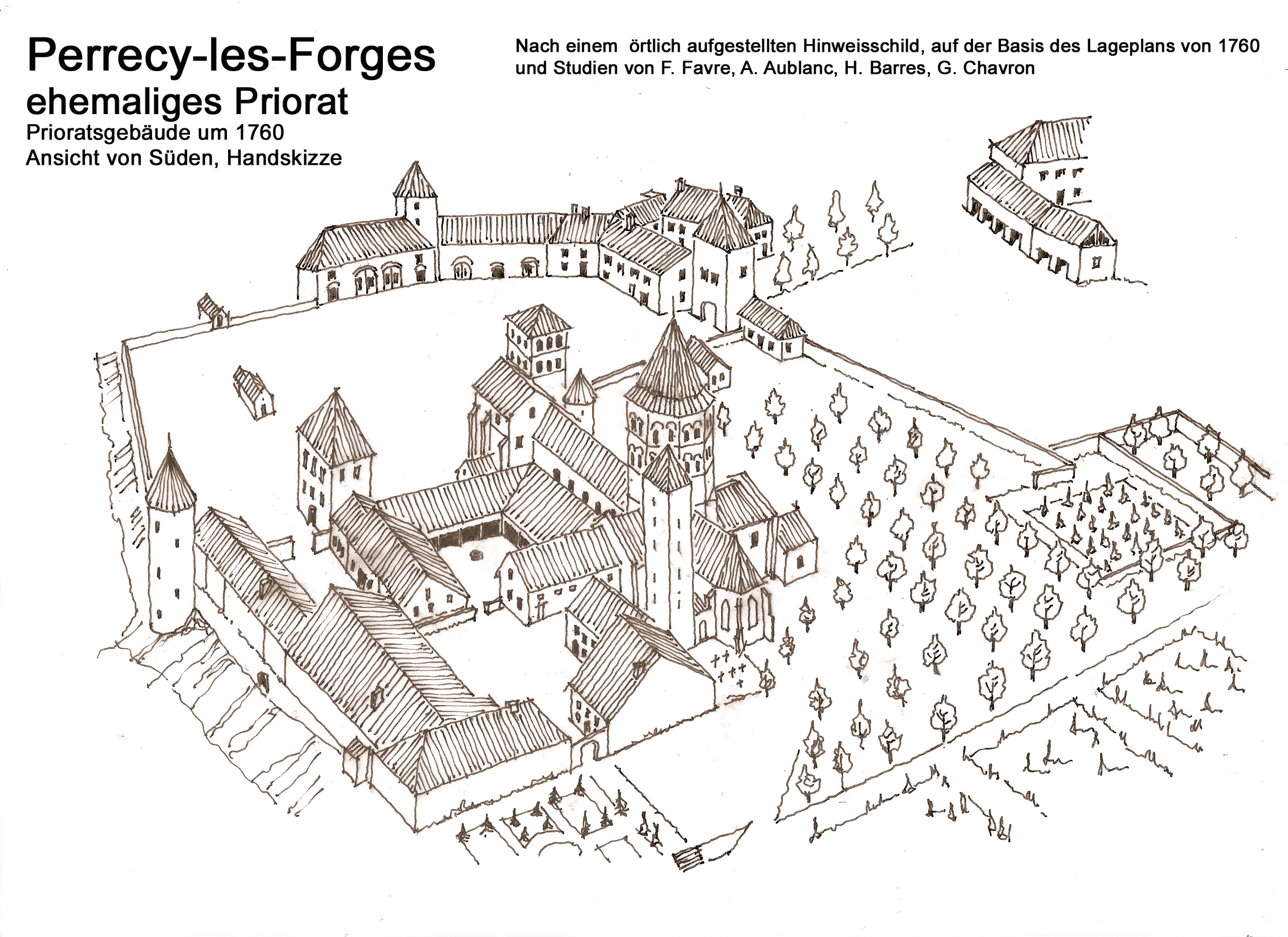
Perrecy-les-Forges, Rekonstruktion 18. Jh., Ansicht von Süden, Handskizze

## Geschichte

### Ursprünge
Die Ursprünge von Perrecy scheinen auf eine gallorömische Domäne (französisch Domaine, Seigneurie) zurückzureichen, die den Namen ihres Grundbesitzers trug, welcher sich hier am Ufer der Oudrache niedergelassen hatte. Er hieß Patriciacus, woraus später Patriciacum, Perraciacum, das heutige Perrecy wurde. Der Ort lag einst an der Römerstraße von Toulon nach Charolles und die Römer und Gallier machten auf dem Weg nach Bibracte, der einstigen Hauptstadt der Äduer, oder später nach Augustodunum, dem heutigen Autun, hier Station.

### Mittelalter
Im 7. Jahrhundert unterstand die Domäne von Perrecy dem Bischof von Bourges.

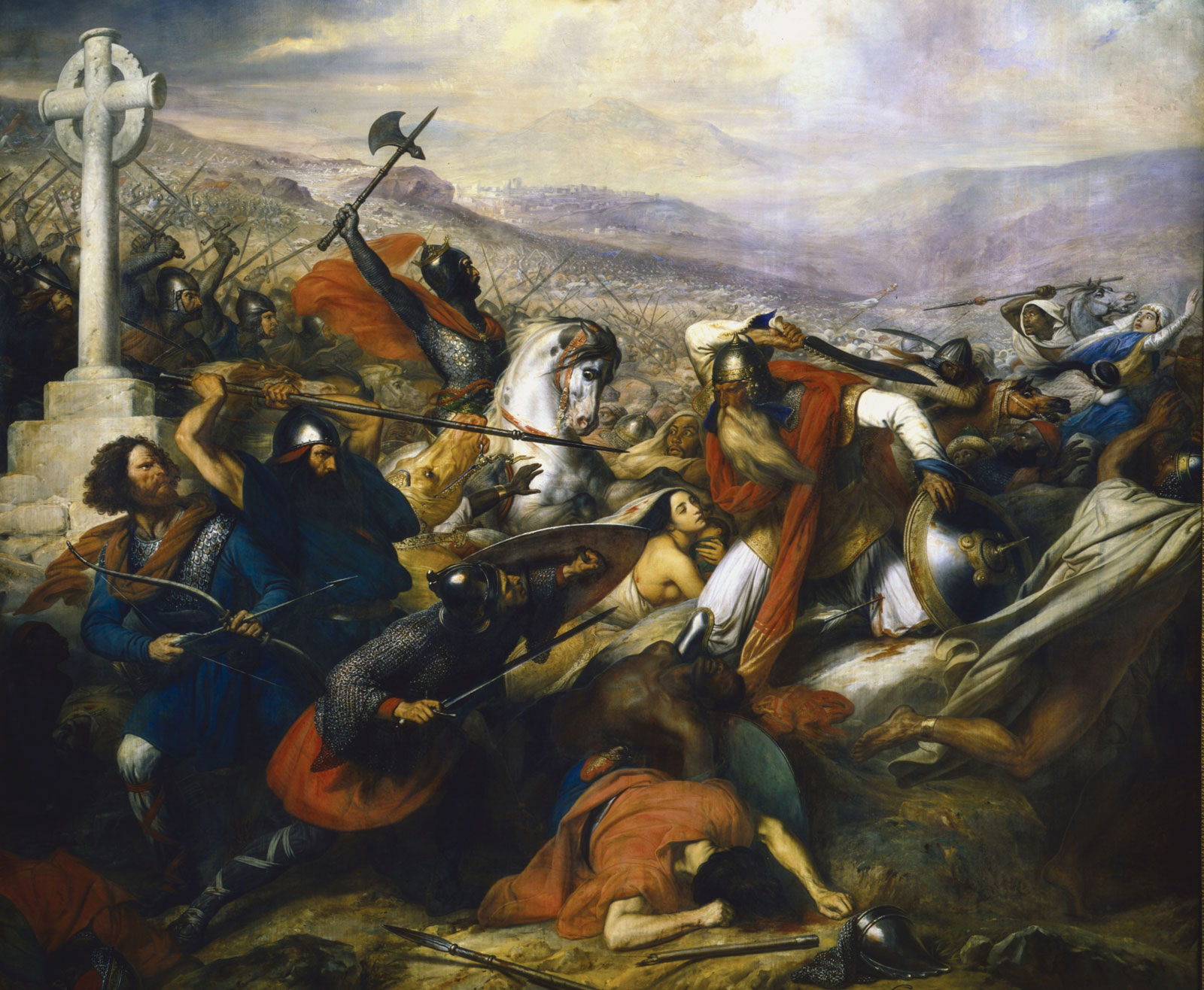
Historiengemälde der Schlacht von Poitiers

Die Geschichte von Perrecy wurde im 8. Jahrhundert, ausgelöst durch den Einfall der Sarazenen, einschneidend geprägt. Während Karl Martell (der erste Karolinger) den größten Truppenteil 732 bei Poitiers vernichtend schlug, besiegte sein Bruder Hildebrand I. 736 die Muslime, welche in die Täler von Rhone und Saône vorgedrungen waren. Karl Martell bedankte sich bei seinem Bruder mit der Übergabe der Domäne Perrecy, die ihm die Kathedrale von Bourges als unmittelbaren Besitz abtreten musste. Die Domäne von Perrecy besaß damals schon einen beachtlichen Umfang, ein wahrhaft königliches Geschenk.

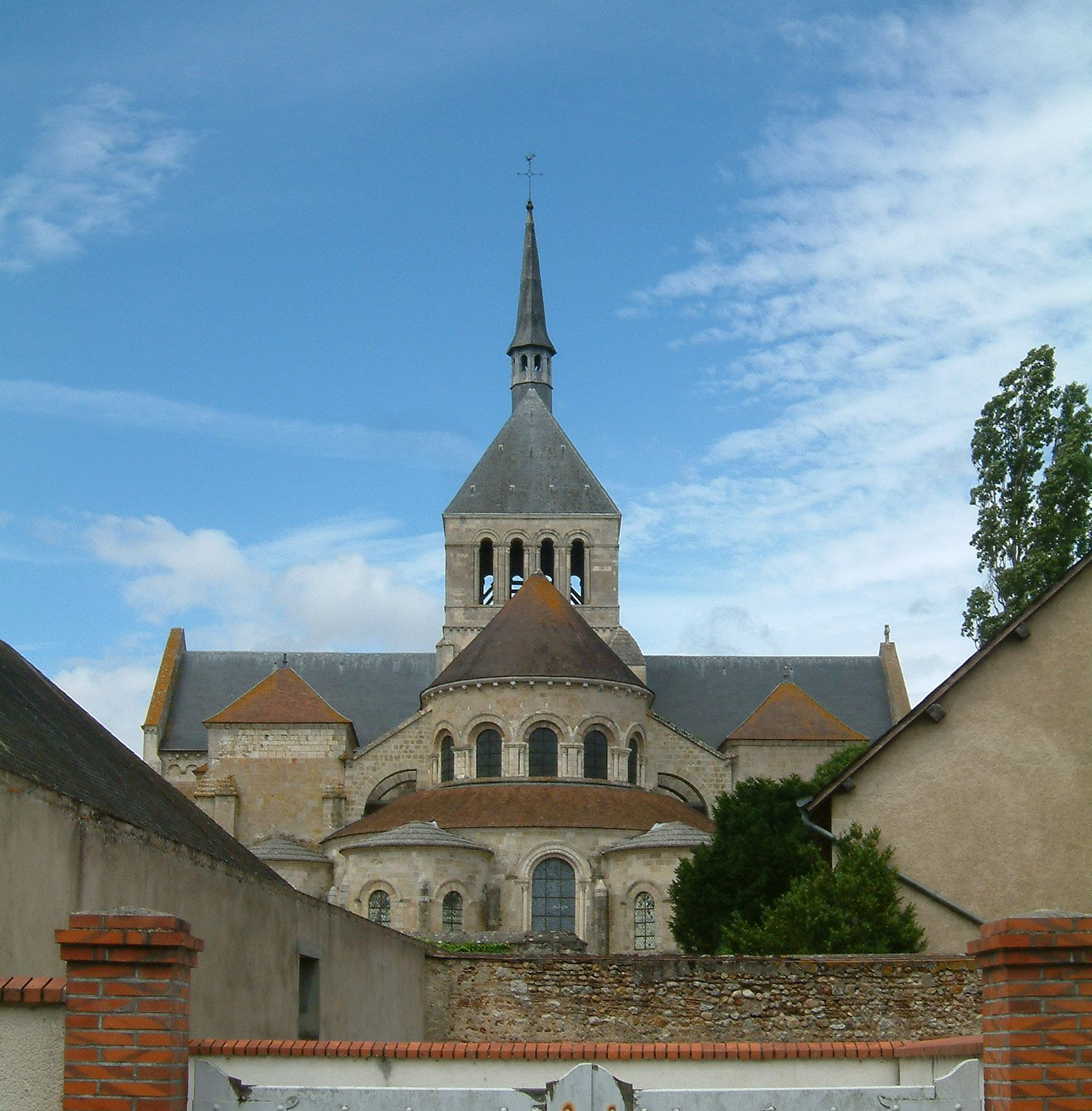
Abtei von Fleury

Über mehrere Generationen blieb sie in der Familie Hildebrands, den historischen Nibelungen, zunächst unter Nibelung I., später als Krongut unter Walter, Nibelung II. und Hildebrand III. Letzterer bemühte sich besonders um die standesgemäße Erziehung seiner Kinder. Dafür bekannt waren die Klosterschulen, besonders die der Benediktinerabtei Fleury, dem heutigen Saint-Benoît-sur-Loire. Dort wurde dann Ekkard II. erzogen, der zukünftige Erbe der Grafschaft, dem Pippin I., König von Aquitanien (817–838), das Gut als Allod überließ. Die am 29. Juni 836 in Vouneuil ausgestellte Urkunde für „seinen getreuen Ekkard“ wurde von Ludwig I., dem Frommen, am 29. Dezember in Poitiers bestätigt. Ekkard besaß bereits riesige Domänen und erhielt damit neue Güter in den Pagi von Autun, die von Perrecy und Sancenay. Ekkard blieb trotz zweifacher Ehe ohne Nachkommen.
Im Januar 876 übertrug er per Testament seine Güter in Perrecy, auf denen sich bereits eine Kirche befand, die dem heiligen Petrus geweiht war, der Abtei in Fleury, in der er studiert hatte. Er entschied sich für diese Abtei, da sich dort die Gebeine des heiligen Benedikt befanden, in deren Nähe er nach seinem Ableben ruhen wollte. Er starb zwischen 877 und 880. In seinem Testament hatte er ausdrücklich vermerkt, dass im Falle eines Normanneneinfalls über die Loire die Mönche von Fleury nach Perrecy flüchten könnten. Gegen 880/885 nahmen erstmals neun Mönche von Fleury dieses Angebot in Anspruch und wurden wahrscheinlich zunächst in der Burg von Perrecy untergebracht, die auf dem Gelände des späteren Priorates stand und zu der vermutlich der Treppenturm an der Nordecke des Westwerkes gehörte.
Ende des 9., wie auch im 10. und 11. Jahrhundert erhielten das Priorat Perrecy und die Abtei Fleury zahlreiche Stiftungen und die Mutterabtei vertraute dem Prior von Perrecy die weltliche und geistliche Verwaltung der Güter in den Pagi von Autun, Mâcon und Chalon an. Die Güter von Perrecy reichten damit über die Grenzen in einer zwischen 898 und 908 erstellten Urkunde hinaus:
- nach Osten zwischen den Flüssen Périer und Bourbince
- im Süden der Bourbince entlang, bis zur Kirche von St.-Jean an der Arroux (bei la Motte Saint-Jean)
- im Westen der Arroux entlang bis Toulon
- im Norden entlang der Hauptstraße von Toulon bis Torcy.

Die Mönche errichteten die erste Kirche des Priorats und widmeten sie Notre-Dame (Maria) und Sankt Benedikt und neben ihr im Südwesten die Konventsgebäude. Das Kloster wurde zum ersten Mal 908 im Kartularium (frz. Chartulaire) von Perrecy urkundlich erwähnt. Dort liest man, „dass Aymon, der Abt von St.-Martin in Autun, dem Propst des Priorates von Perrecy Hersand und dem Abt von Fleury Lambertus die Kapelle in ‚Petra fixa‘ (heute St. Quentin in der Ortsgemeinde le Rousset) im Tausch gegen die Kirche von St.-Didier-de-Baugy, in der Nähe von Anzy-le-Duc, abtrat.“
In einer Urkunde aus dem 10. Jahrhundert sind die weit verstreuten Güter des Priorates detailliert aufgelistet, und zwar von 12 villae (lat. große Landgüter), 102 mansi (lat. Bauernhöfe), 7 Kirchen, 4 Priorate und weitere Güter und Einkünfte: Man kann die Gesamtheit aller mansi auf 150 ansetzen, ohne die 9 Mühlen, „Kulturen“, Ländereien oder Coloniae, einer Burg, Weinberge, Wälder und Weiher zu vergessen, die dem Priorat gehörten oder unterstanden. Die meisten davon lagen im Umkreis von 30 Kilometern rund um Perrecy.

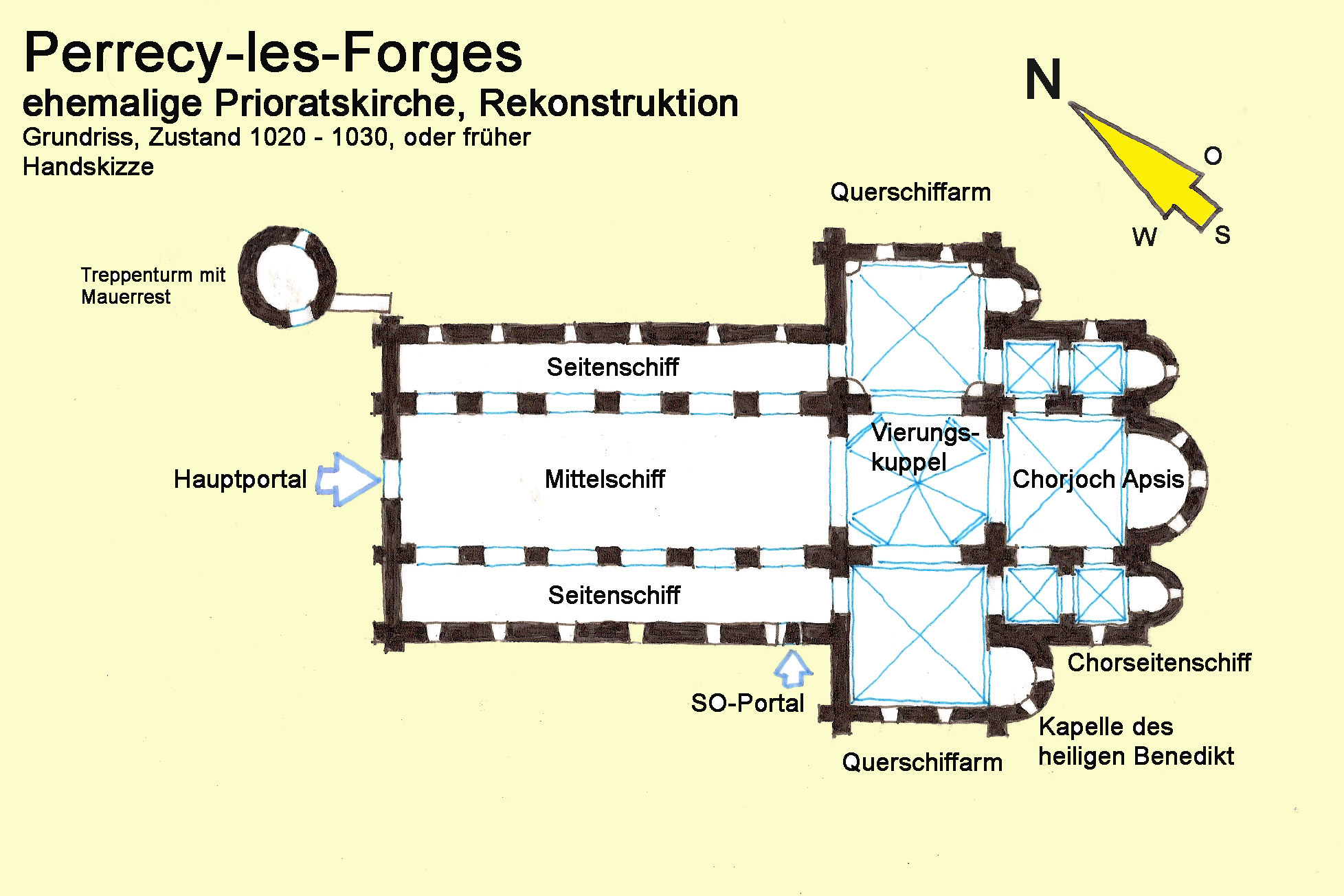
Prioratskirche um 1020–1030 oder früher, Rekonstruktion, Grundriss, Handskizze

Unter Abt Gauzlin von Fleury (1004 bis 1029) „bereichert Paoul, der Prior der Mönchsgemeinschaft von Perrecy, dieses Kloster um zahlreiche Bauwerke und was die Basilika betrifft, machte er sie schöner, als je zuvor“. Bei dieser handelt es sich zweifellos um die zwischen 1020 und 1030 erbaute romanische Kirche.
„Sein Nachfolger Wilhelm vollendet den Bau des Gästehauses, errichtet mit Kalk und Sand, so dass es im ganzen Herzogtum von Burgund nichts vergleichbares gibt“. In Gruppen oder alleine reisende Pilger fanden stets darin Aufnahme und Unterkunft, bevor sie weiter zogen.
Der nordöstliche Querschiffarm stürzte 1095 ein und wurde mächtiger und solider neu erbaut, wie man ihn heute noch vorfindet. Er erhielt im Inneren in den Raumecken kräftige viertelrunde Dienste, auf denen sich die neue Kreuzgratwölbung und deren kantige Bögen an den Wänden aufstützten.
Der Klosterschatz enthielt zahlreiche und bedeutende Reliquien, wie die des heiligen Benedikt, der Bekenner Eucharius, und Veran und der Märtyrer Cyprian, Speratus und Pantaleon. Man berichtete von zahlreichen Wundern. Der Ruf, den Perrecy weit über die Grenzen der Region genoss, zog große Scharen von Pilgern an.

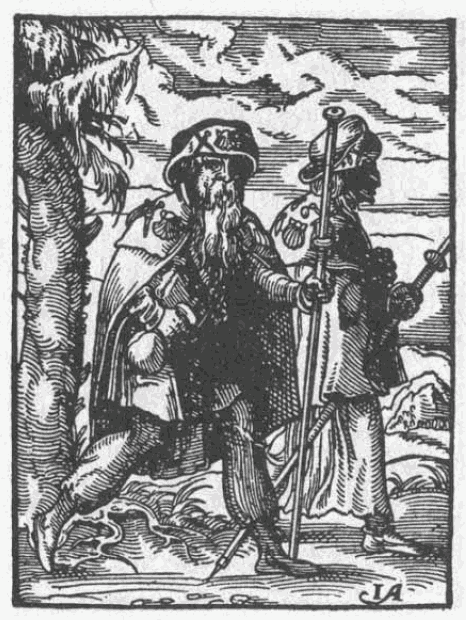
Jakobspilger, Holzschnitt von 1568

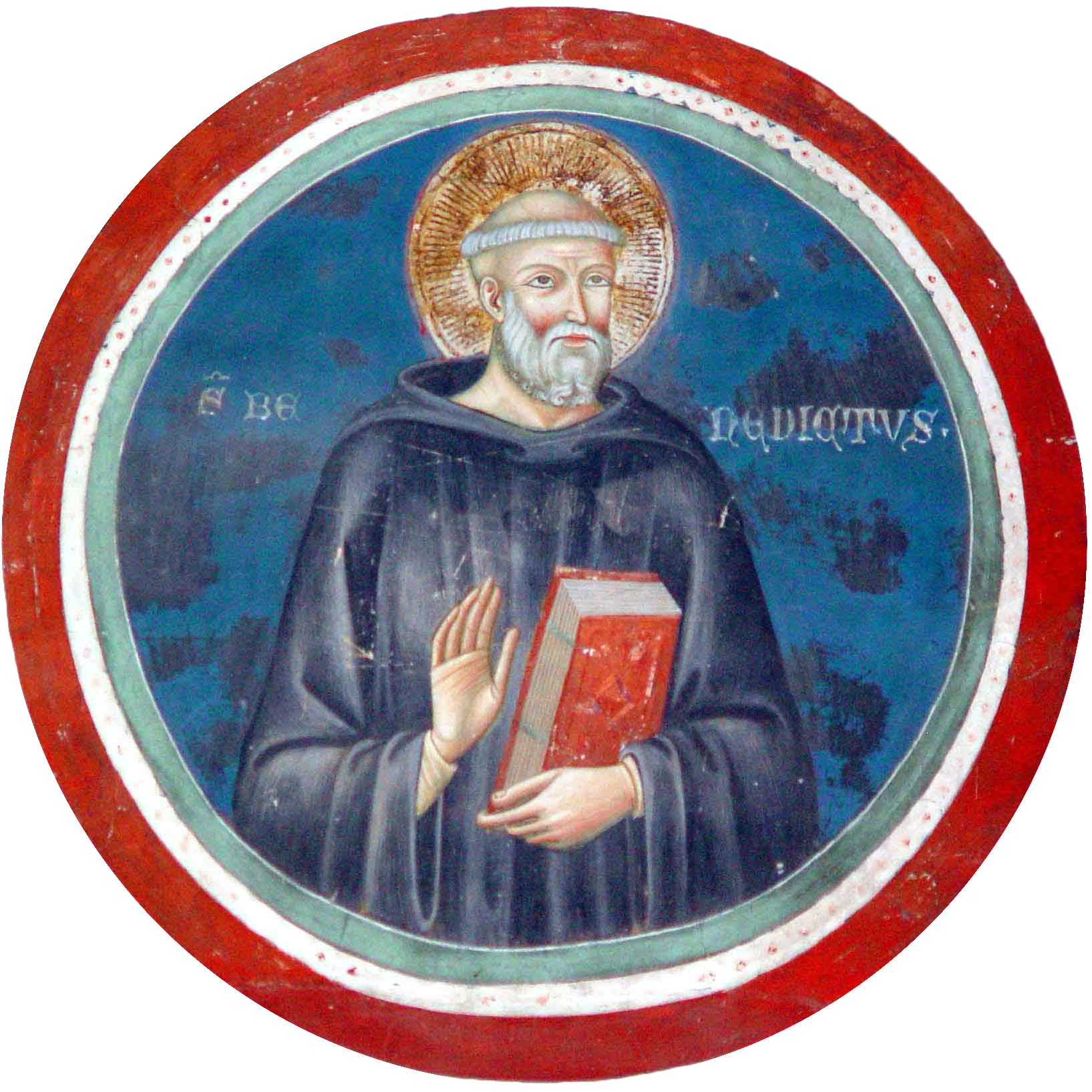
Benedikt von Nursia Fresko im Kloster von Subiaco, Umbrien, Italien, ca. 550
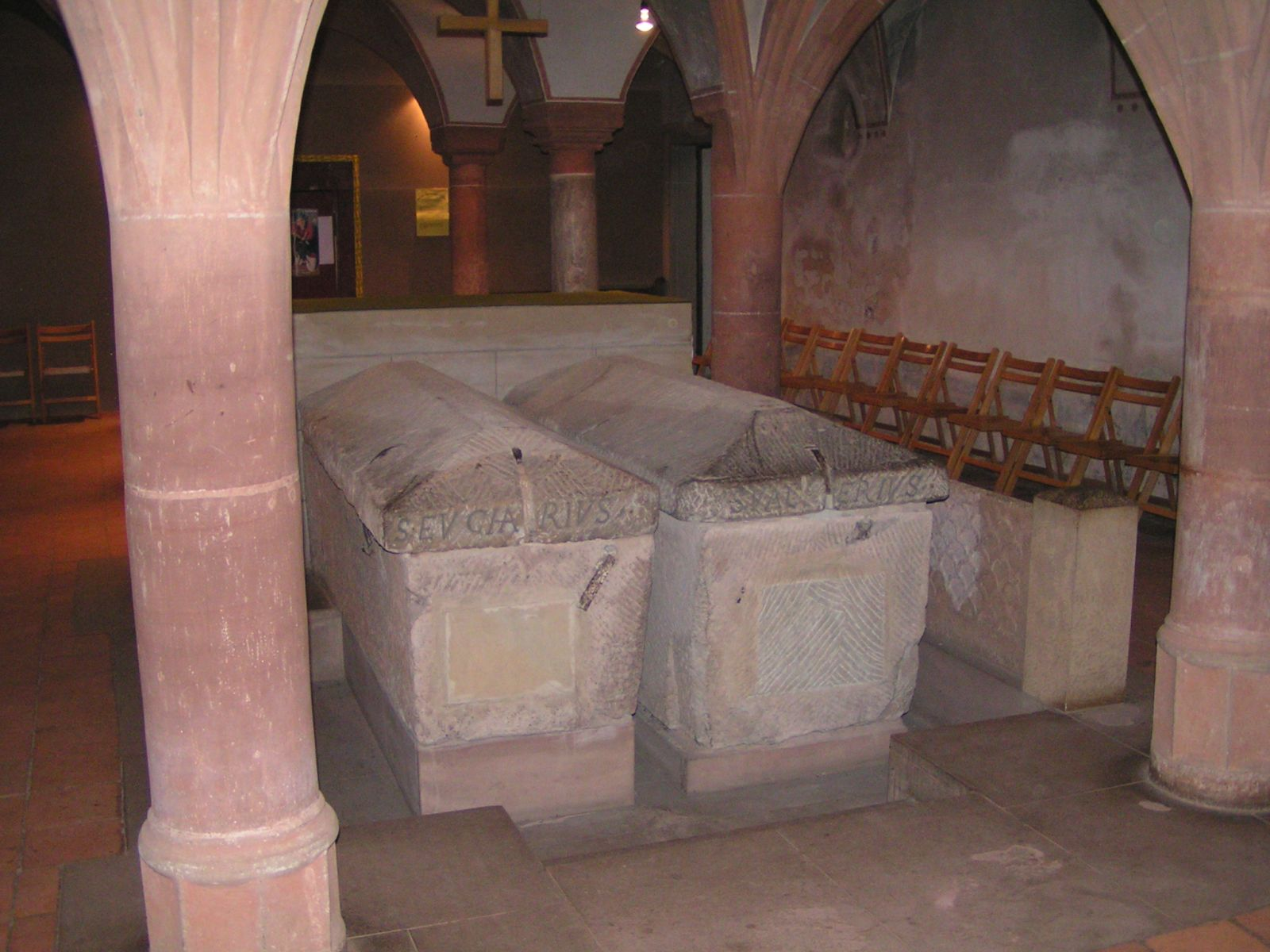
Die Sarkophage von Eucharius und Valerius in der Benediktinerabtei St. Matthias in Trier
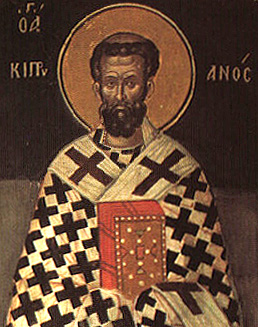
Russische Ikone: Cyprian von Karthago

Perrecy war von einem Netz von Nebenrouten der in der ersten Hälfte des 12. Jahrhunderts blühenden Bewegung der Jakobspilger nach Santiago de Compostela umgeben, das die Zahl der hier verweilenden Pilger bedeutend erhöhte. Diese Pilgerbewegungen gingen aber in Gebieten nördlich der Pyrenäen nach Mitte des 12. Jahrhunderts wieder zurück und versiegten mit den Kriegen im 13. und 14. Jahrhundert gänzlich.

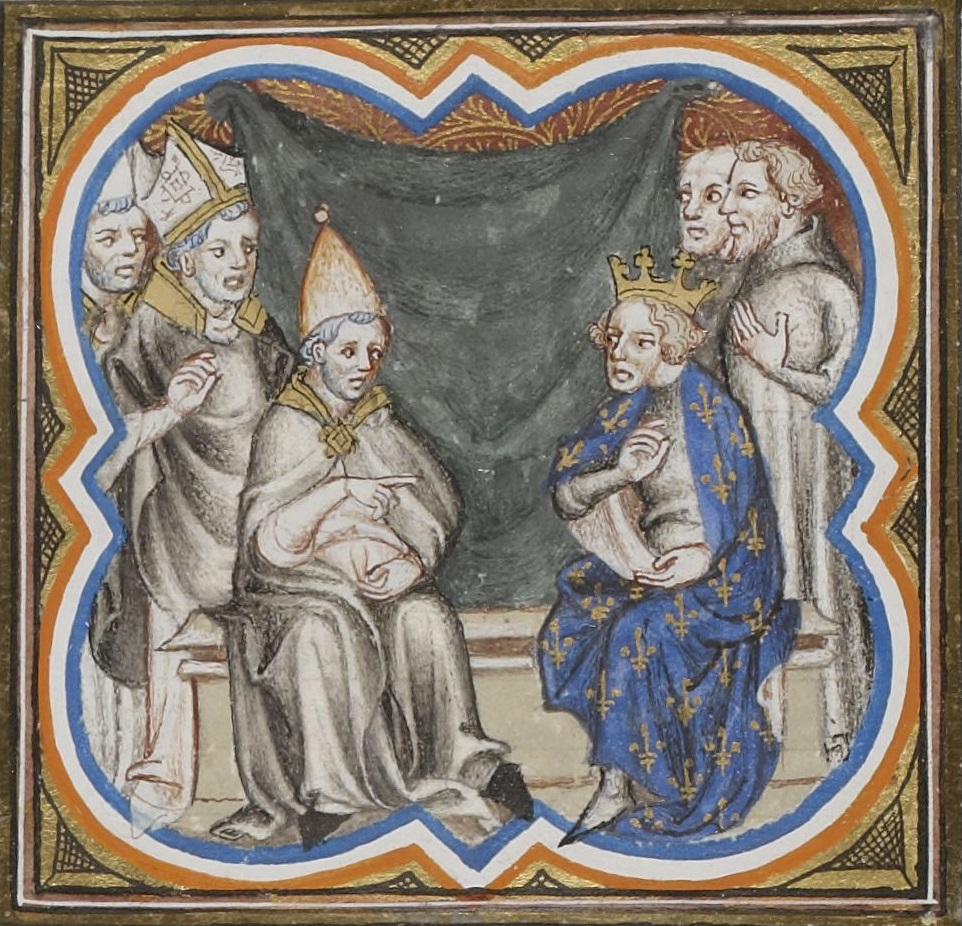
Treffen zwischen Papst Paschalis II. und König Philipp I. 1107 aus Grandes Chroniques de France (1461)

Zwischen 1120 und 1130 hat man die Kirche um ein Joch nach Nordwesten verlängert und vor der Fassade ein gewaltiges Westwerk errichtet. Der Portalvorbau gilt heute noch als einer der originellsten der Romanik. Die Bauarbeiten wurden allerdings abrupt unterbrochen, obgleich der nordwestliche Giebel und der zweite Turm auf der Westecke des Westwerks nicht fertig gestellt waren. Die Ursache lag vermutlich in fehlenden Geldmitteln, da der großzügige Spender der Klosterbauten nach seinem Tode keinen ebenbürtigen Nachfolger hatte.
Während drei Jahrhunderten blühte und gedieh das Priorat, das wie eine Zitadelle befestigt war. 1290 lebten in ihm 20 Mönche. Unter den der Abtei Fleury unterstehenden Klöstern wurde das Priorat Perrecy oft an dritter oder gar zweiter Stelle genannt. In einer Bulle des Papstes Paschalis II. von 1103 stand es sogar auf dem ersten Rang, so auch noch einmal vorübergehend im 17. Jahrhundert. Im 13. Jahrhundert hat man an die Giebelwand des nordöstlichen Querhausarms noch eine zweijochige Kapelle mit Kreuzrippengewölben und einer rechteckigen Chorapsis angebaut.
In seiner Blütezeit gehörte das Priorat Perrecy zu den zehn Erzpriestergemeinden des großen Erzdiakonats der Diözese Autun, die 17 Pfarreien umfassten.
Die Mönche verstanden sich auf die Nutzung lokaler Ressourcen, so auch des Wassers der Oudrache. Sie bauten eine Staumauer im Flussbett und einen Deich, zwischen denen ein mehr als 3000 m langer und etwa 200 m breiter Teich entstand. Der Etang Roussot diente zunächst zur Fischzucht, die zur Ernährung der Ortsbewohner beitrug. Die Regeln des heiligen Benedikt untersagten allerdings den Mönchen das Verzehren von Fischen. Später kam die Nutzung für den Antrieb von Schmiedehämmern (französisch « les forges », Mehrzahl = die Schmiede) und Blasebälgen hinzu, der im Hochmittelalter gebräuchlich wurde.
Nach königlichen Urkunden aus den Jahren 1324 und 1335 unterstand das Priorat von Perrecy allein dem König und war damit von jeglicher Rechtsbarkeit der Grafschaft Charolais entbunden, wie auch von derjenigen der Herzöge von Burgund. In den gleichen Genuss kamen seine Nachbarn Paray-le-Monial und Toulon-sur-Arroux, was vielfach bestritten wurde. Andererseits bestätigte Philippe de Touraine, ein Sohn von König Johann II., dass das Schicksal von Perrecy den Offizieren des Herzogtums Burgund anvertraut sei.
Die Nachbardomäne « la Basse-Cour » (deutsch: „Unterhof“) war vom Priorat lediglich durch den aufgestauten Roussot-Teich getrennt, unterstand eindeutig dem Schutz von Burg und Kloster Perrecy. In ihm konnten die Knechte, deren Familien und ihr dürftiger Besitz vor Invasoren und plündernden Horden Schutz finden.
Im Jahr 1423 trotzten Söldner des Herzogtums Burgund unter Kapitän Perrinet-Gressard den Angriffen der französischen Krone.
1476 wurde aus dem Priorat eine Kommende, deren erster Prior der Erzbischof von Lyon, Charles de Bourbon, der sicher nicht in der Klostergemeinschaft wohnte.
Zwischen 1487 und 1491 wurden unter Prior Antoine Geoffroy der ursprünglich halbkreisförmige romanische Chorabschluss und die Kapellenapsiden abgebrochen und durch ein polygonales gotisches Chorhaupt ersetzt. Ebenso wurden die vermutlichen Kreuzgratgewölbe des Chorjochs und die der flankierenden Kapellen gegen gotische Kreuzrippengewölbe ausgetauscht. Nachfolger von Prior Anton wurde der berühmte Abt von Cluny Jacques d’Amboise.

### Neuzeit
Im Jahr 1500 wurde ein großer Teil der Konventsgebäude durch einen Brand zerstört. Dabei verbrannten nahezu alle wertvollen Urkunden des Klosters.
An der Außenwand des südwestlichen Seitenschiffs sind derzeit vier der sechs steinernen Konsolen zu sehen, von denen zwei von den später angefügten Strebepfeilern verdeckt worden sind. Sie trugen das gotische Kreuzrippengewölbe des Kreuzgangs, den Prior Guillaume Cajot ab 1543 errichten ließ. Es scheint aber, dass dieser Neubau nie vollendet worden ist.
1568 hat man die Einwohner des etwa 5 km nordwestlich von Perrecy liegenden Nachbarorts Romain-sous-Versigny von ihrer Pflicht der Sicherung der Furt und der Bewachung von Priorat und Burg befreit.
Im Verlauf des 16. Jahrhunderts stürzte das nordöstliche Seitenschiff mit seiner Außenwand und der Scheidewand zum Mittelschiff ein. Dabei müssen die hölzernen Dach- und Deckenkonstruktionen ebenfalls eingestürzt sein. Daraufhin hat man nur die ehemalige Scheidewand als schlichte, geschlossene Außenwand mit sechs kleinen spitzbogigen Fenstern und das Dach des Mittelschiffs erneuert und dieses Schiff mit einer hölzernen „Wölbung“ überdeckt.
Um das Ende des 16. Jahrhunderts verschlechterte sich die Lage des Klosters beträchtlich.

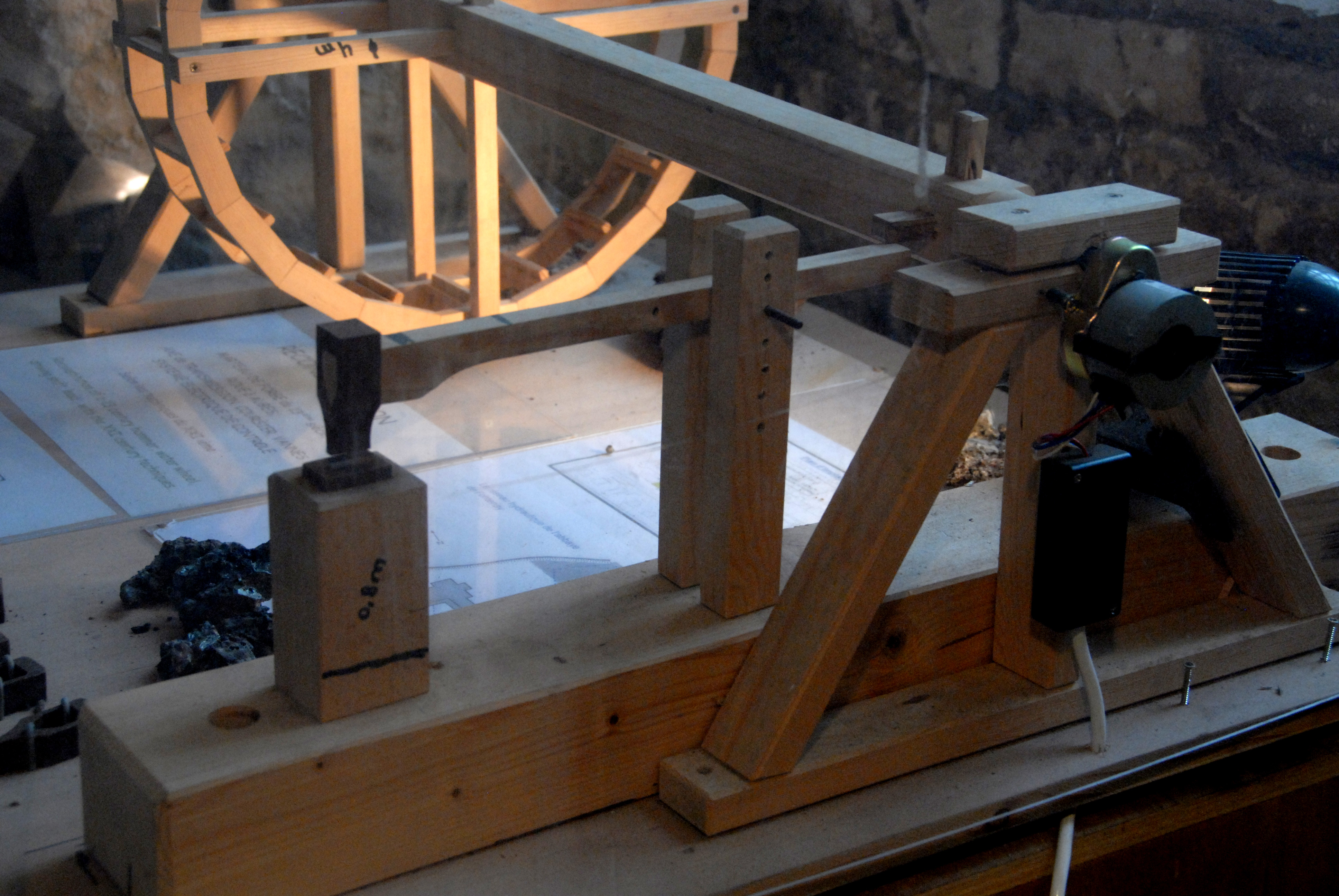
Schmiedehammer mit Wasserantrieb (Modell)

Der aufgestaute Roussot Teich sorgte auch für den Antrieb der im Jahr 1634 von den Mönchen gegründeten Schmiede vor allem für deren Schmiedehämmer und Blasebälge, mit denen man das vor Ort gefundene Eisenerz verarbeiten konnte. Die Schmiede wurde verpachtet. Mit zwei Feuerstellen wurden Gusseisenteile hergestellt, auch Kanonenkugeln für die Marine und kleinere Werkzeuge und Geräte, wie Pfannen, Schwengelpumpen und Missionskreuze. Die Bedeutung dieser Schmiede lässt sich heute noch erkennen am Zusatz « -les-Forges » (deutsch: „Schmiede“) zum Ortsnamen.
Im Jahr 1666 wurde André Hameau, der an der Sorbonne studiert hatte und Pfarrer an St.-Paul in Paris war, Prior von Perrecy. Nach ihm wurde es 1674 sein Neffe Louis Berrier, Ratsmitglied des Pariser Parlaments und Großkantor von Notre-Dame in Paris. Er residierte in Perrecy und wurde dort 1682 von Dom Mabillon besucht, der intensiv ganz Burgund auf der Suche nach Quellen für seine „Benediktinischen Annalen“ bereiste. Louis Berrier legte 1697 sein Mönchsgelübde ab und stiftete dem Priorat das große Haus innerhalb der Festungsmauern, das er 1682 gekauft hatte, wie auch den Salzspeicher und vier Domänen. Außerdem ernannte er das Hospital von Dijon zum Nacherben, für den Fall einer Auflösung des Klosters. Er führte die Reform im Geiste der Trappisten von Sept-Fons ein sowie die strenge Einhaltung der Regeln des heiligen Benedikt.
Der gute Ruf dieses weisen Reformers führte schon bald dazu, dass im Kloster wieder 30 Mönche lebten. Ihm ist auch der in den ersten Jahren des 18. Jahrhunderts erfolgte Bau eines neuen großen Hauses des Priors zu verdanken, das unmittelbar neben dem Eingangstor anschließt und heute noch als Ärztehaus genutzt wird.
Seit jeher wurde von der Klostergemeinschaft die Zuwendung von Almosen gepflegt. Berrier fügte 1709 in der Fastenzeit noch ein Pfund Brot hinzu für alle Bedürftigen, die montags, mittwochs und freitags an die Klosterpforte klopften. Im benediktinischen Geist des “ora et labora” (deutsch: „bete und arbeite“) kommen die Mönche neunmal am Tag zum Gebet zusammen und arbeiteten sonst auf den Feldern, im Gemüse- und Obstgarten oder bei der Erhaltung der Gebäude.
Berrier, der den Ideen des Jansenismus gewogen war, rief 1713, wie etliche seiner französischen Amtskollegen, ein Konzil ein, um über diese neuen Theorien zu diskutieren. Er wurde 1733 vom Bischof von Autun ausgestoßen und im Franziskanerkloster von Le Donjon im Département Allier eingesperrt. Nach seinem Tod im Jahr 1738 im Kolleg von Cluny in Paris verschlechterte sich die Klostermoral beträchtlich. Der neu ernannte Prior von Perrecy und seine Mönche zerstritten sich.
Der von Bruder Hilarion Villette gegen seinen Prior Dom Brigaud-Desbrosses wegen versuchter Vergiftung angestrengte Prozess erregte zwischen 1760 und 1764 die Gemüter und ruinierte den Ruf des Klosters, in dem nur noch drei Mönche wohnten. Anlässlich dieses Prozesses entstand ein genauer Lageplan des gesamten Priorats, mit Kirche, Konventsgebäuden und Gärten. Es gilt als das einzig erhaltene Dokument, das unversehrt erhalten geblieben ist (siehe Abbildung).

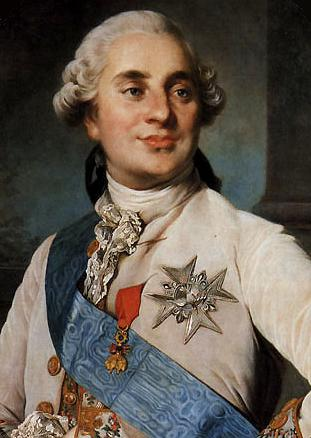
Ludwig XVI. 1775

1776 erlaubte König Ludwig XVI. die Schließung des Klosters, in Anwendung eines königlichen Edikts, das eine Abschaffung von Klöstern mit weniger als 20 Mönchen vorsah. Mit Ende dieses Verfahrens schließt ein von Monseigneur de Marbeuf, Bischof von Autun, am 16. Januar 1782 in Paris ausgestelltes Dekret das Kloster und gewährt jedem der drei letzten Mönche eine Rente von 1500 Pfund. Die Domänen der Schenkung von Berrier gingen in den Besitz des Hospitals von Dijon über, die anderen Güter fielen an das kleine Seminar von Autun. Die in äußerst desolatem Zustand befindlichen Klostergebäude wurden zum Abbruch freigegeben.
Von der Gründung des Priorates bis zu seiner Auflösung im Jahr 1782 leiteten es insgesamt 59 Priore, unter denen die Mönche beträchtlich zum Aufschwung der Region beigetragen haben, wie zur Entwicklung des Handwerks, des Handels und vieler anderer Aktivitäten.
Die Prioratskirche wurde Pfarrkirche, unter der Voraussetzung, dass die Bürger von Perrecy dies binnen Jahresfrist akzeptierten. Gleichzeitig stellte man jährlich eine Summe von 300 Pfund bereit für die Entlohnung eines Lehrers, der sich im Ort niederlassen sollte.
In einer Verordnung von Monseigneur de Marbeuf vom 25. Januar 1784 wurde eine lange Liste von Arbeiten an der Kirche aufgesetzt, welche die Bürger als ihre Pfarrkirche akzeptiert hatten. Sie wurde den Heiligen Petrus und Benedikt geweiht.
Die im Testament von Ekkard 876 erwähnte alte Kirche, inmitten des Friedhofs auf dem heutigen Rathausplatz, stand kurz vor dem Einsturz und wurde 1790 abgebrochen. Ein 1784 auf Bitten des letzten Priors J.D. Desgalois von Herrn Favre gezeichneter Plan stellt die Ortschaft Perrecy dar, fast so, wie sie sich heute zeigt. Allerdings waren zu diesem Zeitpunkt die meisten Klostergebäude schon zerstört, was durch einen Handvermerk « où fût le convent » (deutsch: „wo das Kloster gewesen“) festgehalten wurde.
Während und nach der Französischen Revolution von 1789 wurde der Besitz des Klerus vom Staat beschlagnahmt. Die Kirche ging in den Besitz der Zivilgemeinde des Ortes über. Die verbliebenen Gebäude wurden zum Abbruch versteigert. Ausgenommen blieben davon die Markthalle außerhalb der Klostermauern, der Gefängnisturm, die Bäckerei und das Haus des Priors, die heute noch weitgehend erhalten sind. Zur selben Zeit rissen die Revolutionäre den achteckigen Vierungsturm ein, von dem nur der heutige Stumpf erhalten blieb, und den ihn erschließenden quadratischen Treppenturm über dem ersten Joch des südöstlichen Chorseitenschiffs ein, der noch 1784 von Monseigneur Marbeuf in seiner Verordnung erwähnt worden war. Von den hinunterfallenden Trümmern wurde die Kapelle des heiligen Benedikt an der Giebelwand des südwestlichen Querhausarms, so stark beschädigt, dass man auch sie niederreißen und den offenen Querhausarm mit einer neuen Außenwand abschließen musste. Acht Glocken wurden abgenommen und zur Herstellung von Kanonen für die Republik eingeschmolzen.
Die „aktiven Bürger“ des Ortes kamen am 7. und 8. Februar 1790 in der Kirche zusammen und wählten den ersten Gemeinderat.
Am 15. Oktober 1792 wurden die Schmiede und der große Roussot-Teich von einem Herrn Pierrot ersteigert, dessen Familie wenig später auch die Schmiede von Gueugnon kaufte.
1862 wurde die Kirche unter Denkmalschutz gestellt und noch vor Ende des 19. Jahrhunderts vom Architekten Paul Selmersheim umfassend restauriert. Er vollendete die südwestliche Giebelwand und krönte den Westwerkturm mit dem heutigen spitzen Helm und gab vor allem der Vorhalle ihren ursprünglichen Glanz wieder. Sie ist nun eine der drei Kirchen im Autunois mit einer dreischiffigen Vorhalle.
Die Industrialisierung im 19. Jahrhundert brachte für die Kleinindustrie von Perrecy fatale Folgen: Die Schmiede musste 1844 geschlossen werden, der große Teich trocknete zwischen 1846 und 1848 aus, und es entstanden dort wieder Weiden.
1880 begann die Zeit der Kohle, allein in Perrecy entstanden drei Bergwerke, deren Förderung bereits im Jahr 1933 wieder eingestellt wurde. Perrecy wird heute von der Landwirtschaft geprägt, vor allem von der Charolais-Rinderzucht. Es gibt auch einige Handwerksbetriebe.
1945 wurde auf Veranlassung des Pastors Père Laborier das mittlere Chorfenster mit einer neuen Glasmalerei zu Ehren des heiligen Benedikt ausgestattet. Danach erfolgten umfangreiche Arbeiten an und rund um die Kirche, die von der Zivilgemeinde mit Unterstützung des Denkmalschutzamtes finanziert wurden. So wurden zum Beispiel die hölzerne Gewölbetonne über dem Hauptschiff erneuert, ein kleines Museum im zweiten Geschoss des Westwerks eingerichtet, die gärtnerische Gestaltung des ehemaligen Kreuzgangs und der Klostergebäude, sowie Dachdecker- und Verschönerungsarbeiten an der gesamten Bausubstanz des alten Hauses des Priors durchgeführt.

## Prioratsgebäude

### Prioratskirche

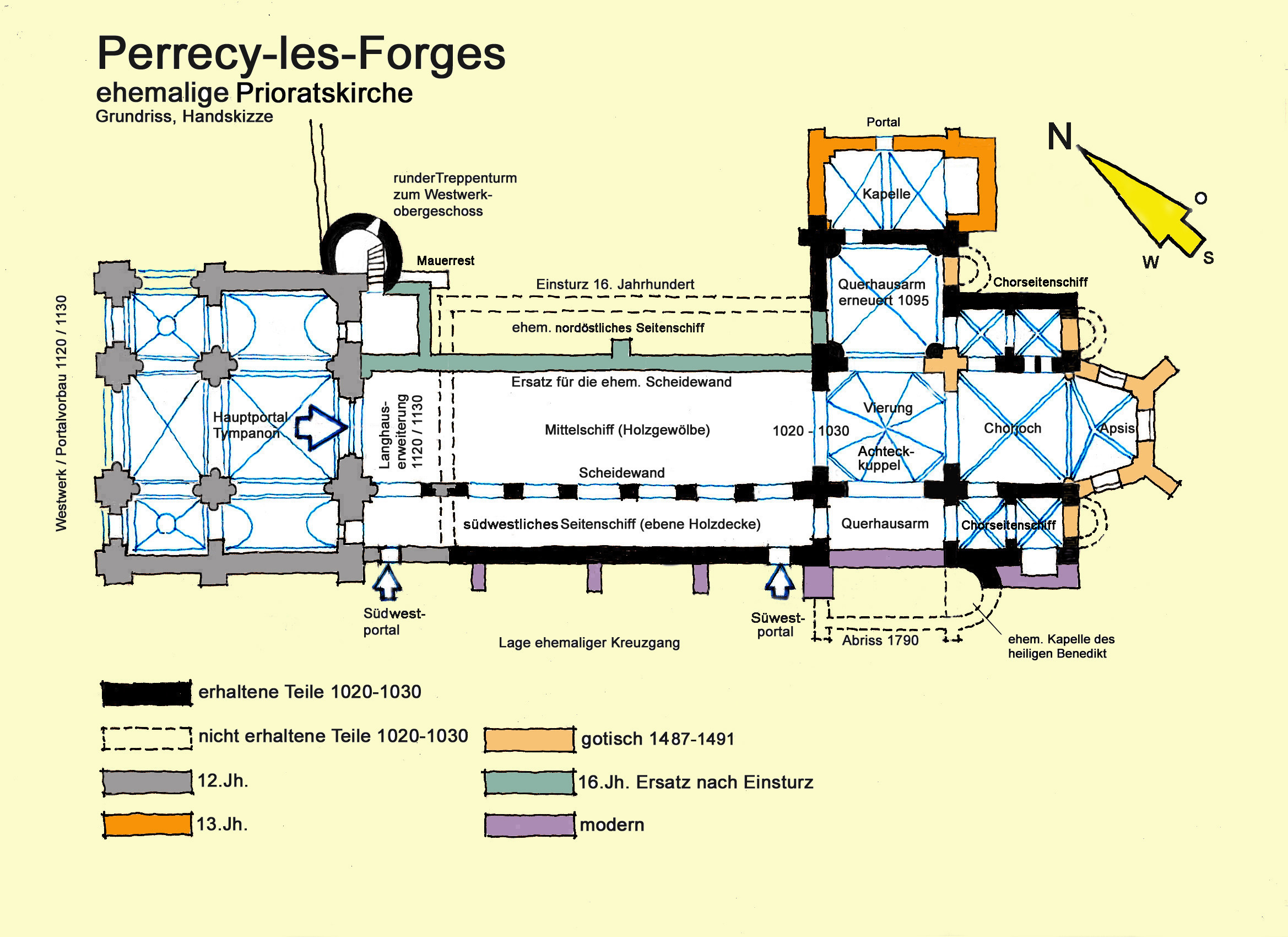
Prioratskirche Perrecy-les-Forges, Grundriss, Handskizze

#### Abmessungen
In den allgemein zugänglichen Quellen existieren keinerlei Maßangaben, nicht einmal ein Maßstab in der Grundrisszeichnung. Das einzige Maß findet sich im französischen Wikipedia-Artikel. Dort wird die Höhe der Vierungskuppel mit 18 Metern angegeben.

#### Äußere Erscheinung

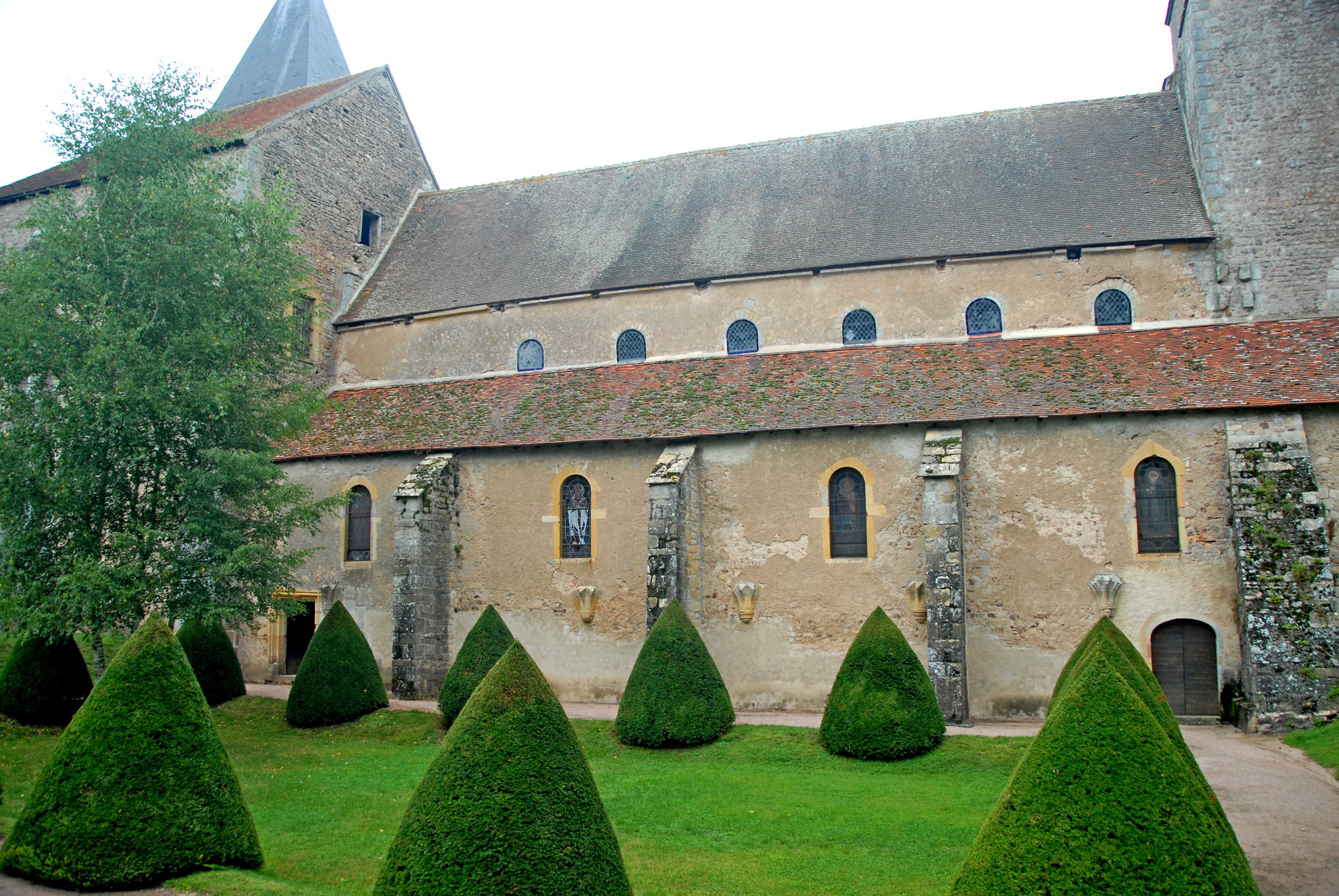
Prioratskirche, Langhaus von Süden

##### Langhaus
Die Kirche besaß bis in das 16. Jahrhundert ein dreischiffiges Langhaus mit basilikalem Aufriss. Das Mittelschiff ragte über die beiden mit Pultdächern gedeckten Seitenschiffe beträchtlich hinaus, so dass in der Obergadenzone Fenster ausgespart werden konnten, die das Mittelschiff direkt belichten. Heute existiert davon nur das wieder errichtete Mittelschiff und das südöstliche Seitenschiff, die Ansicht des Langhauses von Südwesten entspricht noch weitgehend dem ursprünglichen Zustand. Auf der Nordostseite fehlt das ehemalige Seitenschiff. Die sehr schlichte Nordostwand des Hauptschiffs weist im oberen Bereich nur sechs kleine spitzbogige Fenster mit einfachem gotischen Maßwerk auf, die gegenüber den sechs rundbogigen Obergadenfenstern der Südostwand angeordnet sind, und einen einzigen rechtwinkligen Strebepfeiler, der gerade bis in zwei Drittel der Wandhöhe hinaufreicht. Dass das Langhaus zwischen 1120 und 1130 um ein größeres Joch nach Westen erweitert worden ist, kann man von außen kaum erkennen. Es fehlen dort nur die Obergadenfenster.

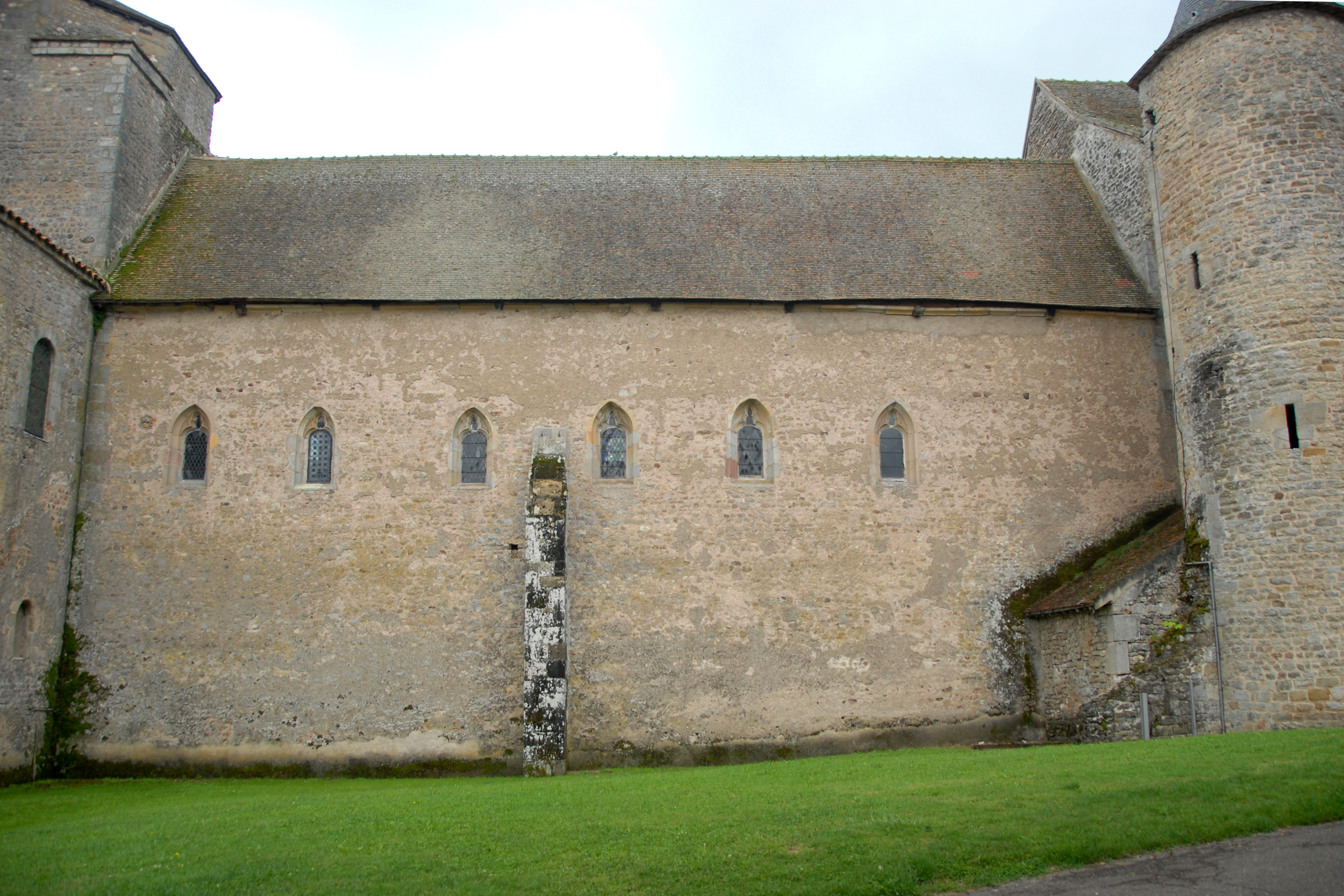
Prioratskirche, Langhaus von Nordosten

Das lang gestreckte Hauptschiff, zwischen Vierung und Westwerk, wird von einem steil um 50 Grad geneigten Satteldach überdeckt. Es kragt an den Traufen ein gutes Stück aus und seine Sparrenköpfe enden auf waagerechten steinernen Gesimsplatten mit rechtwinkligem Querschnitt. Die Gesimsplatten werden in gleichmäßigen Abständen sieben Mal etwa 30 bis 40 cm breit unterbrochen. Hinter den Unterbrechungen ist die Wand in gleicher Breite ausgehöhlt. In den Löchern befinden sich vermutlich die Anker der stählernen Zugbänder, die für die im Jahr 1945 eingebaute tonnenförmige Holzdecke erforderlich wurden. Es wurde allerdings versäumt, sie wieder zu verschließen. Die Dachflächen sind mit kleinformatigen rötlichen Ziegelschindeln eingedeckt, die von einer Holzschalung getragen werden.
Das südwestliche Seitenschiff ist mit einem Pultdach deutlich geringerer Neigung und mit den gleichen Schindeln überdeckt. Die Traufe besteht aus auskragenden Sparrenköpfen, auf denen eine Traufschalung aufliegt. Wahrscheinlich mit Erweiterung des Langhauses nach Norden sind die Außenwand und die Dachneigung so erhöht worden, dass die sechs Obergadenfenster des Hauptschiffs etwa zur Hälfte zugemauert werden mussten. Die heutigen sechs kleinen rundbogigen Obergadenfenster sitzen unmittelbar auf dem Pultdachfirst auf und wirken durch die kurzen seitlichen Leibungskanten sehr gedrungen.

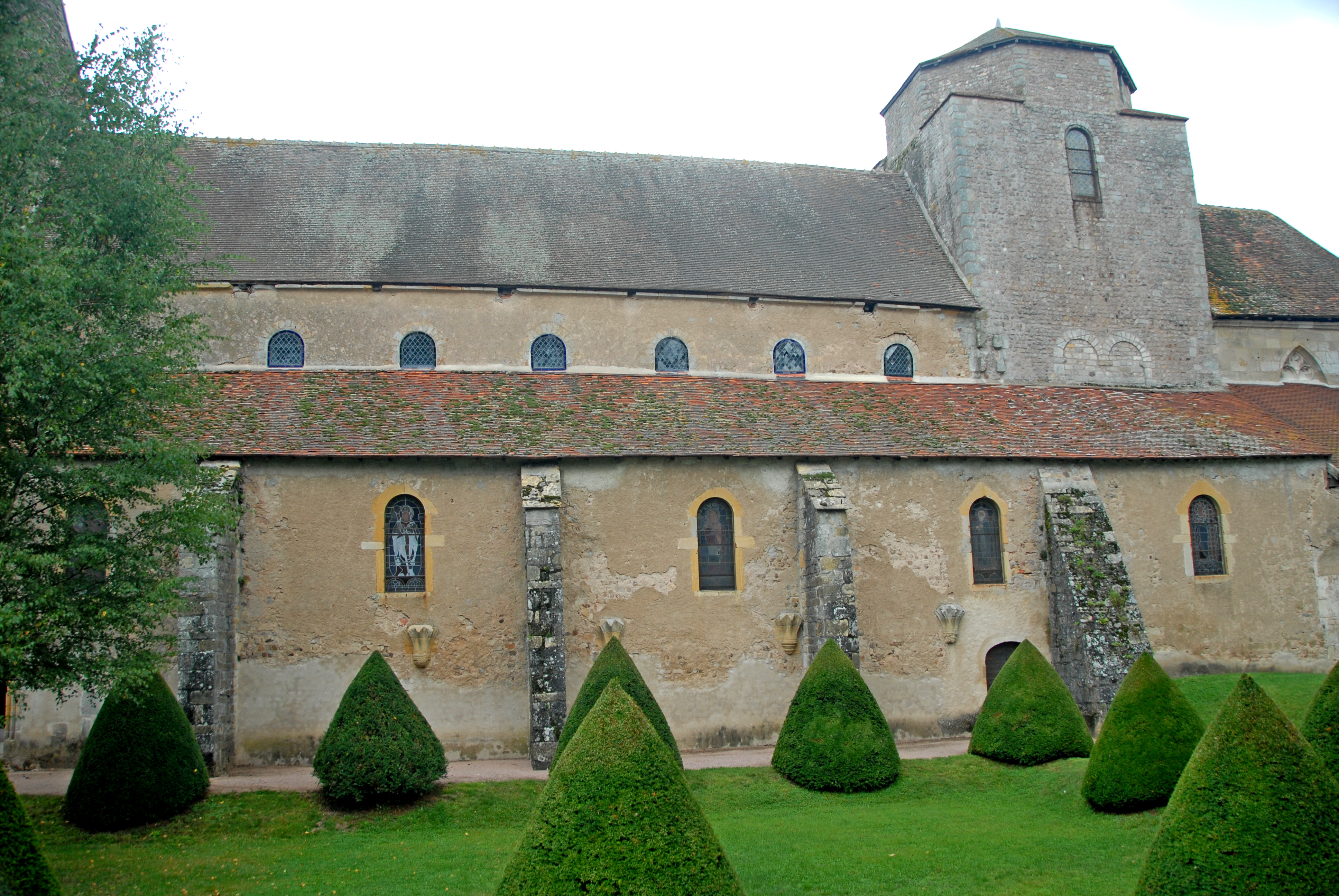
Prioratskirche, Langhaus von Südwesten

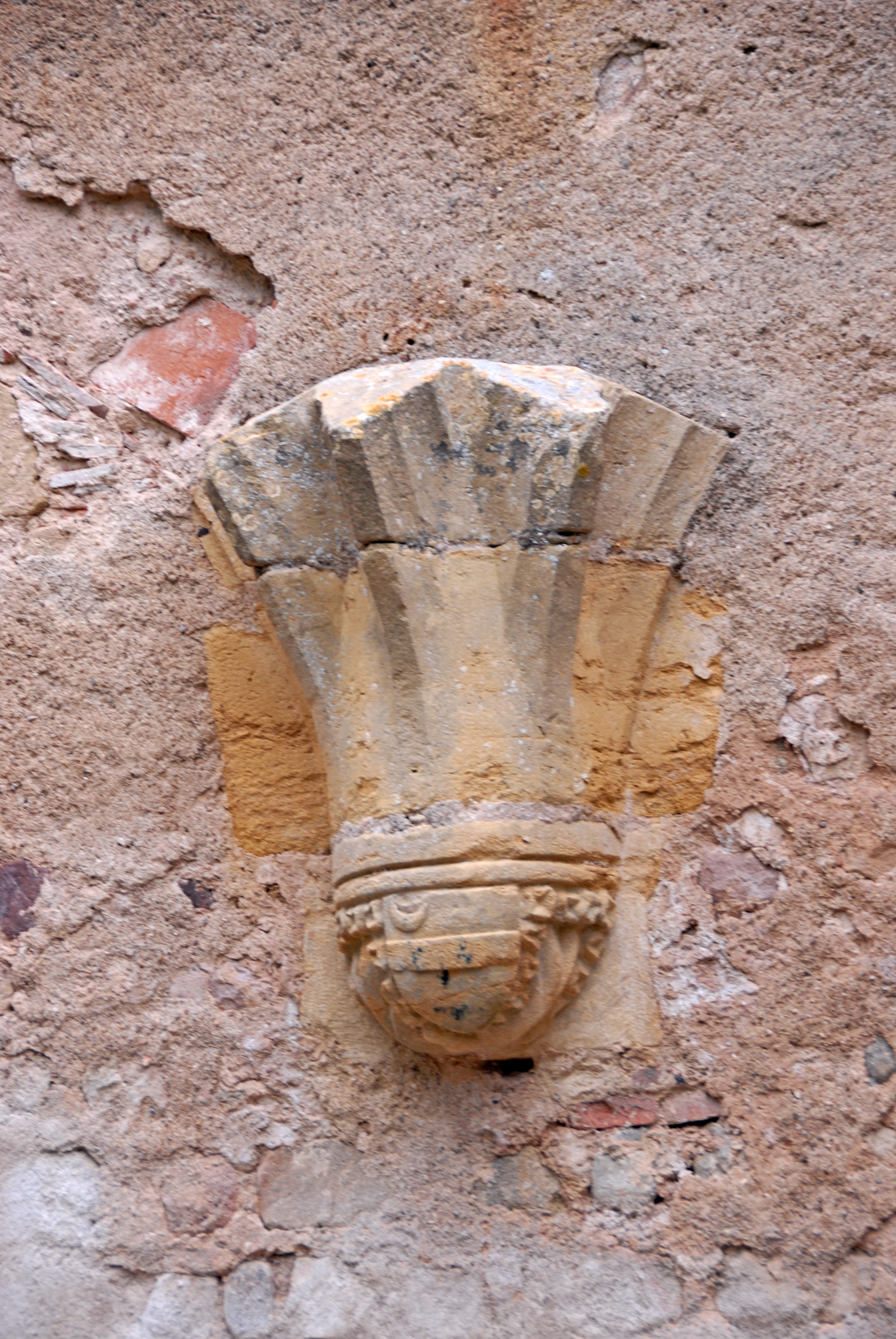
Prioratskirche, Konsole des gotischen Kreuzgangs

Die Außenwand des Seitenschiffs weist heute vier mittelgroße, schlanke, rundbogige Fenster auf, deren Unterkante etwa in halber Wandhöhe liegen, eins davon liegt in der nachträglich erfolgten Erweiterung des Langhauses. Sie besaßen drei deutlich kleinere Vorgänger an anderen Stellen. Ihre Lage kann innenseitig anhand von Putzrissen lokalisiert werden. Kaum einen halben Meter unter den Fensterbänken der heutigen Fenster sind in gut zwei Metern Höhe sechs Konsolsteine des gotischen Kreuzrippengewölbes mit steinernen Wappen eines neuen Kreuzgangs eingemauert, dessen Vollendung heute bezweifelt wird. Zwei von ihnen befinden sich genau an den Stellen, wo die kleinen Fenster waren. Das bedeutet aber, dass die Konsolsteine erst zusammen mit der Ausmauerung der kleinen Fenster eingemauert worden sind oder danach. Der Rhythmus der Konsolsteine kollidiert auch mit dem der neuen heutigen Fenster. Nachdem die Konsolsteine angebracht waren, sind außerdem drei rechtwinklige Strebepfeiler mit steil abgeschrägten Oberseiten angefügt worden, welche die Seitenschiffwand in vier etwa gleiche Abschnitte unterteilt, von denen zwei die Konsolsteine verdecken. Dies kann aber erst dann erfolgt sein, als man auf den Neubau des Kreuzgangs endgültig verzichtet hatte. Das gilt auch für den Ausbruch der heutigen größeren Fensteröffnungen. In Verlängerung der nordwestlichen Querhauswand ist ein deutlich kräftigerer Strebepfeiler mit gänzlich abgeschrägter Außenseite angefügt worden, weil die ehemals hier anschließenden Konventsgebäude abgebrochen worden sind, welche vorher die Aufgabe der Aussteifung besaßen. Am südwestlichen Ende des Seitenschiffs gibt es ein älteres Portal zum Kreuzgang, das von einem leicht abgeflachten romanischen Bogen überdeckt wird, dessen Vermauerung erst 1979 geöffnet wurde. Die rechteckige Tür am gegenüberliegenden Ende des Langhauses mit mehrfach profilierten Gewänden, stammt sicherlich aus der Zeit des geplanten Baus des neuen Kreuzgangs. Das erkennt man an den gleichen Wappen, die sich auch auf den Konsolsteinen befinden. Nach einer perspektivischen Darstellung, welche die Situation von 1760 zeigt, gab es zu dieser Zeit aber einen Kreuzgang, dessen Pultdach unmittelbar an die Traufe des Seitenschiffs anschloss und damit die Fenster überdeckte. Wenn der gotische Kreuzgang nicht vollendet werden konnte, wird das möglicherweise ein hölzernes Provisorium gewesen sein.
Die Langhauswände aus dem 11. Jahrhundert – möglicherweise auch älter – und die Mittelschiffwand, die nach einem Einsturz im 16. Jahrhundert aus dem Schutt erneuert worden ist, bestehen überwiegend aus Bruch- und Feldsteinen unterschiedlicher Färbung und sind in einem unregelmäßigen Verband vermauert worden. Wegen der nicht sehr ebenen Oberflächen des Steinmaterials hat man solche Wände mit einem hellbeigefarbenen Putz versehen, den man über die höchsten Steinerhebungen abgezogen und abgerieben hat. So wurden nur die Vertiefungen ausgefüllt und es sind Steine vereinzelt oder in Gruppen sichtbar geblieben. Öffnungs- und Bauteilkanten und Strebepfeiler wurden aus überwiegend glatten Werksteinen gefertigt, die grau verwittert sind und stets steinsichtig blieben.
Das Fehlen von Strebepfeilern an der südwestlichen Mittelschiffwand und die erst nachträgliche Anfügung von Strebepfeilern in der Seitenschiffaußenwand lassen darauf schließen, dass die Schiffe nie von steinernen Gewölben überdeckt waren.
Der Kontrast zwischen der steinüberwölbten Vierung und den ursprünglich ebenso eingewölbten Querhausarmen nebst dem feingliedrigen Glockenturm aus der ersten Hälfte des 11. Jahrhunderts gegenüber den schlichten glatten Mauern der Schiffe der ersten romanischen Kirche, ohne steinerne Gewölbe, ohne Jochgliederung und Emporen, legt die Vermutung nahe, dass das ursprüngliche Langhaus der Rest eines karolingischen Vorgängerbaus aus dem ausgehenden 9. bis frühen 10. Jahrhundert gewesen ist. Diese Annahme stimmt mit der Ankunft der ersten Mönche überein, wie mit deren erster Sorge, einen schlichten Bau zu errichten, der später im 11. und 12. Jahrhundert, als sich die Romanik voll entfaltet hatte, bedeutende Umbauten erfuhr, wie etwa das Querhaus, seine Vierung und das Westwerk. Zweifellos ist das eine interessante und nicht zu vernachlässigende Hypothese.
Die Kirche mit kürzerem Langhaus und einer Fassade ohne Westwerk bestand dementsprechend mindestens hundert Jahre, wahrscheinlich sogar gut 200 Jahre.

##### Westwerk / Portalvorbau

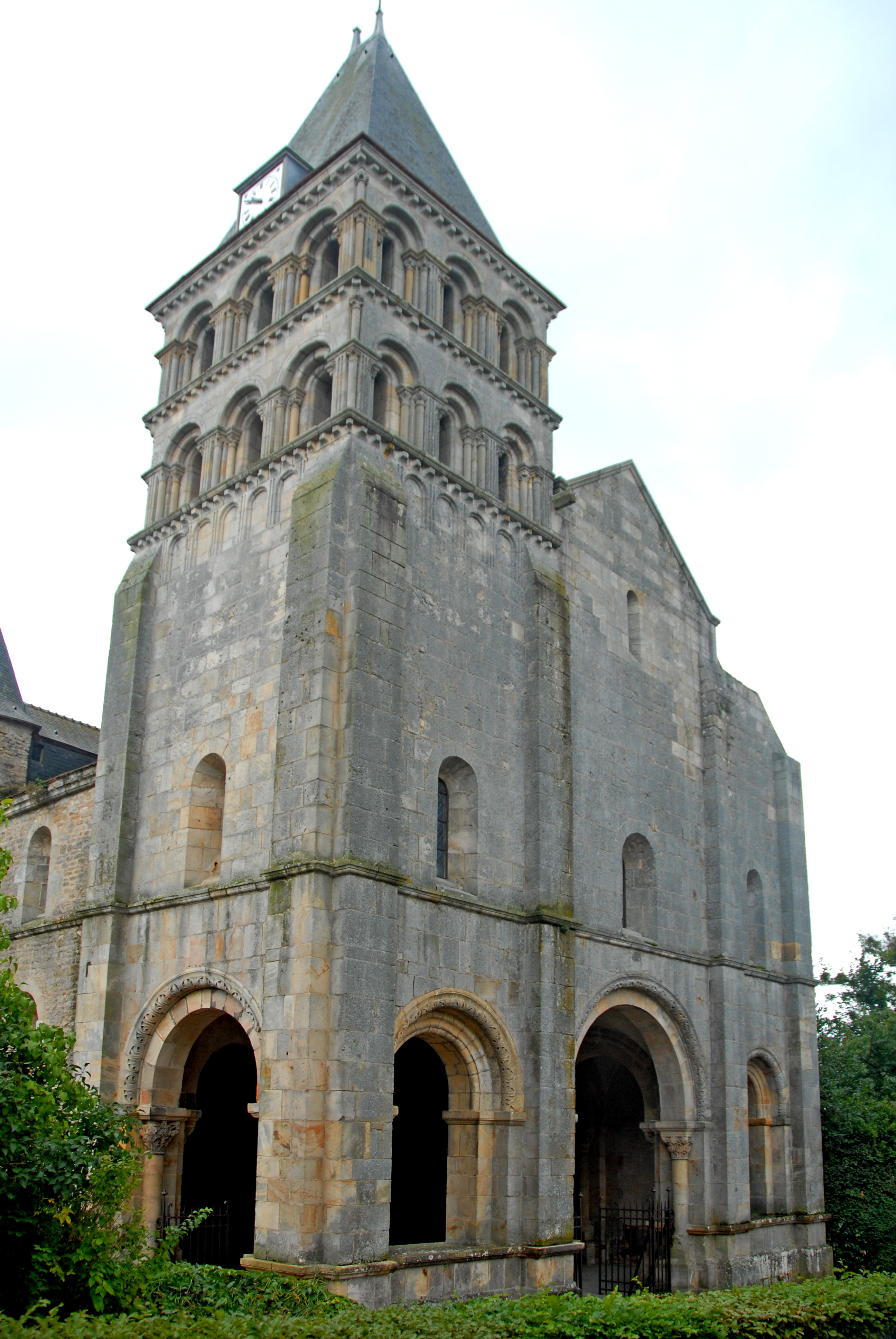
Prioratskirche, Westwerk von Norden

Das dreischiffige Westwerk entstand zusammen mit der Langhauserweiterung nach Nordwesten zwischen 1120 und 1130. Es ist äußerlich ein wenig breiter als das ursprüngliche Langhaus und erstreckt sich im Erd- und Obergeschoss über zwei Joche, ein schmaleres und ein deutlich breiteres Joch. Der obere Abschluss des Erdgeschosses wird auf der Nordost- und Nordwestseite durch ein Kraggesims markiert, aus zwei Rundstäben und dazwischen eine Hohlkehle. Auf diesen Seiten wird es von insgesamt vier Arkadenöffnungen durchbrochen. Die mittlere der Arkaden auf der Nordwestseite ist deutlich höher als die übrigen. Alle Arkaden sind mehrfach abgestuft, außenseitig beginnend mit einem kräftigen Rundstabprofil, das mit pflanzlichen Ornamenten dekoriert ist und außen von einem schmalen Rundstabprofil begleitet wird. Die Arkaden im Zentrum der Nordwestfassade und auf der Nordostseite besitzen rechtwinklige Bögen, die auf halbrunden alten Diensten mit Kapitellen und Basen aufstehen. In den äußeren Arkaden der Nordwestfassade sind die Kanten der Bögen, welche auf Wandpfeilern stehen, mehrfach mit Profilen aufgelöst und mit schlicht profilierten Kämpfern abgeschlossen.
Das zweite Geschoss ist im Bereich des ersten Jochs deutlich höher als das Erdgeschoss. Seine vier rundbogigen schlanken Fenster auf der Nordwest- und Nordwestseite des ersten Jochs mit leicht abgeschrägten Gewänden sind nahezu gleich groß. Zwischen den Unterbauten der Türme befindet sich die Giebelwand des Mittelschiffs des Westwerks. Sie weist einen Ortgang mit circa 45 Grad Neigung und unter dem Giebelfeld ein kleines rundbogiges schlitzartiges Fenster auf. Ihr First und der des dahinter befindlichen Satteldachs des ersten Jochs des Portalvorbaus verlaufen in der zentralen Achse des Mittelschiffs von Westwerk und Langhaus.

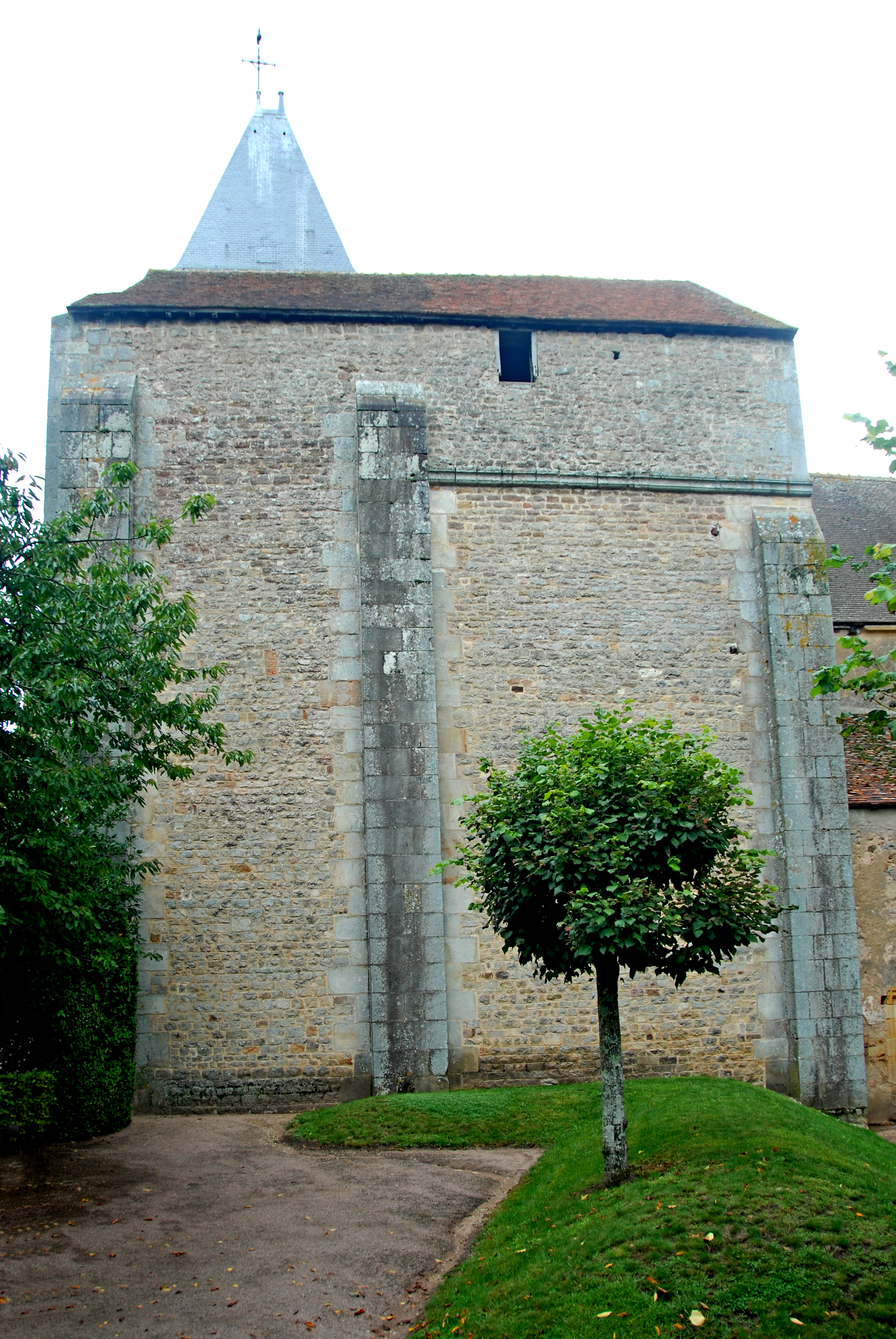
Prioratskirche, Westwerk von Südwesten

Die Fassade des Westwerks gibt zum Ausdruck, dass in ihr der westliche Turm fehlt. Der Abschluss des südwestlichen Turmunterbaus wirkt äußerst unfertig. Der nordöstliche Turmunterbau wird oberseitig abgeschlossen durch ein doppelt profiliertes Kragprofil, welches von eng gestellten Kragkonsolen unterstützt wird, die seitlich und unterseitig kehlenartig ausgerundet sind. Alle drei freien Seiten des Westwerks weisen an den Gebäudeecken und auf den die Schiffe und die Joche trennenden Achsen über beide Geschosse breite rechteckige Strebepfeiler auf, deren Oberseiten stark abgeschrägt sind. Unmittelbar unter den Kragkonsolen sind zwischen den Strebepfeilern kleine und flache Arkaturen angebracht, aus je fünf rundbogigen Blendarkaden, deren Kanten mit doppelten Rundstäben aufgelöst sind. Die schmalen Wandpfeiler zwischen den Arkaden weisen Kannelierungen aus je zwei tiefen Kehlen auf.
Das zweite Joch wird von einem hohen unsymmetrischen Satteldach überdeckt. Sein First liegt wesentlich höher als der des Mittelschiffs und verläuft ihm gegenüber deutlich nach Südosten versetzt. Er liegt aber auf derselben Höhe wie der des Satteldachs im ersten Joch. Die Höhe seiner nordwestlichen Traufe befindet sich etwas unter der halben Höhe des Turmunterbaus im ersten Joch. Seine Traufe wird von einem mächtigen Traufgesims unterfangen, dessen obere Hälfte eine senkrechte Sichtkante und seine untere eine breite Hohlkehle aufweist. Wenig darunter befindet sich im zweiten Joch des zweiten Westwerkgeschosses ein Fenster, in Form und Größe wie das benachbarte Fenster im ersten Joch. Nicht weit darunter ist über der halben Erdgeschosshöhe ein etwas größeres Fenster gleicher Form ausgespart.

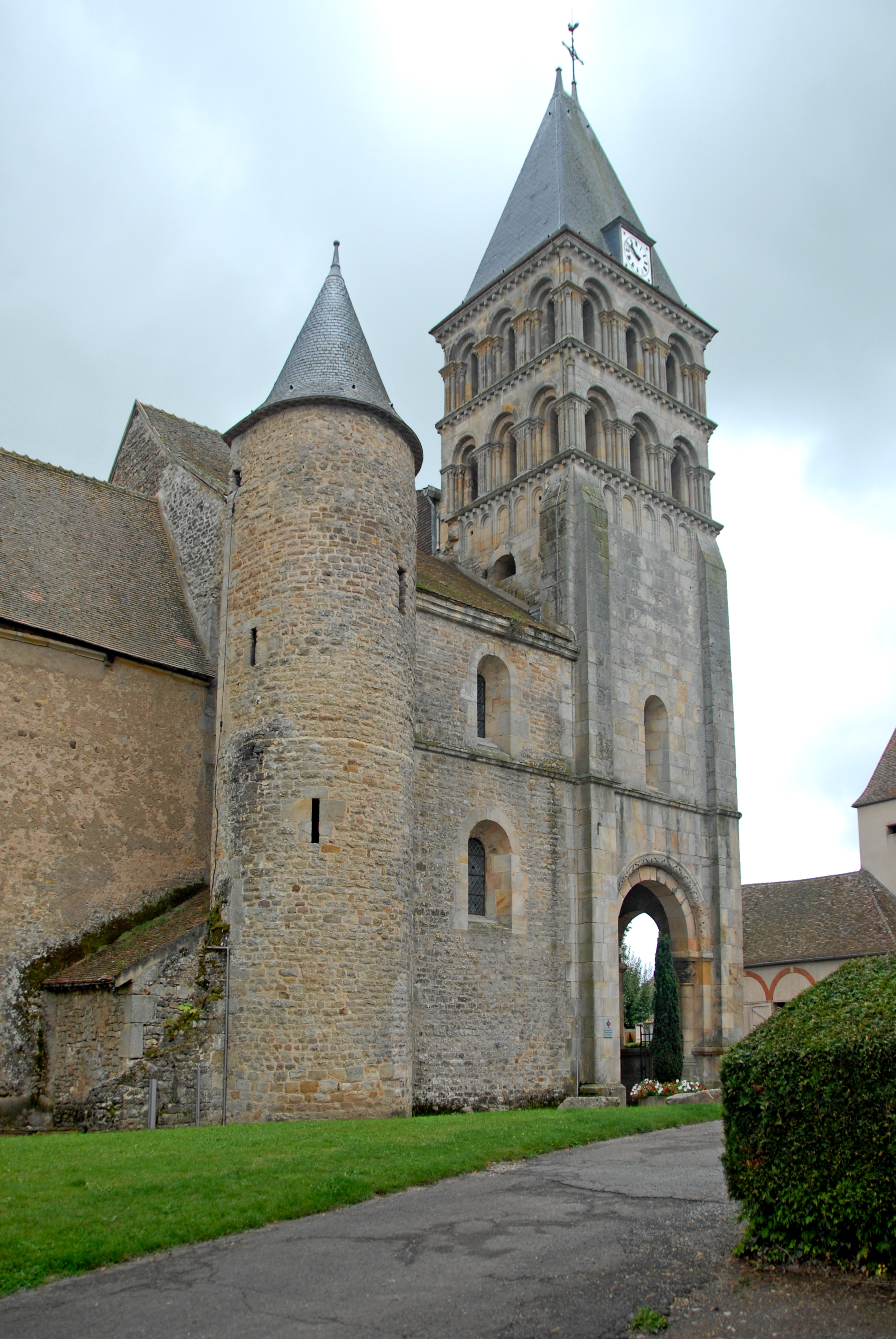
Prioratskirche, Westwerk von Osten

Der nördliche Turm besitzt zwei untereinander identische, fast quadratische Geschosse, die alle mit dem gleichen Kragprofil auf Kragkonsolen wie die des zweiten Geschosses abschließen. Auf jeder Seite sind drei rundbogige Klangarkaden (Schallöffnungen) ausgespart mit zweifachen Archivolten aus kantigen Arkadenbögen auf runden Säulchen, ausgestattet mit pflanzlich skulptierten Kapitellen und profilierten Kämpfern und Basen. Die Archivolten werden von tiefgründig kannelierten Wandpfeilern getrennt. Auf den Turmecken stehen noch einmal runde Säulchen mit derselben Ausrüstung. Insgesamt zählt man an diesem Turm 96 solche Rundsäulchen und 27 Wandpfeiler. Der Turm besitzt seit Ende des 19. Jahrhunderts einen spitzen gotischen Helm aus einer Holzkonstruktion mit einer grauen Schiefereindeckung. Da sein Grundriss nicht ganz quadratisch ist, weist er einen kurzen First mit zwei metallenen Spitzen auf. Der Turm besaß ursprünglich einen pyramidenförmigen Helm wesentlich geringerer Neigung.
Die Südwestseite des Westwerks ist nahezu vollständig geschlossen. Ihre Gliederung besteht vor allem aus drei der oben beschriebenen Strebepfeiler. Im zweiten Joch gibt es ein doppeltes Rundstabgesims über dem zweiten Geschoss und kurz darüber ein kleines rechteckiges Fenster. Auf der freien Südostseite des Westwerks ist im südwestlichen Bereich im zweiten Geschoss ein rechtwinkliges Fenster und im nächsten Geschoss etwas näher zur Mitte ein kleineres Fenster ausgespart.

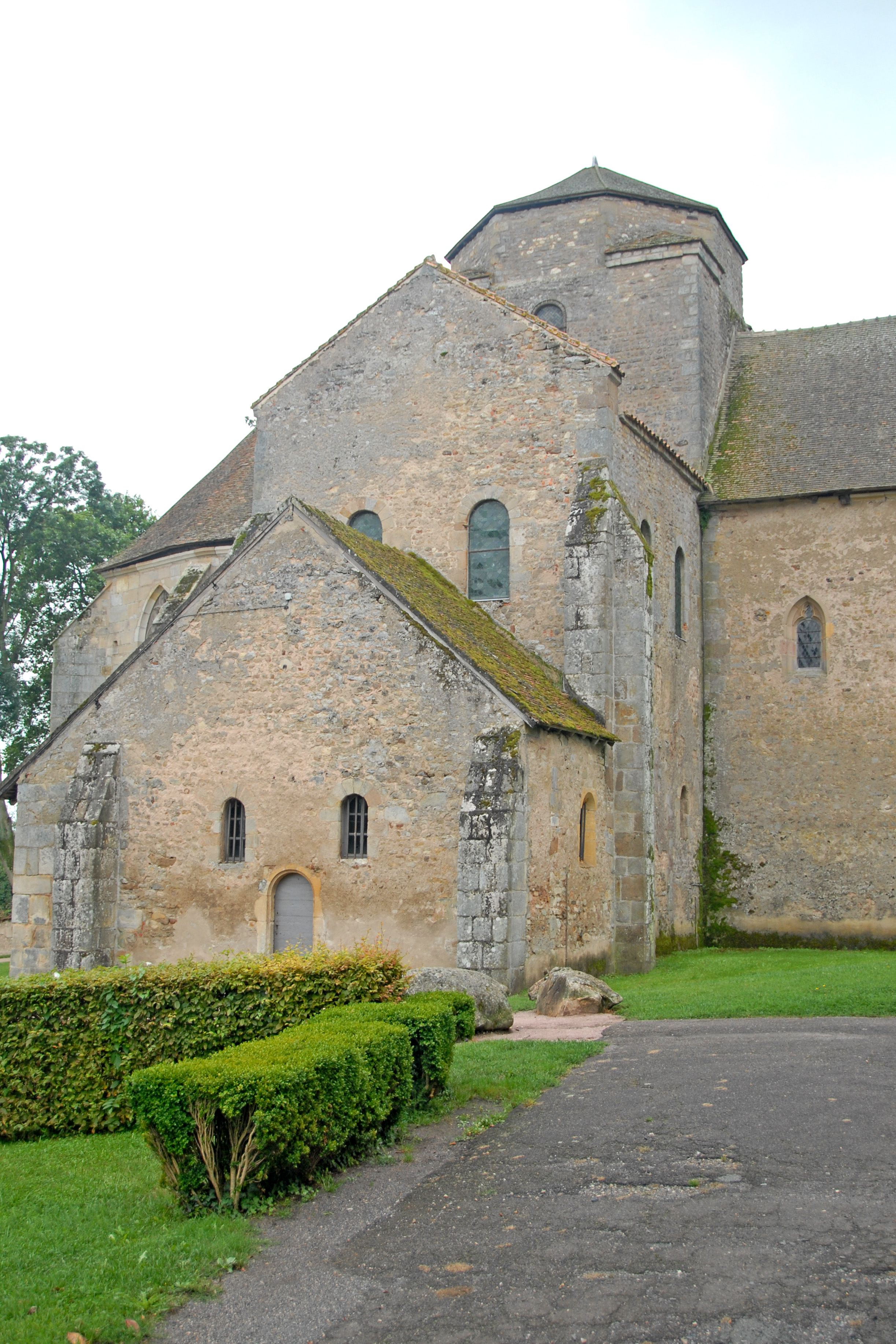
Prioratskirche, Querhaus von Nordosten

An der Ostecke des Westwerks ist ein stattlicher runder Treppenturm angefügt, der das große zweite Westwerkgeschoss erschließt, aus dem man weiter in den Glockenturm gelangt. Er weist rundum verteilte schlitzartige Schießscharten auf. Da man ursprünglich vom ehemaligen nordwestlichen Seitenschiff in den Treppenturm gelangen konnte, hat man nach dessen Einsturz in dem Gebäudewinkel zwischen Langhaus und Westwerk ein kleines Gebäude errichtet, das den geschützten inneren Zugang sicherstellte. Das zweite Geschoss des Westwerks zusammen mit diesem Treppenturm war möglicherweise einer der sichersten Orte des Priorates, in den man sich im Verteidigungsfall zurückziehen konnte. Der Treppenturm zählt zu den ältesten Gebäudeteilen der Kirche (siehe Grundriss). In diesem Stadium reichte das Langhaus nicht bis zu diesem Turm, der wie ein Campanile isoliert stand. Dabei bleibt unklar, welches Gebäude er ursprünglich erschlossen hat. Möglicherweise gehörte er zu einer älteren Burg, die unter Geschichtliches, Mittelalter, 4. Absatz genannt wird. Zu ihr könnte man auch den Rest einer Mauer am Fuß des Treppenturms rechnen.
Das Mauerwerk der Schauseiten der Nordwestfassade, der Nordostseite im Bereich des ersten Jochs und aller Seiten des Turms besteht aus großformatigen geglätteten Werksteinen, in sauber gefügtem Quadermauerwerk. An den kaum bewitterten Stellen erkennt man noch die ursprünglich hellorange Färbung des Steins, die über die Jahrhunderte durch Bewitterung ergraut ist. Die Wände der Südwestseite, der Südostseite, der Nordostseite im zweiten Joch und des Treppenturms bestehen aus hammerrecht zugerichteten Bruch- und Feldsteinen unterschiedlicher Färbung, die weitgehend in regelmäßigem Schichtenverband gemauert sind. Ihre Öffnungs- und Bauteilkante und ihre Strebepfeiler sind aus glatten Werksteinen wie auf den Schauseiten gemauert.

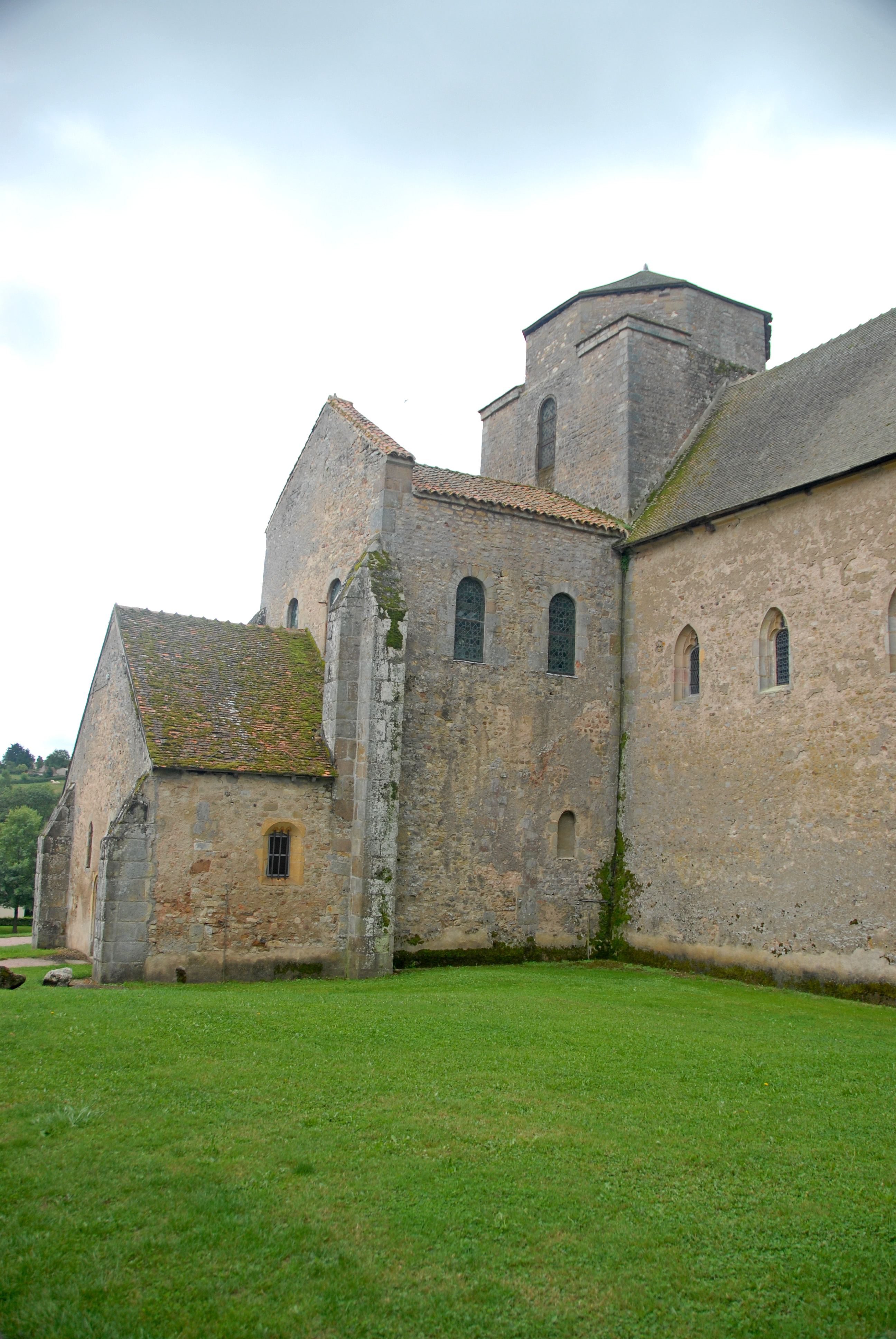
Prioratskirche, Querhausarm von Norden

##### Querhaus mit ehemaligem Vierungsturm
Die ursprüngliche Form des Querhauses lässt sich noch am nordöstlichen Vierungsarm erkennen, der auf einem fast quadratischen Grundriss nahezu in gleichem Umriss wie die anschließende Vierung errichtet ist. Der heutige Bau ist eine frühe Erneuerung aus dem Jahr 1095, nach vorherigem Einsturz. Er wird von einem Satteldach mit etwa 30 Grad Neigung überdeckt, dessen First quer zu den Schiffen verläuft. Die Traufen übernehmen etwa die Traufhöhe des Hauptschiffs. Sie besitzen eine geringe Auskragung auf einem kantigen Traufgesims. Die Eindeckung besteht aus roten Hohlziegeln im römischen Format, auch Mönch-Nonnen-Ziegel genannt. Die Giebelwand des Querhausarms ragt noch ein Stück über die Dachflächen hinaus und ist ebenfalls mit Hohlziegeln abgedeckt. Seine Ecken werden mit je zwei im Grundriss rechtwinkligen Strebepfeilern ausgesteift, die mit ihren steil abgeschrägten Oberseiten noch ein gutes Stück unter der Traufhöhe enden. In den drei Außenwänden des Querschiffarms sind je zwei mittelgroße, schlanke und rundbogige Fenster im oberen Wandbereich ausgespart. Auf der Südostwand erkennt man die Konturen der ehemaligen äußeren Querhauskapelle. Auf der gegenüber stehenden Nordwestwand sind die Konturen des Durchlasses vom ehemaligen nordöstlichen Seitenschiff in das Querschiff festzustellen, der im 16. Jahrhundert vermauert worden ist. Dabei wurde etwa zwei Meter über dem Boden eine rundbogige Mauernische angelegt.
An den Giebel dieses Querhausarms hat man im 13. Jahrhundert eine Kapelle angebaut. Sie steht auf einem rechtwinkligen Grundriss, deren Länge der Querhausbreite entspricht, und ist im Mittel kaum halb so hoch wie der Querhausarm. Ihr Satteldach besitzt eine Neigung um 40 Grad und ist mit roten Ziegelschindeln eingedeckt. Ihre Traufen sind mit auskragenden Sparrenköpfen ausgebildet. Auf der Südostseite ist eine rechtwinklige Chornische angefügt. Auf der Giebelwand der Kapelle ist an deren Seiten je ein rechteckiger Strebepfeiler mit steil abgeschrägter Oberseite, der bis in die Höhe der Traufe reicht. In dieser Wand ist mittig eine rundbogige Tür angeordnet, die etwas darüber von zwei kleinen Rundbogenfenstern flankiert wird. Die Tür war der nächste Zugang zum damaligen Friedhof in der Nähe des Chors. Auf der Südwestseite der Kapelle und in deren Chornische ist jeweils noch ein kleines rundbogiges Fenster ausgespart.

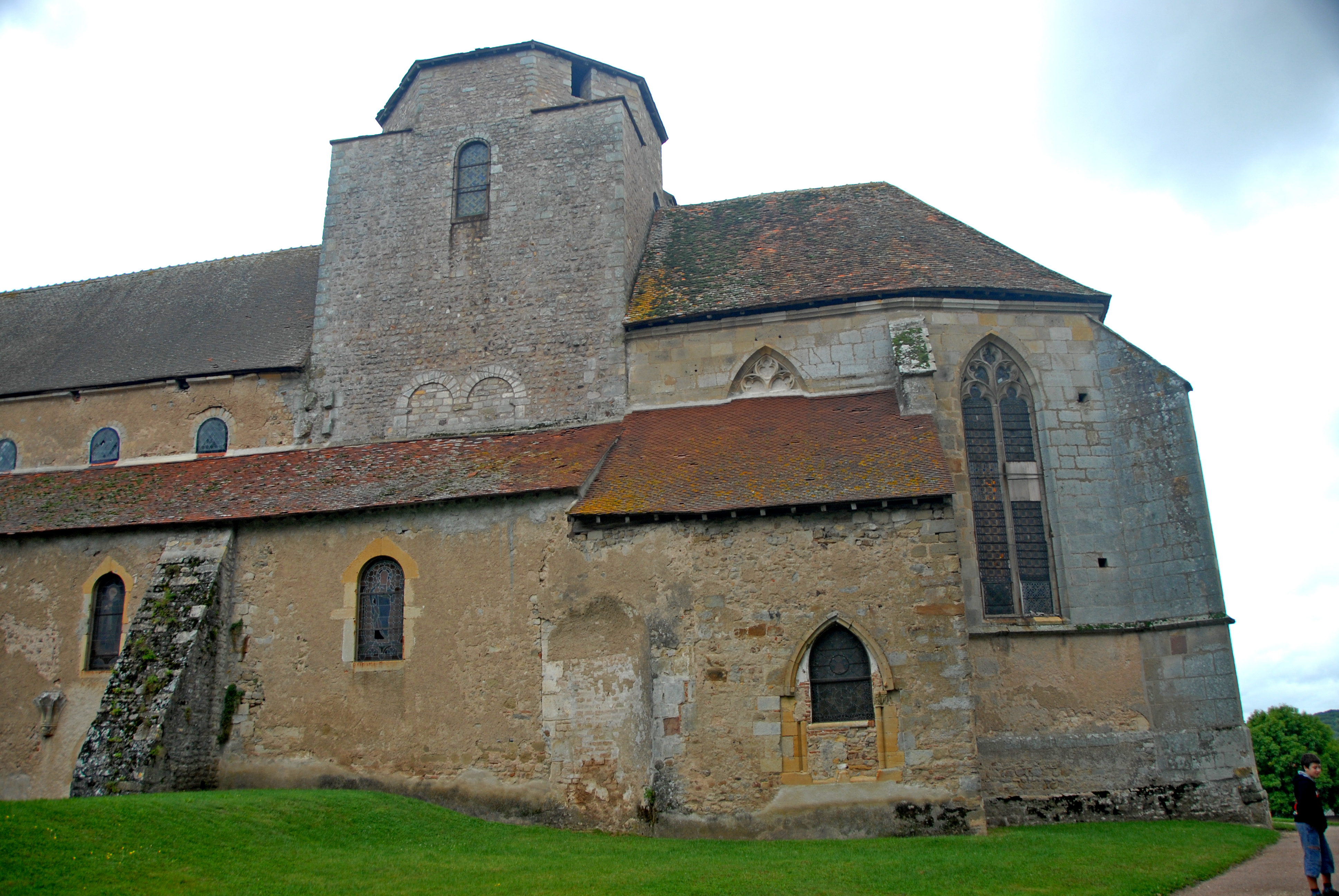
Prioratskirche, Querhaus und Chorhaupt von Südwesten

Vom ehemaligen südwestlichen Querhausarm ist von außen nichts mehr zu erkennen, außer einem Teilstück der ehemaligen Querhauskapellenapsis und einem Mauerwerksansatz der südwestlichen Wand oberhalb des Seitenschiffdachs. Beim Einreißen des Vierungsturms in der Revolution, 1789 oder etwas später, sind durch herabfallende Trümmer die oberen Bauteile mit dem Dach, die Giebelwand und die halbe Kapellenapsis des Querhausarms ebenfalls eingestürzt. Statt einer Wiederherstellung des Querhausarms hat man in Verlängerung des südwestlichen Seitenschiffs eine neue Außenwand und ein Stück Pultdach in die entstandene Lücke eingefügt. Die Wand erhielt ein rundbogiges Fenster in Art der Seitenschifffenster. Bei dieser Aktion musste die Zwillingsarkade in der südwestlichen Vierungswand zugemauert werden, deren Konturen heute zur Hälfte über den Pultdachfirst hinausragen.

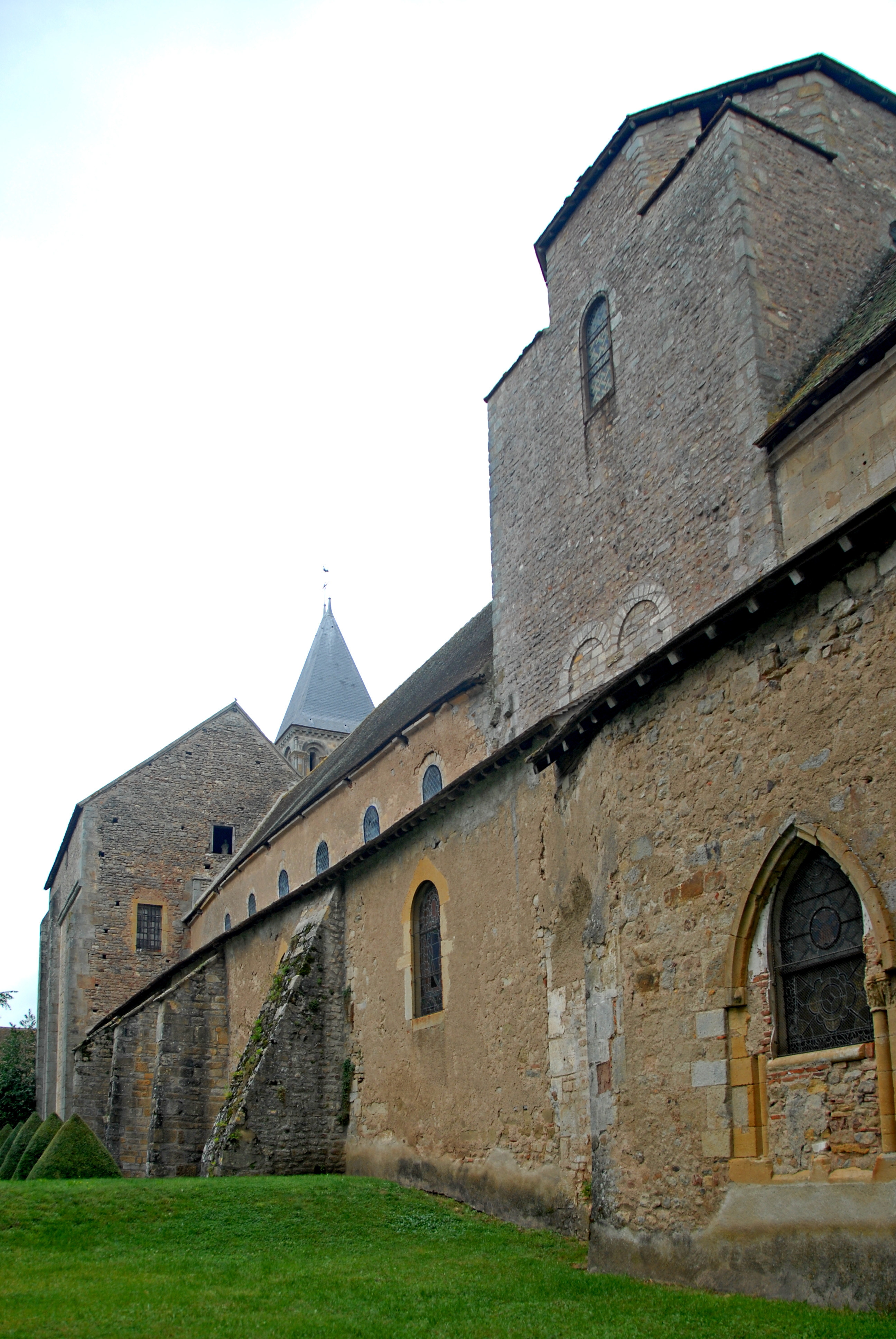
Prioratskirche, Südwestseite von Süden

Die Außenwände der quadratischen Vierung ragen als Basis des ehemaligen achteckigen Glockenturms ein gutes Stück bis über die Firste der Dächer des Mittelschiffs und des Chors hinaus. Knapp unter ihrer Oberkante waren ursprünglich in der Mitte jeder Seite ein rundbogiges schlankes Fenster ausgespart. Durch eine Erhöhung der ursprünglich flacheren Dachneigungen von Mittelschiff und Chor wird das Fenster auf der Südwestseite gänzlich und auf der Nordostseite bis auf einen kleinen Rest verdeckt. Auf dieser Basis ist vom Turm noch dessen achteckiger Sockel mit gut zwei Metern Höhe erhalten. Die Seitenwände der Vierung gehen oberflächenbündig in vier Seiten des Sockels über. Dadurch entstehen an den Ecken des Vierungsquadrates dreieckige Oberflächen, die mit flach geneigten Dächern abgedeckt sind. Der sonst geschlossene Sockel weist auf der Ostseite des Achtecks eine Türöffnung auf, der vermutlich Zugang zum ehemaligen Glockenturm war. Die Öffnung lässt vermuten, dass der in einem Dokument von 1784 erwähnte quadratische Treppenturm gegenüber dieser Vierungsecke angeordnet war. Der nach dem Turmabbruch entstandene unförmige Stumpf wurde mit einem flach geneigten achteckigen Pyramidendach abgedeckt, das wie die vorgenannten Dreiecke mit grauem Schiefer eingedeckt ist.
Über das Aussehen des ehemaligen Turms, dessen Erbauungszeit zwischen 1020 und 1030 lag, kann man nur mutmaßen. Auf dem erhaltenen geschlossenen achteckigen Sockel ragten vermutlich ein bis zwei Geschosse gleichen Umrisses auf, untereinander getrennt von und oberseitig abgeschlossen mit profilierten Kraggesimsen. In jeder der acht Seitenwände und in jedem Geschoss waren vermutlich Zwilligsarkaturen aus Bögen auf Säulchen mit Kapitellen, Kämpfern und Basen untergebracht, in denen jeweils zwei rundbogige Klangöffnungen ausgespart waren. Der Turm war ursprünglich – wie in der Romanik üblich – wohl mit einem Helm in Form einer achteckigen Pyramide in mittlerer Neigung überdeckt. Dieser wurde wahrscheinlich – wie so oft in der Gotik – gegen einen wesentlich spitzeren Helm ausgetauscht.
Das Mauerwerk des nordöstlichen Querhausarms und seines Kapellenanbaus, sowie des nachträglichen Verschlusses des südwestlichen Querhausarms besitzt große Ähnlichkeiten mit dem des Langhauses, einschließlich seines teilweisen Verputzes. Hingegen kann das Mauerwerk der quadratischen Vierung und des achteckigen Turmstumpfes eher mit dem der Wände des Westwerkes im zweiten Joch verglichen werden.

##### Chorhaupt

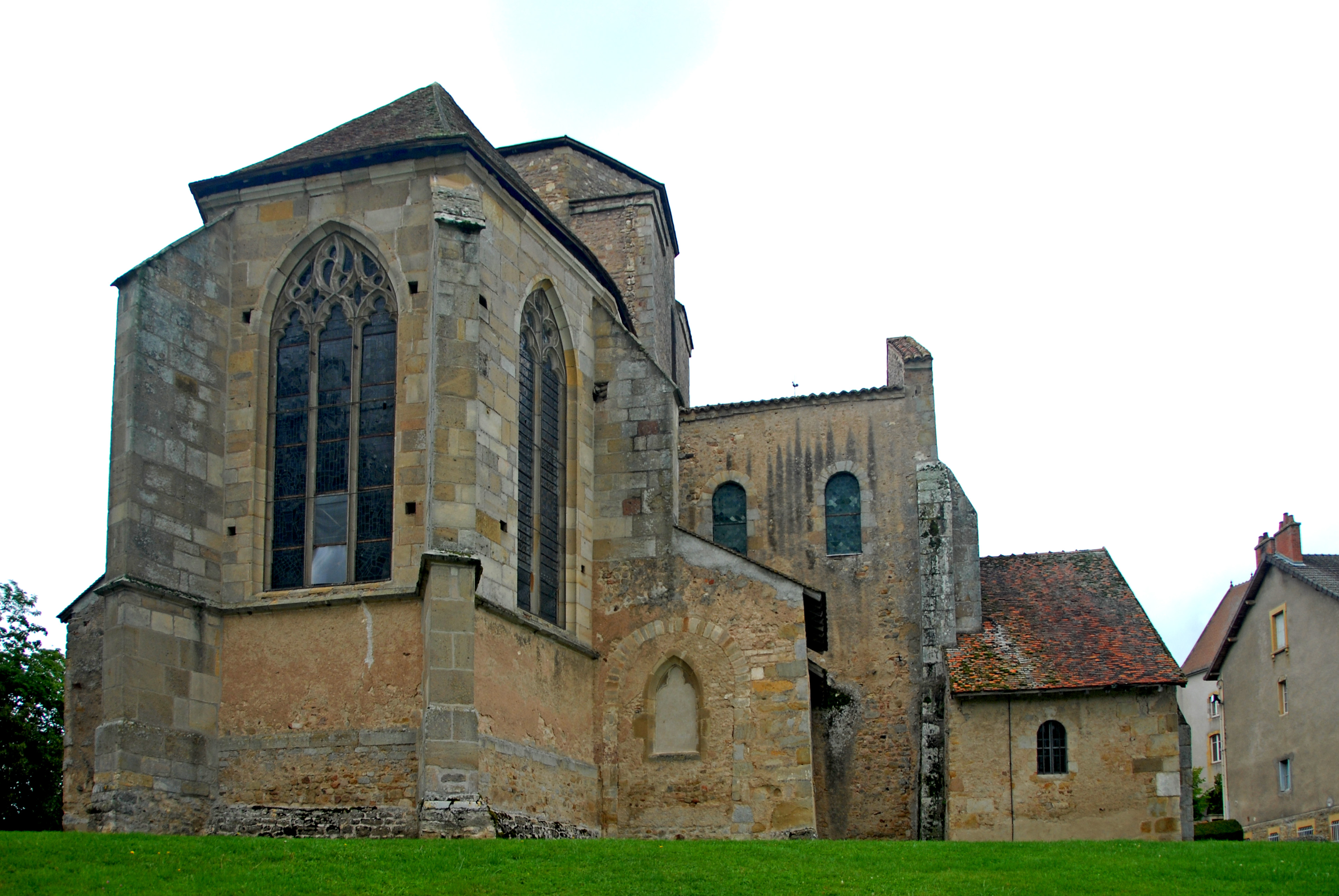
Prioratskirche, Chorhaupt von Südosten

Das Chorhaupt besteht im Wesentlichen aus einem nahezu quadratischen Chorjoch in Ausdehnung der Vierung, das von zwei Seitenschiffen flankiert wird, und einer polygonalen Apsis, welche von 1487 bis 1491 überwiegend in gotischen Stilelementen errichtet, teils auch umgebaut worden sind. Im Chorjoch und in den Chorseitenschiffen wurden ältere Bauteile integriert. Die Wände von Chorjoch und Apsis reichen bis unter die Traufe, die sich in gleicher Höhe befindet wie die des Mittelschiffs. Sie werden oberseitig abgeschlossen mit einem kräftigen Traufgesims, dessen Sichtkante abgeschrägt und mehrfach profiliert ist. Darüber kragen die Sparrenköpfe leicht aus und sind oberseitig mit einer Holzschalung beplankt, die das ganze Dach bedeckt, welches eine Eindeckung mit roten Ziegelschindeln trägt. Das Satteldach über dem Chorjoch wird von einem halben achteckigen Pyramidendach über den Apsis abgeschlossen und weist die Neigung und Höhe des Mittelschiffs auf.
Auf allen vier Ecken der polygonalen Apsis stehen weit ausladende rechtwinklige Strebepfeiler mit etwa 45 Grad abgeschrägten Oberseiten, die bis knapp unter die Traufe reichen. Die freien Wände der Apsis und ihre Strebepfeiler werden in gut drei Metern Höhe von einem weit ausladenden waagerechten Kragprofil unterteilt. Die Wände stehen auf einem Sockel aus dunklem Basalt, der nach unten steil abgeschrägt ist. Unmittelbar auf dem Kragprofil stehen zwischen den Strebepfeilern großformatige, schlanke, gotische Spitzbogenfenster, die mit ihrem Scheitel etwa einen halben Meter unter der Traufe enden. Das mittlere Fenster ist deutlich breiter als die übrigen. Sie werden von einem Profil mit breiter Hohlkehle eingefasst und von schlanken profilierten Stützen in zwei, beim zentralen Fenster in drei Abschnitte unterteilt. Ihr Bogenfeld wird von spätgotischem Maßwerk des Flamboyantstils geschmückt. Die Fenster in den beiden Seitenwänden des Chorjochs sind genau so gestaltet, allerdings besteht von ihnen nur das obere Drittel mit dem gleichen Maßwerk, das sichtbar bleibt. Beide Fenster sind blind verschlossen. Das auf der Südostseite wird vom heutigen Pultdach des Chorseitenschiffs bis auf einen kleinen Teil der Spitze verdeckt. Die heute polygonale Chorapsis hatte einen romanischen Vorgänger in Form einer halbkreisförmigen Apsis.
Die beiden das Chorjoch flankierenden im Grundriss rechtwinkligen Seitenschiffe sind so lang wie das Chorjoch und so breit wie das südöstliche Seitenschiff. Sie gab es bereits im Ursprungsbauwerk, allerdings besaßen sie auf ihrer Südostseite je eine kleine halbrunde Apsis. Von ihnen erkennt man noch die in den heute vermauerten Öffnungen die Konturen der ehemals mit einer Kalotte in Halbkuppelform überwölbten Apsiden. In der Vermauerung ist ein mittelgroßes spitzbogiges Fenster ausgespart, von dem man Reste des gotischen Maßwerks erkennen kann. Es ist heute blind verschlossen. Die beiden Joche des nordöstlichen Chorseitenschiffs sind mit zwei Pultdächern in leicht unterschiedlichen Neigungen um 30 Grad überdeckt, deren Traufen aus überstehenden Sparrenköpfen bestehen und die mit dunklen Ziegelschindeln eingedeckt sind. Im zweiten Joch ist in der Nordostwand ein ebensolches Fenster ausgespart wie das in der kopfseitigen Vermauerung. Es ist allerdings funktionsfähig verglast. Das südwestliche Chorseitenschiff wurde vermutlich im Zuge der Reparaturen nach der Revolution um eine seitliche Nische erweitert und mit einem deutlich steileren Pultdach versehen, welches das Fenster im Chorjoch fast gänzlich verschließt. Auch ist es mit roten Ziegelschindeln gedeckt und die Traufe besteht aus überstehenden Sparrenköpfen. Die Nische erhielt ein spitzbogiges Fenster, das von einer spitzbogigen Archivolte eingefasst wird, deren Bauteile nicht zur Öffnung passen und vermutlich von einer anderen Stelle stammen und hier nicht besonders gelungen wieder verwendet wurden.
Das Mauerwerk der Wände des Chors oberhalb seiner Anbauten, der Apsis oberhalb ihres waagerechten Kragprofils und das der Strebepfeiler ist aus großformatigen, hellbeigefarbenen bis gelblichen glatten Werksteinen im Blockverband errichtet, die teilweise durch Verwitterung ergraut sind. Die Wände der den Chor flankierenden Kapellen und der untere Wandbereich der Apsis bestehen aus Bruchsteinmauerwerk ähnlich dem des Langhauses.

#### Inneres der Prioratskirche
Zum Inneren wird hier auch die Architektur des zweiseitig offenen Portalvorbaus gerechnet.

##### Langhaus

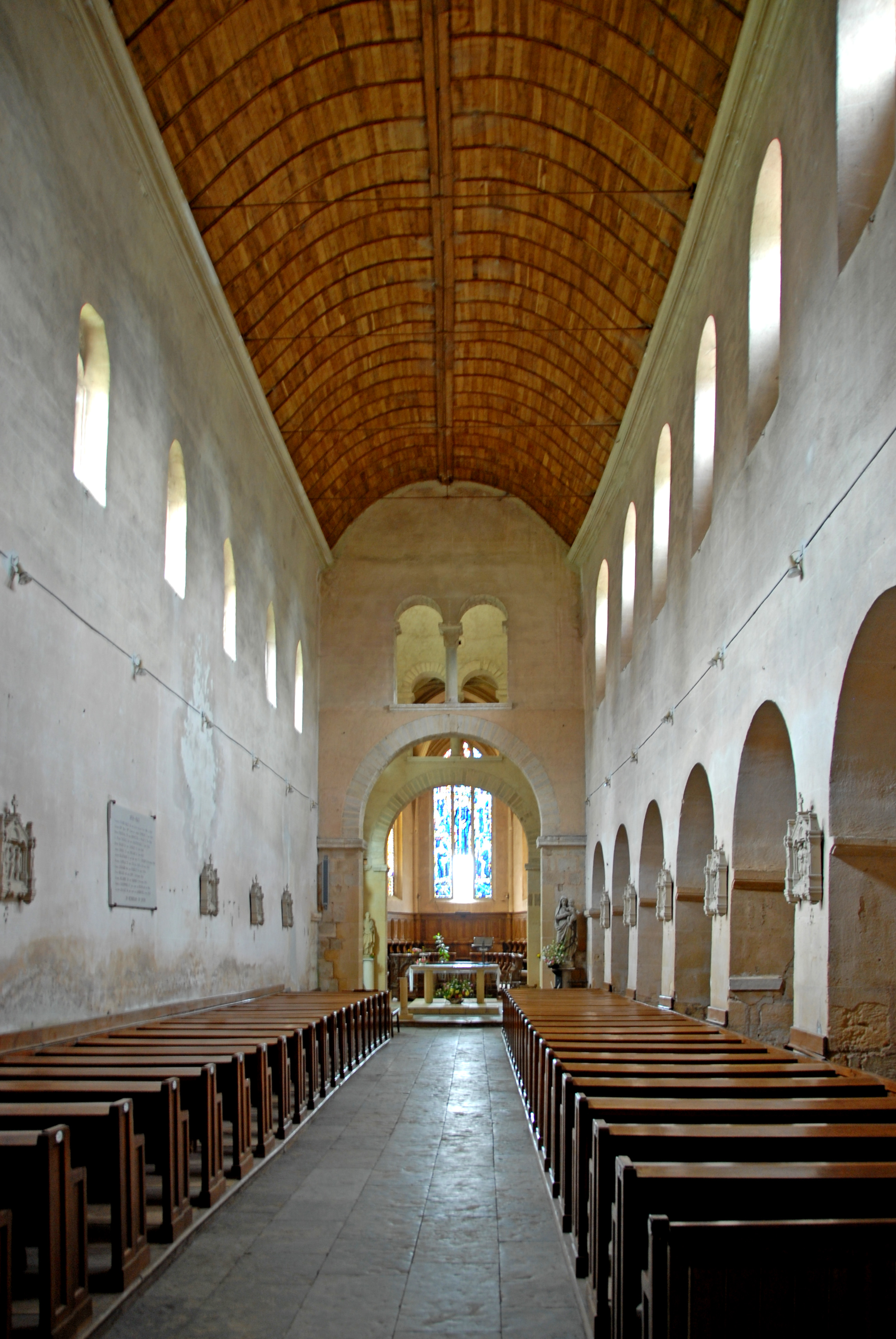
Prioratskirche, Hauptschiff zum Chor

Das ehemals dreischiffige Langhaus besaß einen basilikalen Aufriss mit deutlich höherem Mittelschiff, welches durch Obergadenfenster direkt belichtet wurde. Es war ursprünglich um gut ein Joch kürzer als das heutige. Es sollte von der ehemaligen ersten romanischen Kirche stammen, die auf die Jahre zwischen 1020 und 1030 datiert wird. Sein gut bekanntes Aussehen und das Fehlen von steinernen Einwölbungen gibt Anlass zur Vermutung, dass das ursprüngliche Langhaus der Rest eines karolingischen Vorgängerbaus aus dem ausgehenden 9. bis frühen 10. Jahrhundert gewesen sein könnte (siehe Abschnitt: Äußere Erscheinung / Langhaus / letzter Absatz).
Die Langhausverlängerung wird in den gleichen Zeitraum datiert, wie der Bau des Westwerks. Wahrscheinlich hat man aber die Fassade des 100 bis 200 Jahre älteren Langhauses erst dann abgebrochen, als das Westwerk nahezu fertiggestellt war und hat dann die Lücke zwischen beiden Gebäudeabschnitten geschlossen. Dadurch stand der Kirchenraum zur Feier der Gottesdienste so lange wie möglich, von den Bauarbeiten des Westwerks ungestört, zur Verfügung.

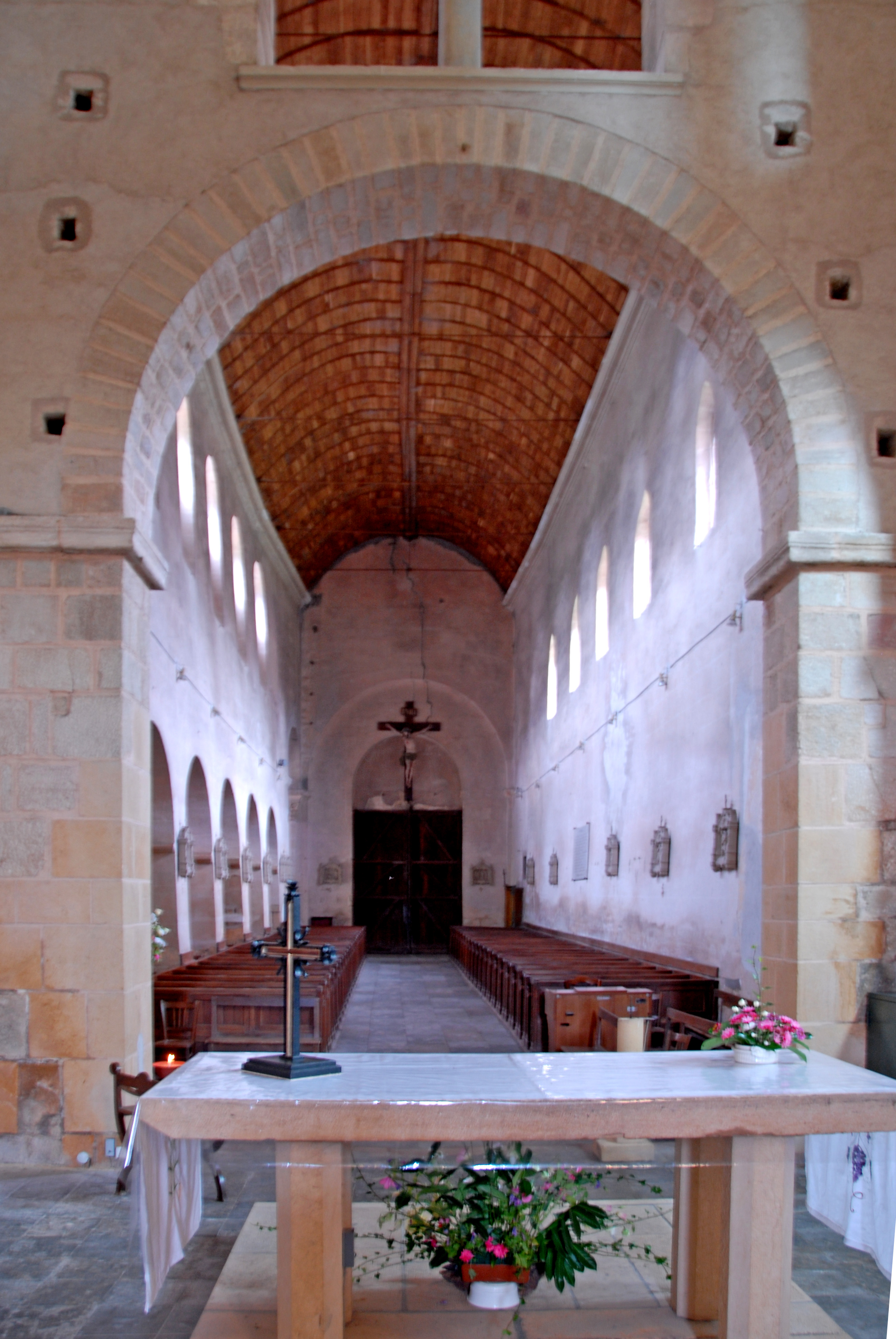
Prioratskirche, Hauptschiff aus Vierung

Die ältesten erhaltenen Teile des ursprünglichen Langhauses sind die Scheidewand zum südwestlichen Seitenschiff und dessen Außenwand, ohne deren nordwestliche Erweiterung. Die einzige Gliederung der Scheidewand sind sechs relativ kleine Arkaden, zu denen bei der westlichen Erweiterung eine weitere deutlich größere hinzugekommen ist. Ihr Bogenscheitel liegt etwa auf Höhe des Scheitels des Bogenfeldes über dem benachbarten Hauptportal. Die älteren Arkaden weisen einfache, kantige, halbkreisförmige Bögen auf, die auf rechteckigen Pfeilern stehen. Auf den Arkadenleibungen kragen in Höhe des Bogenansatzes, gut zwei Meter über dem Boden, kräftige Kämpferprofile aus, deren untere Hälften ihrer Außenseiten abgeschrägt und gekehlt sind. Weiter gehören zur Gliederung der Wand sechs rundbogige Fenster, genau über den sechs älteren Arkaden. Die Fensteröffnungen weisen neben den halbrunden Bögen nur kurze Leibungskanten auf. Die Leibungen der gedrungen wirkenden Öffnung werden nach innen seitlich und oben leicht aufgeweitet, unten aber sehr steil abgeschrägt. Das lässt die Fenster vom Innenraum gesehen wieder schlank und normal erscheinen. Die ursprünglich höheren Fenster sind nachträglich um diese Abschrägung vermauert worden, als das Dach des Seitenschiffs erhöht worden ist. Die Scheidewand wird oberseitig ein gutes Stück über den Scheiteln der Fenster von einem kräftigen, weit ausladenden Kraggesims abgeschlossen, dessen Sichtkante mit einem oberen breiten halbrunden Profil und einigen schmalen Stäben und Kehlen darunter aufgelöst.

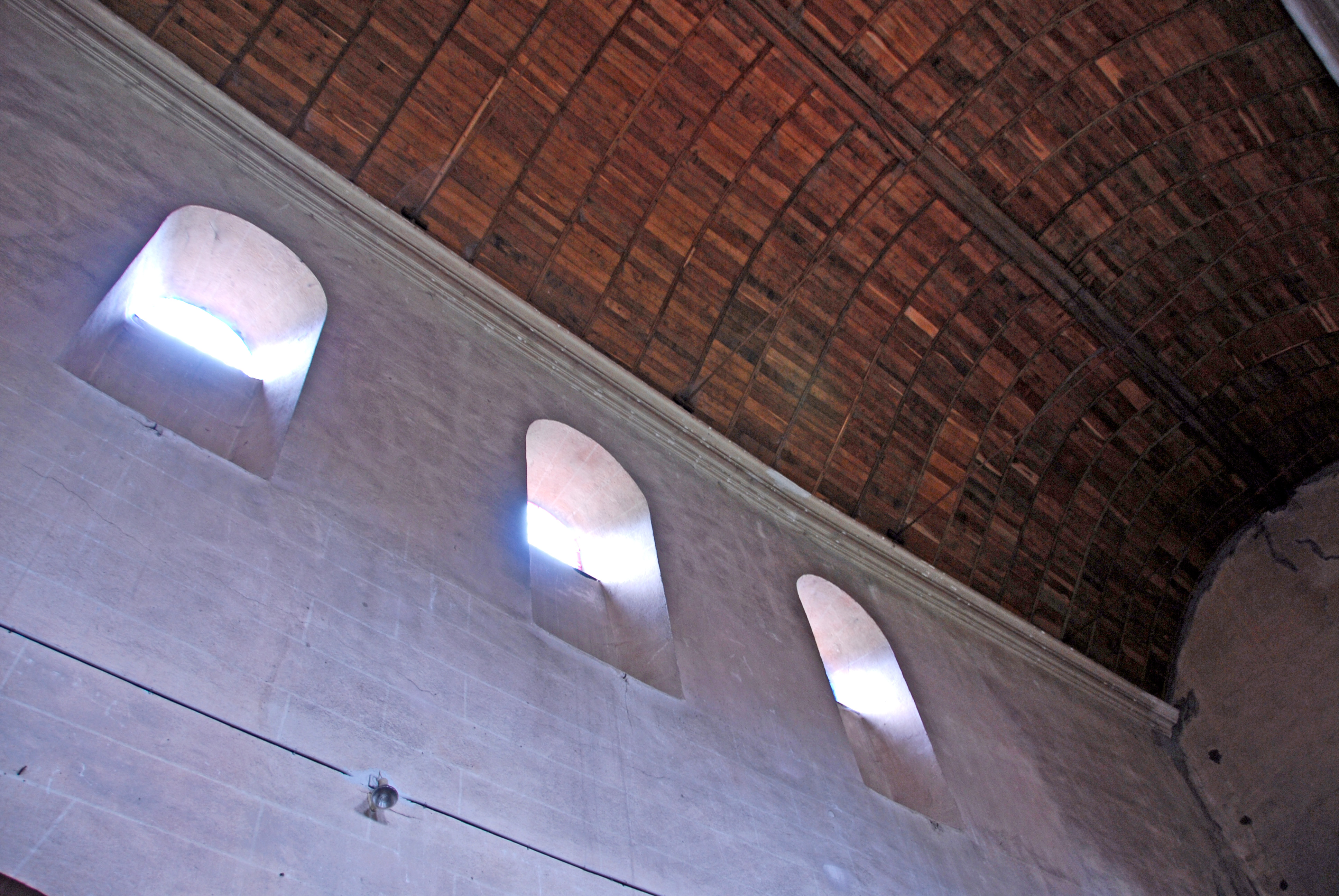
Prioratskirche, Obergadenfenster in südwestlicher Scheidewand

Man kann davon ausgehen, dass die gegenüberliegende Scheidewand des Hauptschiffs bis ins 16. Jahrhundert ebenso ausgesehen hat. Nach dem Einsturz des nordöstlichen Seitenschiffs und seiner Scheidewand wurde an ihrer Stelle die heutige Außenwand des heutigen Mittelschiffs errichtet. Statt der rundbogigen Fenster hat man sechs kleine spitzbogige Fenster geringfügig tiefer als auf der gegenüberliegenden Wand ausgespart und mit einfachem gotischem Maßwerk geschmückt. Die Decken der Schiffe waren wahrscheinlich auch im Mittelschiff horizontale Holzbalkendecken. Die heutige tonnenförmige Holzdecke mit sechs eisernen Zugbändern wurde 1945 erneuert. Da mit dem Einsturz der beiden Seitenschiffwände auch die Decke und das Dach des Mittelschiffs eingestürzt sein müssen, kann man vermuten, dass die erste Holzwölbung ebenfalls im 16. Jahrhundert erfolgt ist.
In der Kopfwand zur Vierung ist eine große Arkade ausgespart mit einem leicht gestelzten Rundbogen. Die profilierten Kämpferprofile liegen etwa auf Höhe der südöstlichen Archivoltenscheitel der Scheidewand. Knapp über den Bogensteinen der Triumphbogens ist ein rundbogiger Zwillingsdurchbruch ausgespart, dessen Bögen in der Mitte auf einer Säule aufstehen und an den Außenseiten auf den Leibungen. Die Säulen sind mit je einem schlichten Kapitell, einer weit ausladenden profilierten Kämpferplatte und einer profilierten Basis ausgerüstet. Auf den seitlichen Leibungen kragen an den Bogenansätzen Kämpferprofile aus.

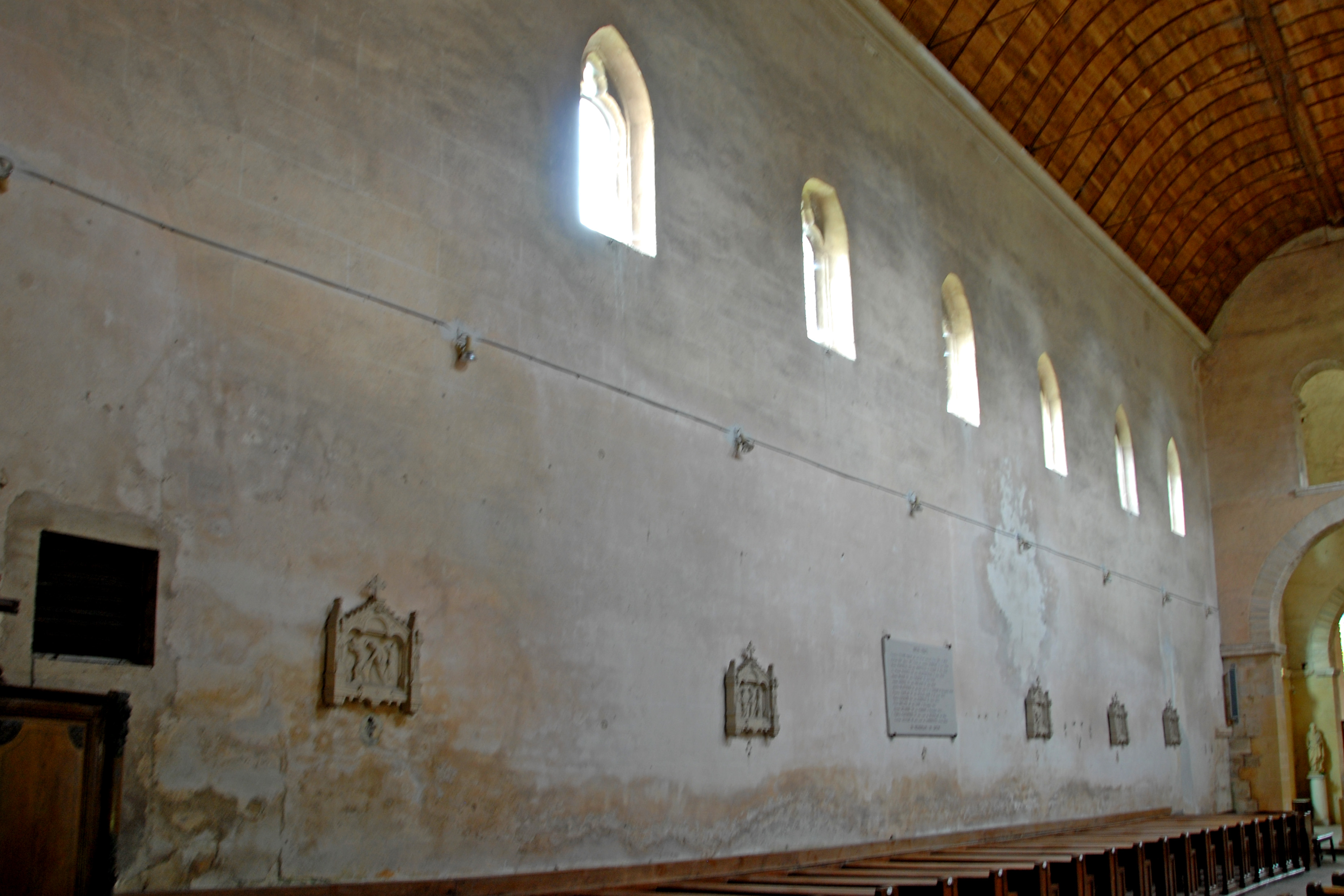
Prioratskirche, Hauptschiff, nordöstliche Außenwand

In der Wand zum Westwerk ist im Zentrum das rechtwinklige Hauptportal angeordnet, das von einem gestelzten Bogenfeld mit glatter Oberfläche überfangen ist. Dieses wird eingeschlossen von einer wesentlich größeren Blendarkade, fast in Breite des Mittelschiffs.
Die Wände des Langhauses, einschließlich der Leibungen der Fenster und seitlichen Arkaden, sind mit einem leicht unebenen Verputz bekleidet. Die Öffnungskanten in der Vierungswand und teilweise die Pfeiler der Scheidewand sind aus glatten Werksteinen gemauert.
Das „Holzgewölbe“ des ehemaligen Mittelschiffs besitzt im Querschnitt die Form eines hohen Stichbogens. Das Seitenschiff ist mit einer waagerechten Holzbalkendecke überdeckt, welche unterseitig mit einer Holzschalung verkleidet ist.

##### Westwerk / Portalvorbau

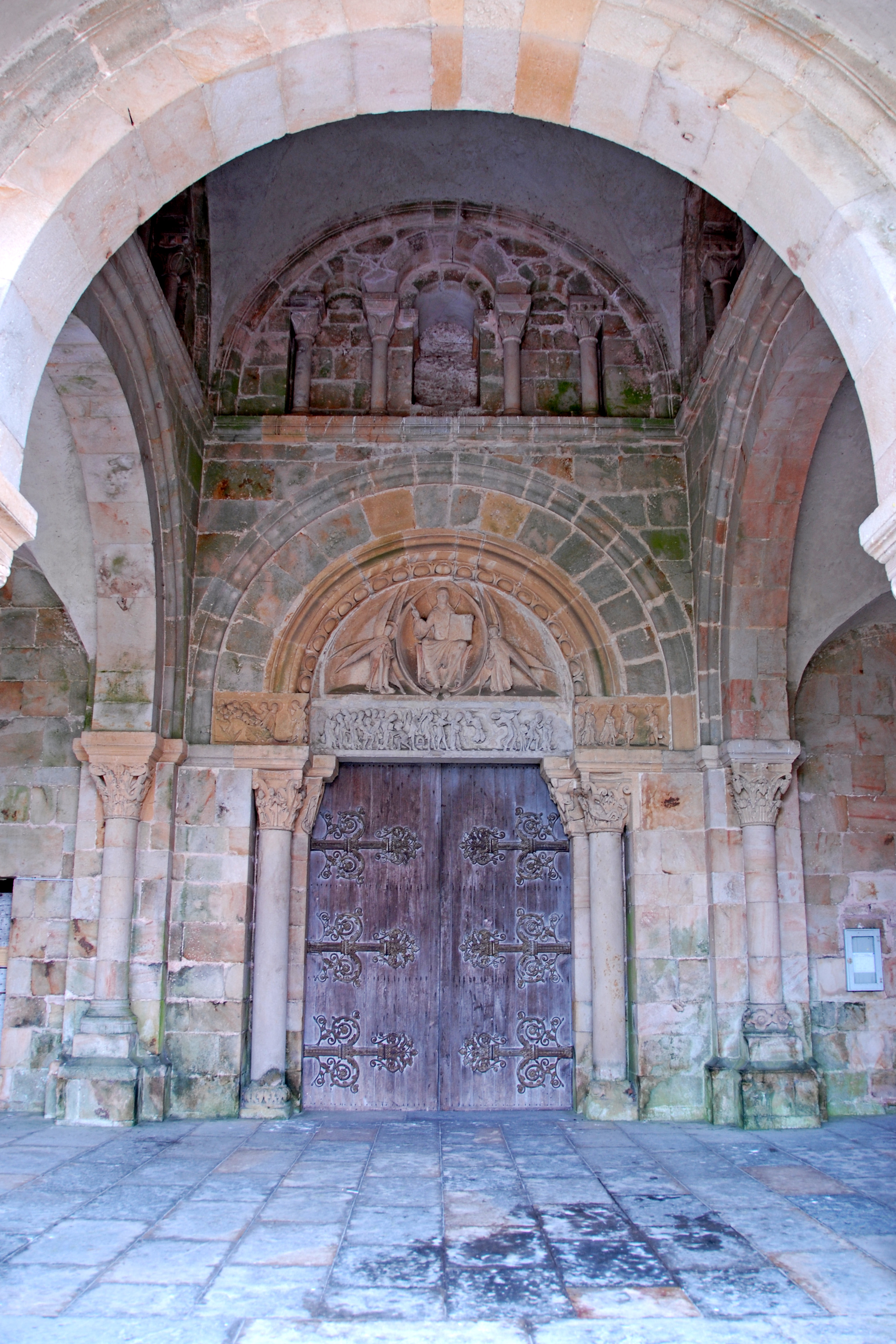
Portalvorbau, 2. Mittelschiffjoch mit Portal

Das Erdgeschoss des Portalvorbaus besitzt drei Schiffe und zwei Joche. Fünf kleinere Seiten- und Mittelschiffjoche gruppieren sich wie ein Umgang um das große zentrale zweite Mittelschiffjoch vor dem Hauptportal. Die Gewölbe der äußeren Jochabschnitte weisen untereinander etwa die gleichen Höhen auf. Hingegen ist der zentrale Jochabschnitt wesentlich höher und reicht mit seiner Wölbung noch weit in das zweite Geschoss hinauf.
Die beiden ersten leicht rechteckigen Seitenschiffjoche sind mit Kreuzgratgewölben überdeckt, die im Zentrum einen kreisförmigen Durchlass aufweisen, die für den Transport der Glocken vorgesehen waren. Die allseitigen Schildbögen werden überwiegend aus doppelten Rundstäben, teils auch aus einfachen quadratischen Profilen gebildet. Das erste ausgeprägt rechteckige Mittelschiffjoch wird ebenso von einem Kreuzgratgewölbe überdeckt, welches von den gleichen Schildbögen eingefasst wird. Die beiden zweiten rechteckigen Seitenschiffjoche werden von Tonnen überwölbt, die in Längsrichtung gespannt sind. Die kurzen Rechteckseiten sind mit jeweils einer leicht angespitzten Stichkappe angeschlossen. Die Schildbögen entsprechen wieder den anderen.

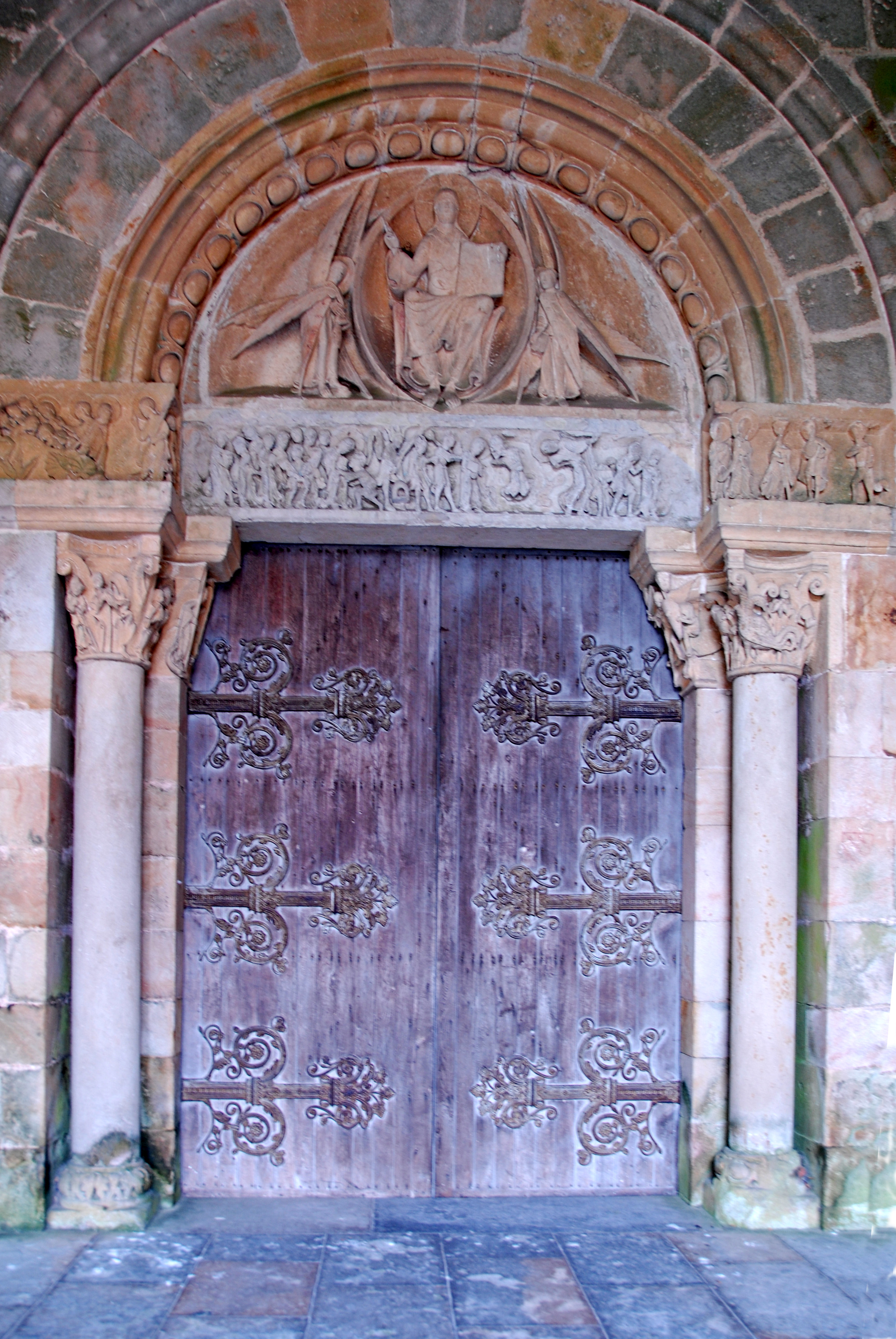
Portalvorbau, Portal

Im zentralen zweiten nahezu quadratischen Mittelschiffjoch befindet sich unmittelbar über den Scheiteln der äußeren Profile der Arkadenbögen ein waagerechtes Kraggesims mit dreifacher Profilierung. Darauf steht auf jeder Seite ein halbkreisförmiger Schildbogen aus einem inneren kräftigen Rundstab mit einem kantigen schmalen äußeren Begleiter. Auf ihnen ruhen die Ränder des großen Kreuzgratgewölbes. In den Schildbögen steht je eine Drillingsblendarkatur, aus einer größeren Archivolte in der Mitte und zwei halb so großen auf deren Seiten. Ihre Bogensteine berühren soeben die Schildbögen. Die Bögen stehen auf vier einheitlich großen Säulchen, ausgerüstet mit schlichten Blattkapitellen, wuchtigen profilierten Kämpfern und profilierten Basen. Die Zwickel zwischen den Schildbögen, den seitlichen Säulchen und den Blendarkadenbögen sind oberflächenbündig mit den Bogensteinen ausgemauert. In der Wand hinter den Säulchen ist innerhalb der mittleren Archivolte jeweils eine rundbogige Fensteröffnung ausgespart, mit schlichten Kämpferprofilen an ihren Bogenansätzen. Die Öffnung zum Langhaus ist zurückliegend vermauert, die übrigen drei Fenster öffnen sich in das zweite Geschoss des Westwerks. Im Verteidigungsfall ließ sich von dort oben aus das Hauptportal bestens überwachen.
Die vier kräftigen, allseits freistehenden Bündelpfeiler um das erste Mittelschiffjoch weisen überwiegend kreuzförmige, teils aber auch quadratische Kerne auf. Vor den Seiten der Kerne, die nicht nach außen weisen, stehen alte halbrunde Dienste, die von Kapitellen mit überwiegend figürlicher Skulptur höchster künstlerischer Qualität gekrönt werden (siehe separater Artikelabschnitt). Auf den Kapitellen und den Kernkanten liegen mächtige Kämpferplatten, deren Sichtseiten vielfach abgestuft profiliert sind. Die meisten der kräftigen Säulenbasen weisen ebenfalls kunstvolle Skulpturen auf, überwiegend in Form von schlichtem Blatt- und Rankenwerk. Die halbrunden Basen stehen auf rechteckigen ebenso dicken Plinthen: Darunter kragt allseitig, auch unter den Kanten der Kerne, ein gut einen halben Meter hoher Sockel auf, mit leicht abgeschrägten Oberseiten. Die Pfeilerbündel an geschlossenen Wänden, oder an deren Enden bestehen nur aus einem oder zwei Wandpfeilern, mit der gleichen Anzahl von Diensten mit der vorstehend beschriebenen Ausstattung. Auf den Kämpferplatten der Kapitelle stehen kräftige, im Querschnitt rechteckige, halbkreisförmige und leicht gestelzte Arkadenbögen, welche die Joche und Schiffe voneinander trennen. Sie werden begleitet von den oben genannten Schildbögen der Gewölbe.
Das Hauptportal ist das dominierende Element des ganzen Portalvorbaus, auf dem sich die künstlerische Schönheit in voller Macht, Strenge und einer gewissen Grobheit der Muster entfaltet. Die Fassadenwand des Langhauses in Breite des Mittelschiffs der Vorhalle kann in drei vertikale Abschnitte unterteilt werden. Der untere Abschnitt schließt in Höhe der Oberkanten der benachbarten Kämpferplatten ab. Genau in dieser Höhe schließen auch die Kämpferplatten der einstufigen Portalarchivolte und die Oberkante der Portaltüröffnung ab. Der mittlere Abschnitt beginnt mit dem monolithischen, üppig skulptierten Architrav und mit seinen seitlichen vorspringenden Verlängerungen. Darauf folgen das halbkreisförmige skulptierte Tympanon, und weiter eine Reihe von verschieden profilierten und breiten aber nur gering abgestuften Archivoltenbögen. Der äußere stößt mit seinem Scheitel gegen das weiter oben beschriebene Kraggesims. Der dritte und oberste Abschnitt über dem Portal besteht aus einem der vier Schildbögen des Gewölbes mit Drillingsarkatur, die ebenso weiter oben beschrieben wird.
Die runden Archivoltensäulen stehen frei in Wandrücksprüngen. Die inneren seitlichen Leibungen des Portals springen gegenüber diesen Säulen etwas nach innen vor. Oberhalb der Leibungen und der Säulen befinden sich je zwei Kapitelle. Die inneren und schlankeren Kapitelle treten etwas hinter die äußeren zurück. Die aufliegende Kämpferplatte vollzieht ebenso den Rückversatz der Kapitelle und reicht bis gegen die Außenwand des Mittelschiffs. Sie weist die gleiche Dicke der übrigen Kämpfer der Vorhalle auf und ist ähnlich profiliert. Die beiden Säulen sind mit skulptierten Basen ausgerüstet, die auf dicken rechtwinkligen Plinthen stehen. Genau über den Portalleibungen liegt der gleich breite Architrav, der dann mit den Kämpferplatten nach außen vorspringt und an den Enden mit den Verlängerungen des äußeren Bogens endet. Oberflächenbündig mit dem Architrav steht darüber in gleicher Breite das halbkreisförmige Tympanon. Es wird unmittelbar von einem Eierstabprofil eingefasst, dem ein kräftiger Rundstab, eine schmale Kehle und zwei schmale Rundstäbe folgen. Die beiden folgenden Bögen stehen unmittelbar neben den äußeren Kapitellen auf dem verbleibenden Wandstück. Der erste und breiteste ist aus großformatigen Bogenblocksteinen mit glatten Oberflächen gefügt. Der nächste und äußerste Bogen besteht aus zwei Rundstäben, die von einer gleich breiten Kehle getrennt sind.
Die ausgefeilte Architektur des Westwerks, seine robuste Ausgeglichenheit, die kreuzförmigen Pfeilerkerne mit vorgelagerten Diensten, wie der Stil seiner Kapitelle und Basen können ihre Herkunft aus dem nahen Brionnais nicht verleugnen.
Die figürliche Skulptur des Hauptportals bildet den absoluten künstlerischen Höhepunkt der Prioratskirche (siehe separater Artikelabschnitt).
Die Wände der Westwerkseitenschiffe zum Langhaus sind bis zu ihren Scheidbögen mit glatten Werksteinen gemauert und besitzen jeweils eine kleine rechteckige Tür zu den ehemals beiden Langhausseitenschiffen.
Die Werksteine innerhalb des Portalvorbaus weisen unterschiedliche Farbschläge auf, in denen ein helles Orange in diversen Schattierungen dominiert, bis hin zu grauen Oberflächen unterschiedlicher Helligkeit.
Zum zweiten Geschoss gelangt man über die Spindeltreppe im wehrhaft anmutenden runden Treppenturm auf der Ostecke des Westwerks. Der Grundriss ist ähnlich gegliedert wie der des Erdgeschosses. Über dem fast quadratischen zweiten Mittelschiffjoch ragen dessen Wände weit hinauf und verbergen seine Wölbung. In der Mitte dieser Wände sind rundbogige Fenster ausgespart, über die man in das Erdgeschoss und den Bereich vor dem Hauptportal blicken kann. Um diesen zentralen Bereich gruppieren sich die Jochabschnitte in Form eines Umgangs.

##### Querschiff mit Vierung

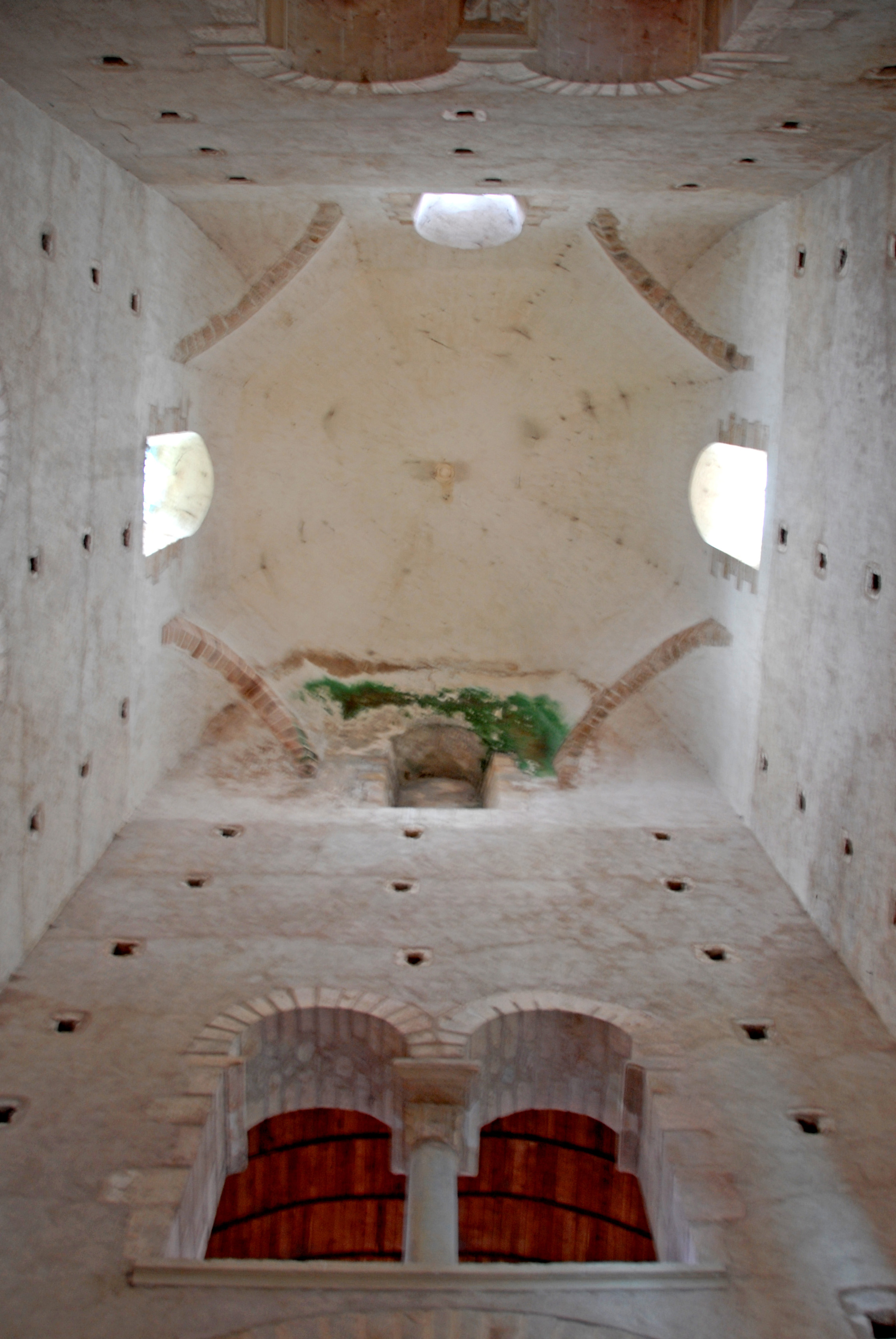
Prioratskirche, Vierungskuppel mit Tambour

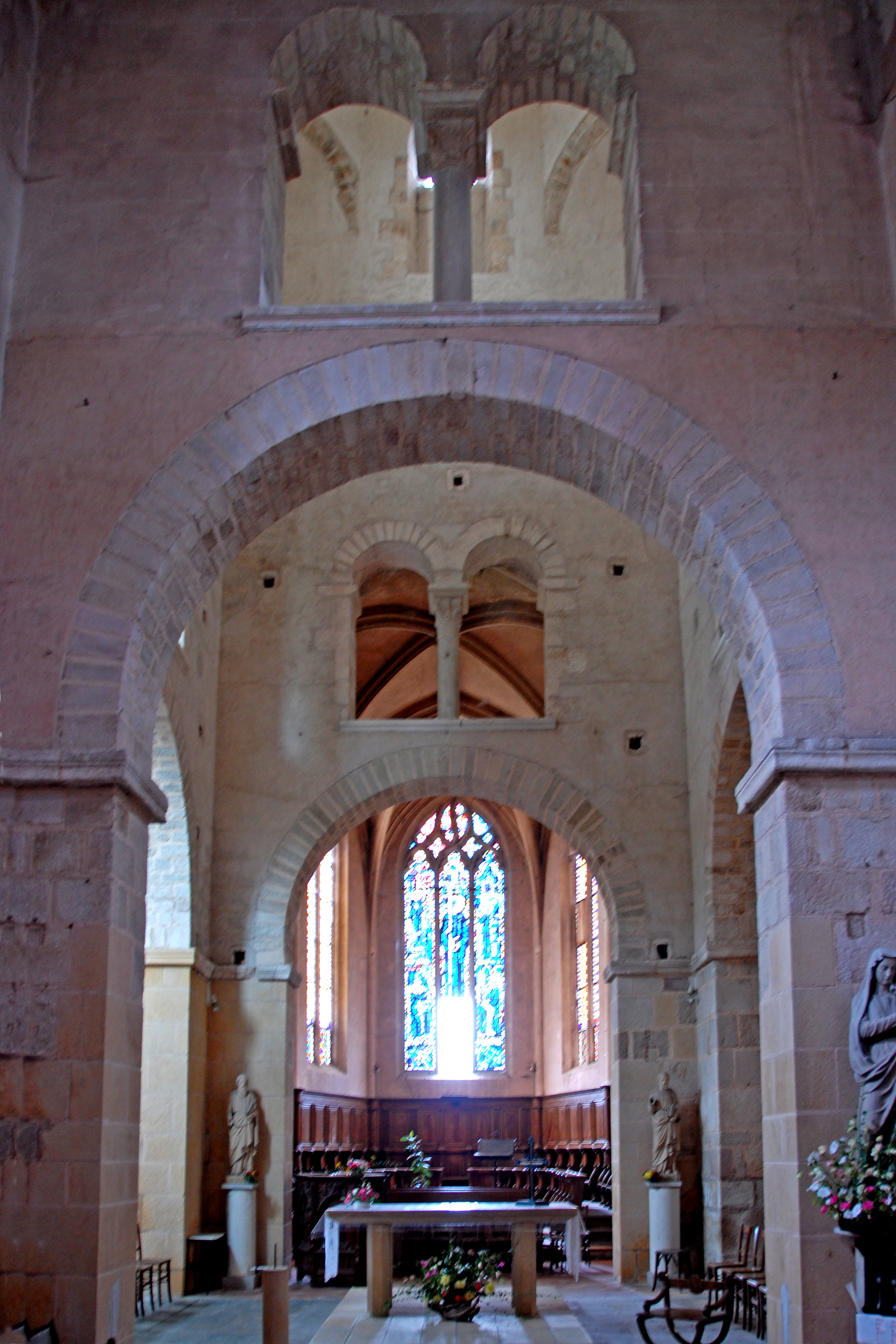
Prioratskirche, Vierung und Chor aus Hauptschiff

Die nahezu quadratische Vierung besitzt auf allen vier Seiten den gleichen Arkadendurchlass und kurz darüber den Zwillingsdurchlass, wie im Abschnitt Inneres / Langhaus beschrieben. Der Zwillingsdurchlass auf der Südwestseite ist außenseitig nach 1790 zugemauert worden. Für die oktogonale Vierungskuppel wird eine Scheitelhöhe von 18 Metern angegeben. Ihre Gestalt besitzt große Ähnlichkeiten mit einer Trompenkuppel, die durch einen achteckigen Tambour noch etwas erhöht wird. Bei ihr fehlen allerdings die eigentlichen Gewölbezwickel in Form halber Hohlkegel, die als Trompen bezeichnet werden. Statt dieser Trompen hat man nur ihre geradlinige Oberseite als schlanken gemauerten Balken mit Stichbogenunterseite in die Ecken der oberen Vierung hineingespreizt und darauf erst ein Stück senkrechte Wand des Tambours aufgemauert. Darüber beginnt übergangslos die Krümmung der dreieckigen Teilflächen der Achteckkuppel. Wo die eigentlichen Trompen hingehören, bleiben offene dreieckige Schächte, in die man von unten weiter hinaufsehen kann. Durch sie hat man vielleicht die Glocken transportiert, da die sonst übliche kreisförmige Öffnung in der Kuppelmitte fehlt. Etwa in Höhe der Tambourunterkante liegt die Mitte rundbogiger schlanker Fenster, die es ursprünglich auf allen vier Seiten der oberen Vierung gegeben hat. Ihre inneren Leibungen sind auch noch vier Mal vorhanden. Durch eine spätere Erhöhung der Dachneigungen von Mittelschiff und Chor musste das nordwestliche Fenster außenseitig gänzlich vermauert werden, vom südöstlichen konnte noch ein kurzes oberes Stück erhalten bleiben. Die Wände und Einwölbung der Vierung sind überwiegend verputzt, von der Höhe der Arkadenkämpfer bis kurz unter den oberen Fenstern in hellgrauem Farbton, darüber in Weiß. In diese Putzflächen sind etliche Werksteine mit rechteckigen Löchern eingemauert, zur Anbringung von Gerüstbalken. Die Pfeiler, Öffnungskanten und die vier Bögen unter den Tambourseiten sind aus glatten, steinsichtigen Werksteinen in leicht orangefarbener Tönung gemauert. Der östliche Pfeiler wurde vermutlich mit der gotischen Ausgestaltung des Chors erneuert und weist denselben gelblichen Farbton auf.
Der nordöstliche Querhausarm hat noch weitgehend seine ursprüngliche Erscheinung erhalten können. Er wurde im Jahr 1095 nach einem Einsturz, wahrscheinlich in nahezu gleicher Form, erneuert. Da man die Dauerhaftigkeit der Stabilität bezweifelte, hat man die vier Raumecken mit mächtigen Säulen mit Viertelkreisquerschnitt ausgesteift, die bis in die Höhe der Fensterbank der Zwillingsöffnung in der Vierungswand hinaufreichen. Sie tragen das große Kreuzgratgewölbe, dessen Grate und kantige Schildbögen auf ihnen stehen. Die ehemaligen rundbogigen Öffnungen zur ehemaligen Querhauskapelle wurde im 15. Jahrhundert und die zum ehemaligen nordöstlichen Seitenschiff im 16. Jahrhundert zugemauert. In die letzte Ausmauerung ist eine kleine rundbogige Nische eingelassen, wie man sie auch auf der Außenseite vorfindet. In den drei Außenwänden des Querhausarms sind je zwei große rundbogige Fenster ausgespart, die so hoch liegen, dass sie die Schildbögen des Gewölbes gerade anschneiden. Die ehemals untereinander gleichen Querhausarme waren für romanische Verhältnisse gut ausgeleuchtet und vermittelten recht viel Licht durch die großen Öffnungen in den Vierungwänden. Die Wände, runden Pfeiler und das Gewölbe des nordwestlichen Querhausarms sind hellbeige verputzt und mit einer Fugenstruktur von Mauerwerk helltonig bemalt.
An der Giebelwand des nordöstlichen Querhausarms wurde im 13. Jahrhundert eine rechteckige Kapelle angebaut, ihre Länge entspricht der Breite des Querhausarms. Sie ist durch einen Gurtbogen in zwei gleiche Joche unterteilt und an ihrer Nordostseite schließt eine rechteckige Apsis an. Eine kleine rundbogige Tür sorgte für einen kurzen Weg zum Friedhof in Nähe des Chors. Die Kapelle wird von vier kleinen rundbogigen Fenstern erhellt.
Der Überrest des südwestlichen Querhausarms, welcher dem nordöstlichen entsprach, ist eigentlich keiner mehr, sondern eher eine Verlängerung des anschließenden Seitenschiffs. Er besitzt bei weitem nicht mehr die ursprüngliche Höhe der ehemaligen Wölbung und vermittelt kaum noch Licht in die Vierung. Die neue Außenwand in Verlängerung der Seitenschiffaußenwand, mit einem rundbogigen Fenster und die flache Holzbalkendecke knapp über dem Arkadenscheitel, sind nach dem Einsturz des Querhausarms im Jahr 1790 entstanden.

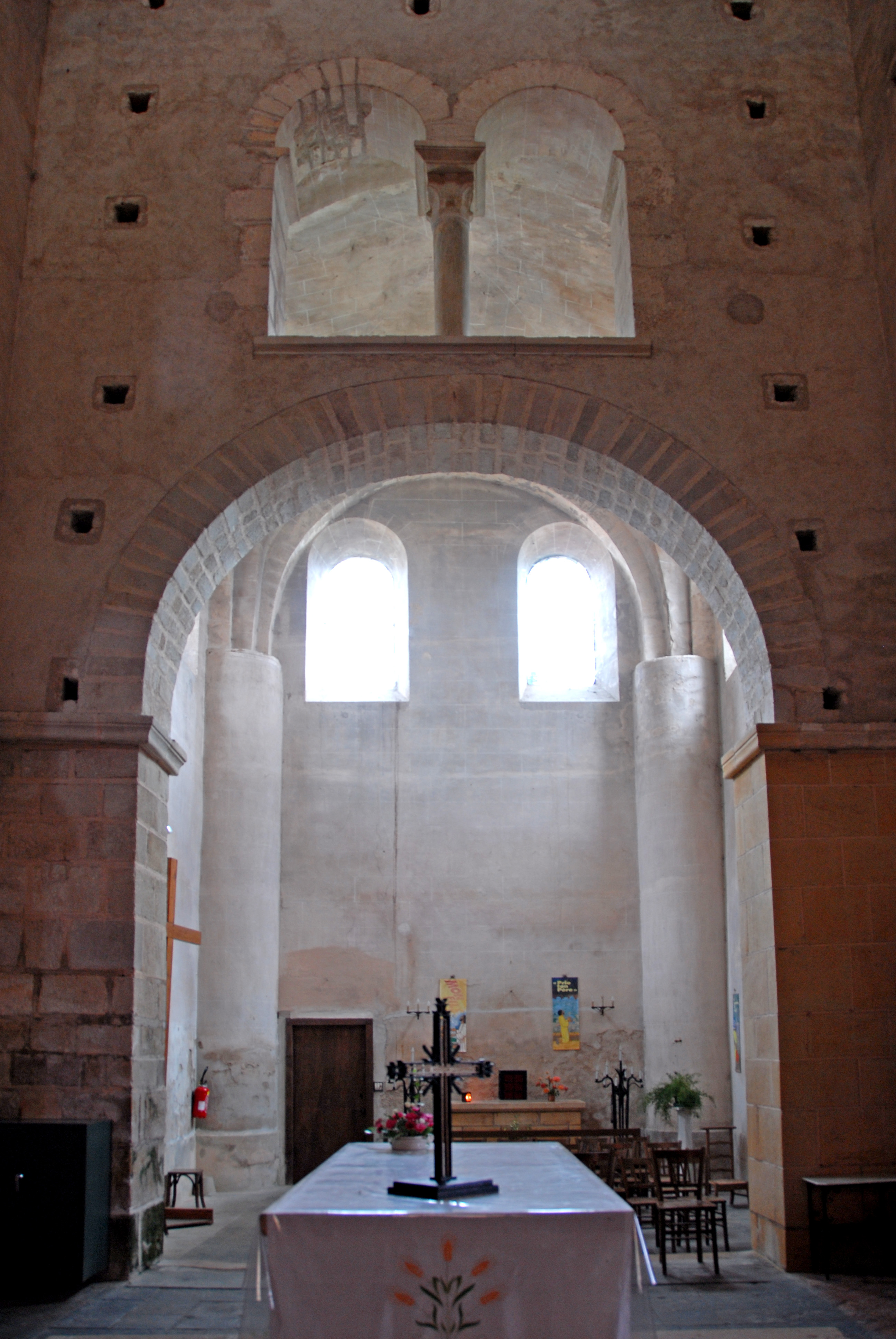
Prioratskirche, nordöstlicher Querschiffarm aus Vierung
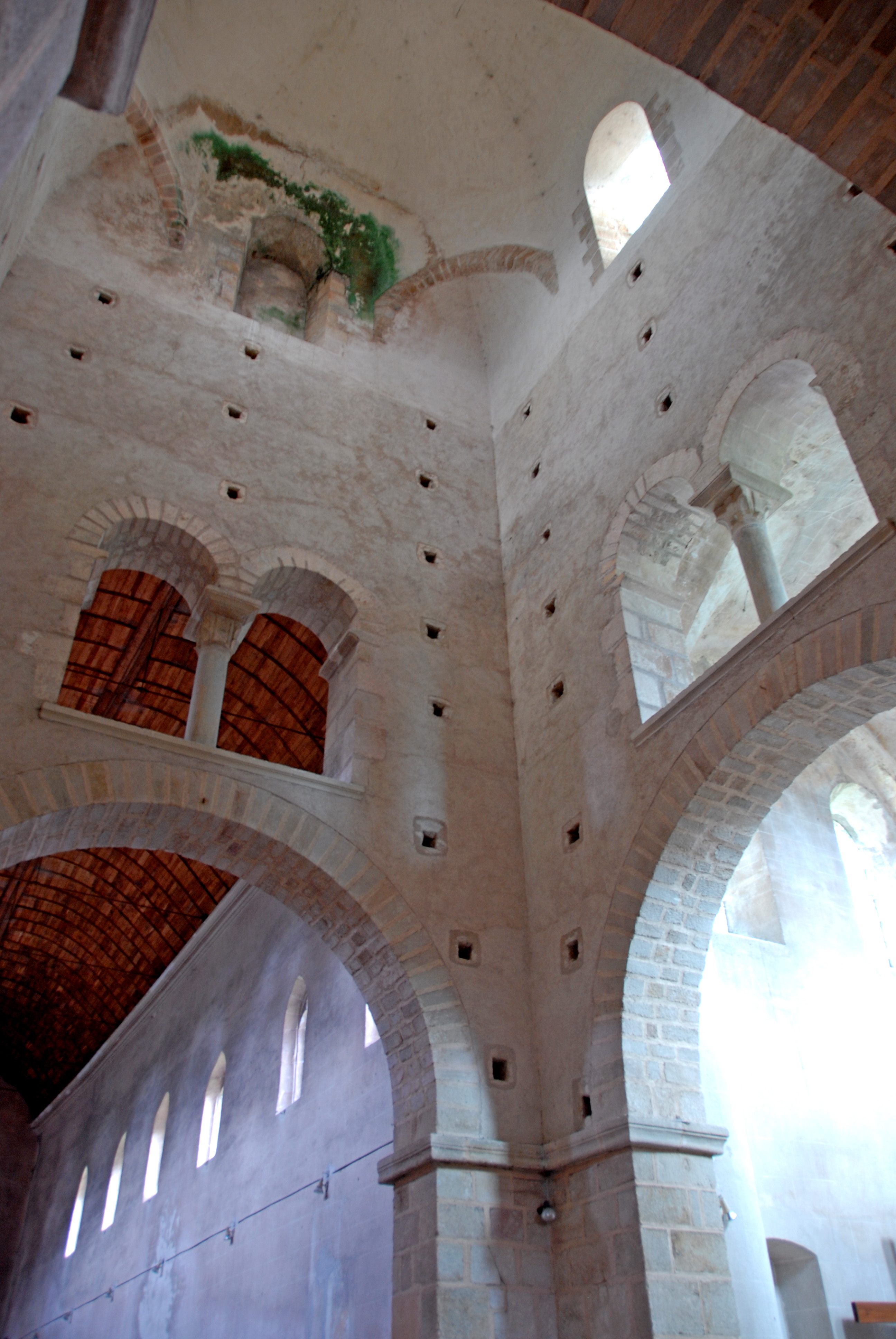
Prioratskirche, Vierung, Nordecke
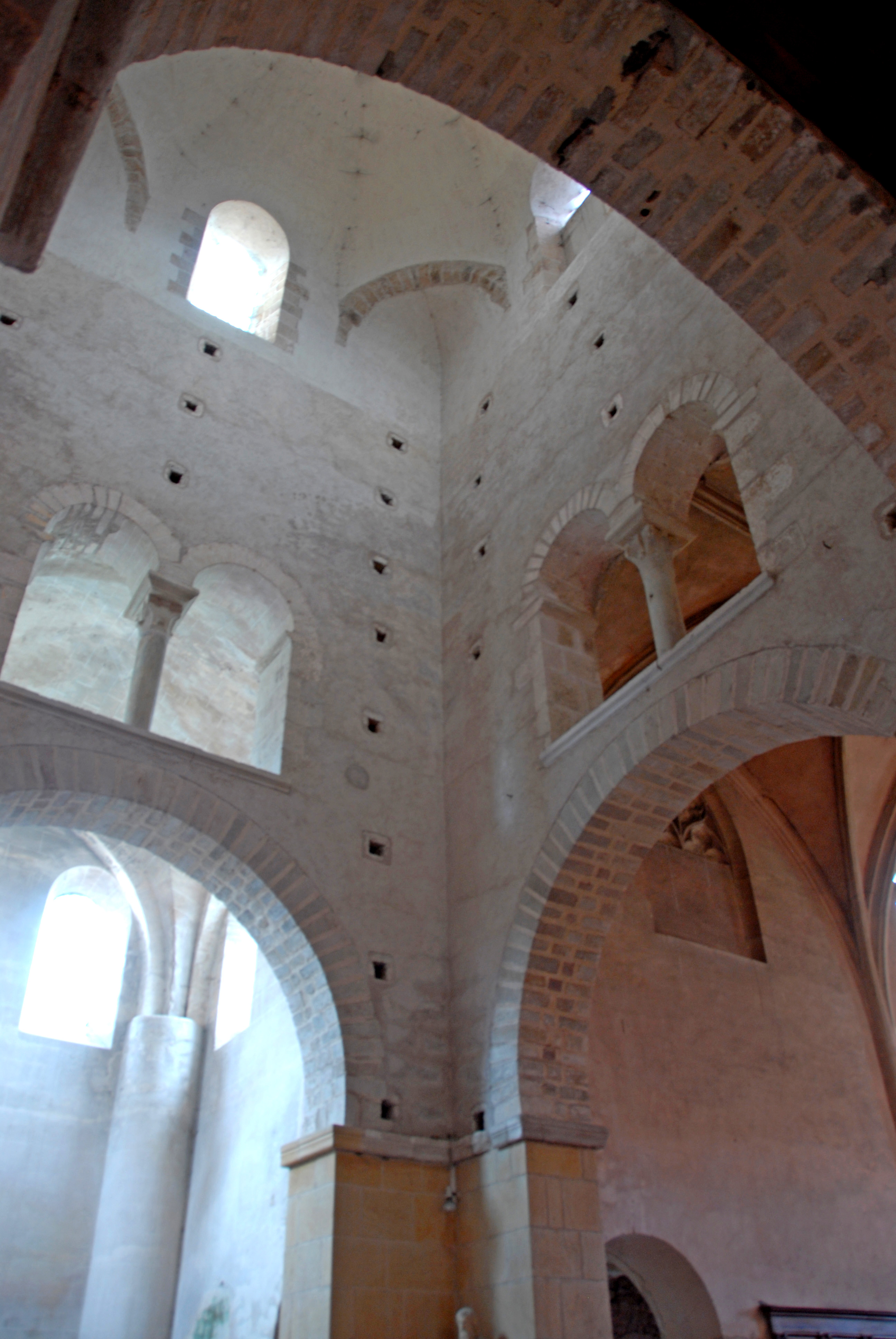
Prioratskirche, Vierung, Ostecke
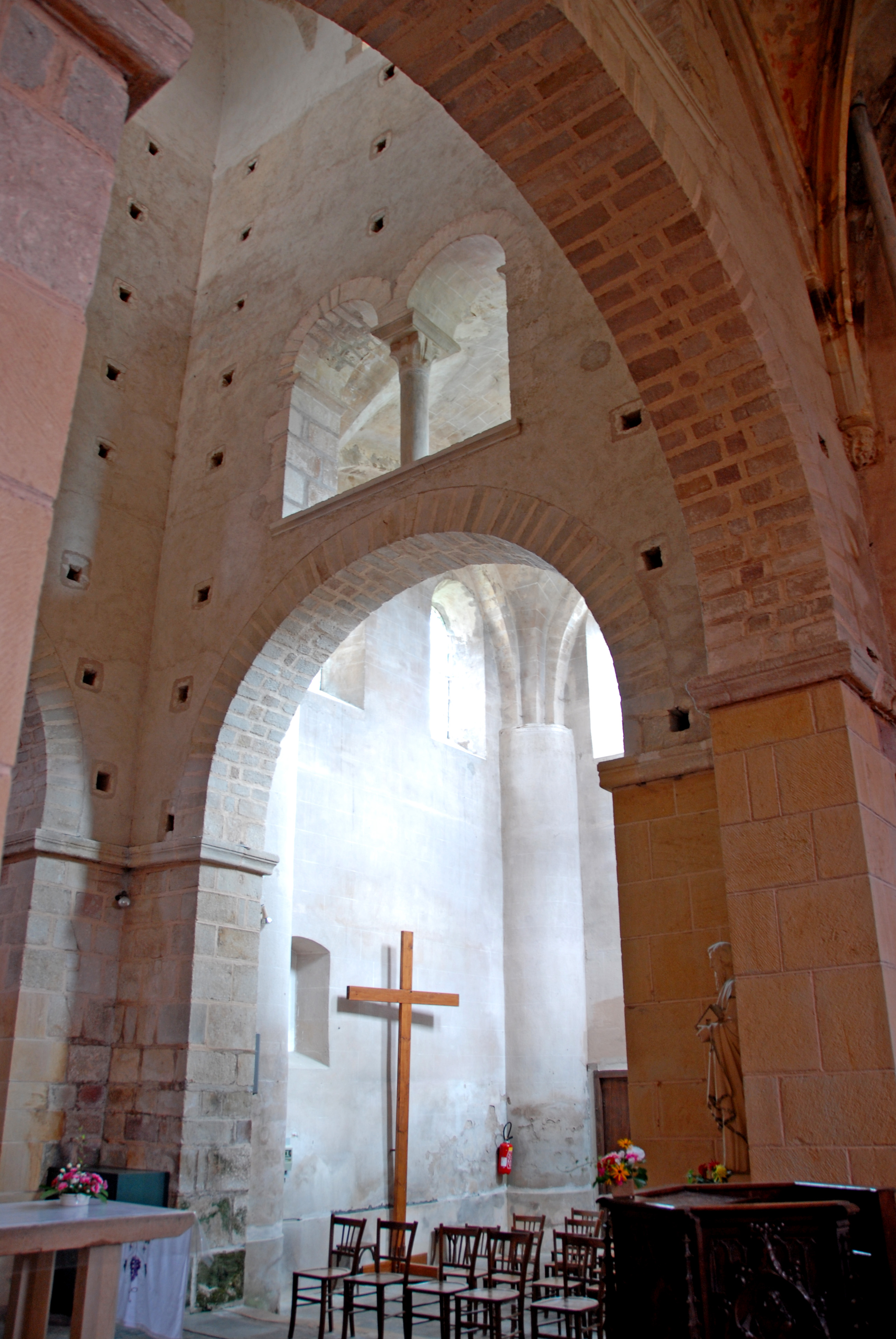
Prioratskirche, nordöstliche Vierungswand

##### Chorhaupt

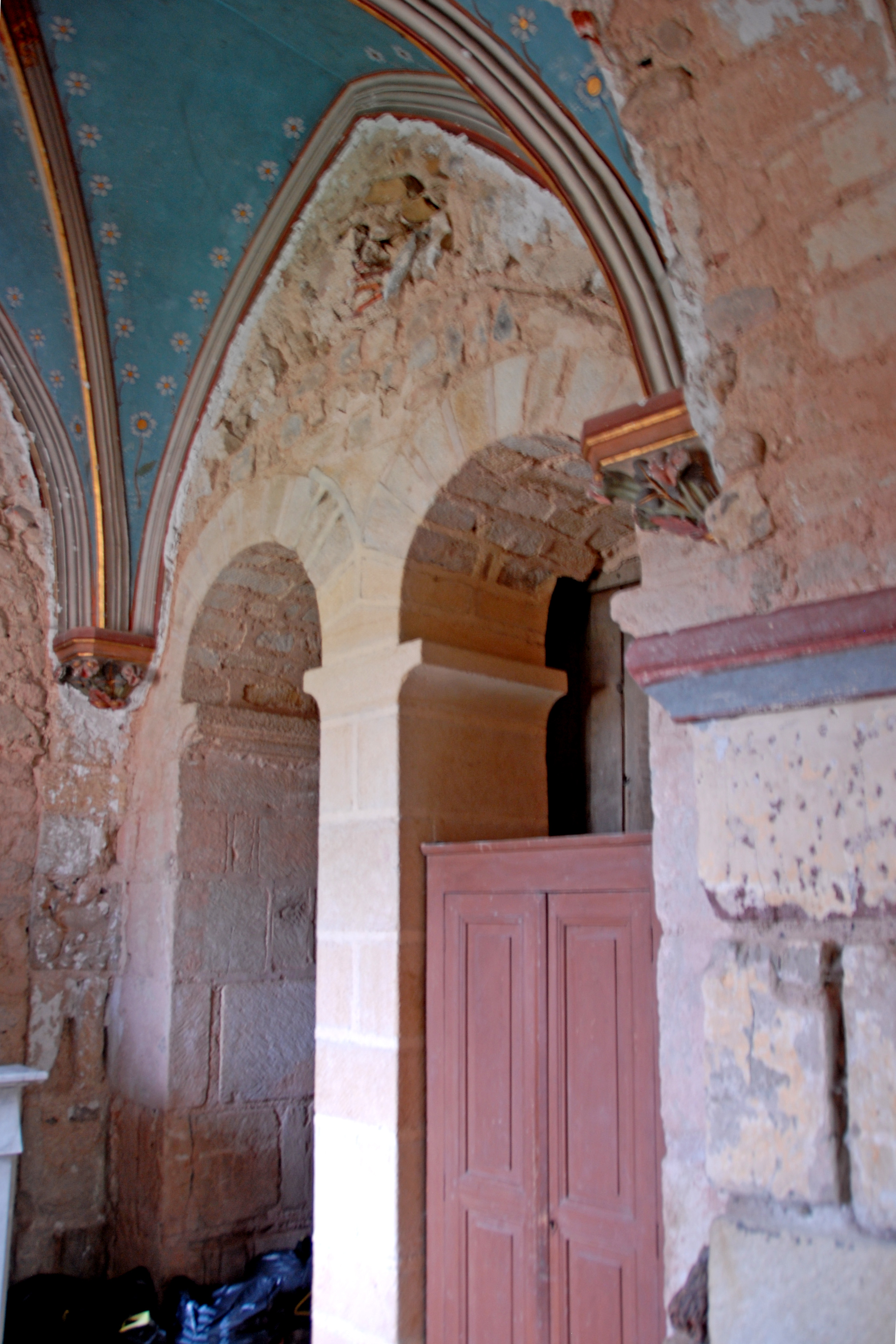
Prioratskirche, nordöstliches Chorseitenschiff, Chorwand

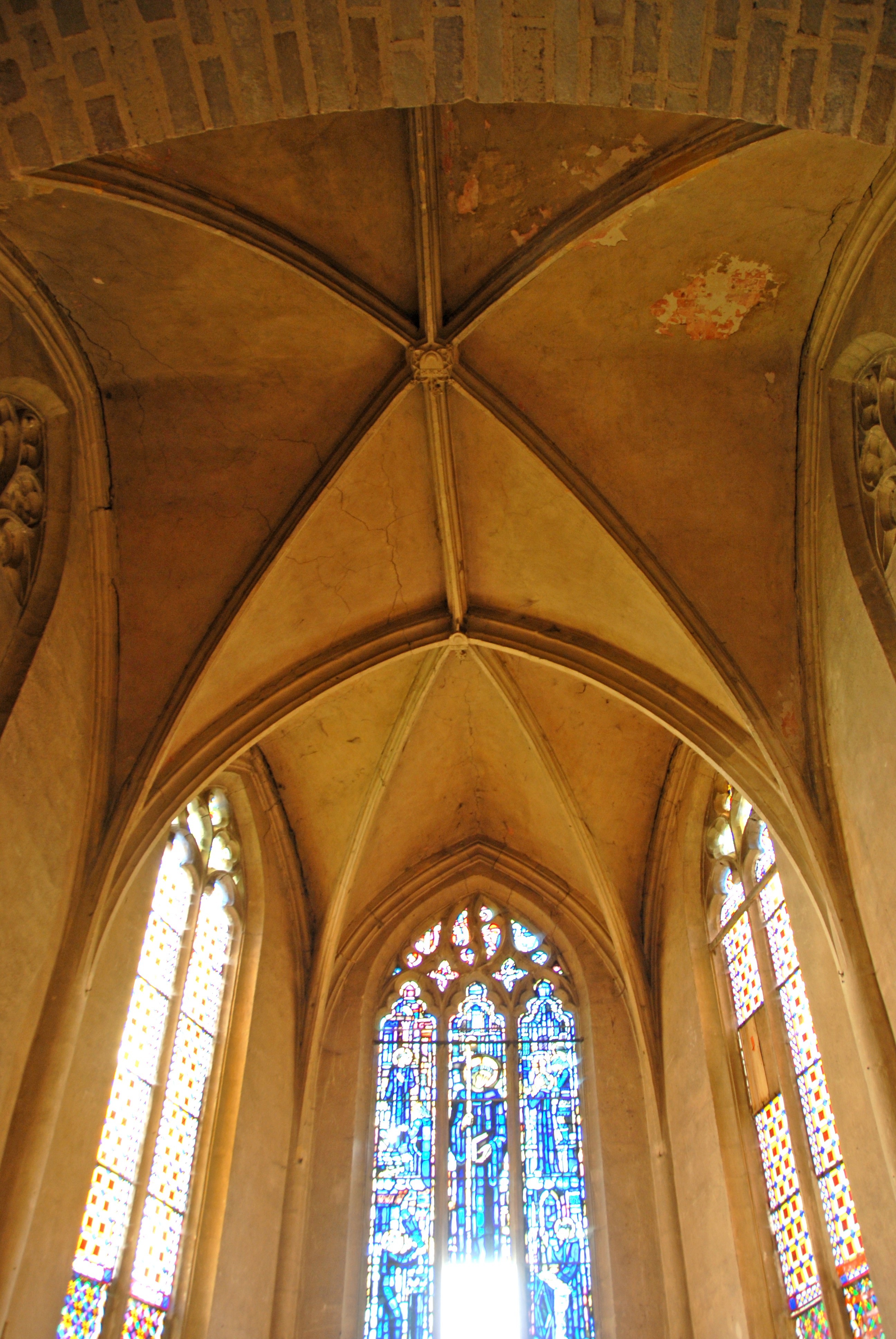
Prioratskirche, Chor

Das Chorhaupt ist weitgehend eine Schöpfung der Spätgotik aus den Jahren 1487 bis 1491, unter Wiederverwendung von ältesten Bauteilen. Es bestand vor dieser Zeit aus einem fast quadratischen Chorjoch, das von zwei Seitenschiffen flankiert wurde und besaß an den Kopfseiten drei halbrunde Apsiden, die mit Halbkuppelkalotten eingewölbt waren. Die Apsiden wurden vorher abgebrochen und die dabei entstandenen rundbogigen Öffnungen in den Kopfwänden der Chorseitenschiffe vermauert. Die Seitenwände des Chorjochs wurden nur in den oberen Bereichen erneuert und an ihre Kopfseite in ganzer Breite eine Apsis auf dem Grundriss eines halben Achtecks angefügt. Das Chorjoch ist mit einem sechsteiligen Kreuzrippengewölbe mit schlanken profilierten Rippen überdeckt an dem ein dreiteiliges Kreuzrippengewölbe der polygonalen Apsis mit ebensolchen Rippen anschließt. Beide Gewölbe werden durch einen kräftigeren Gurt getrennt, der rippenähnlich profiliert ist. Beide Gewölbe werden von Schlusssteinen abgeschlossen, die mit Wappen verziert sind. Die Kreuzrippen, profilierten Schildbögen und der Gurt stehen auf jungen halbrunden Diensten, in die sie nahtlos und ohne Kapitelle übergehen. In jede der drei Apsisseiten sind große schlanke und spitzbogige Fenster ausgespart, die von einem Profil mit breiter Hohlkehle eingefasst sind und deren Bogenscheitel die Schildbögen des Gewölbes fast berühren. Das mittlere Fenster ist breiter als die anderen und weist eine vertikale Teilung in drei, hingegen die benachbarten Fenster in zwei Glasfelder auf. Die Bogenfelder sind mit spätgotischem Maßwerk im Flamboyantstil dekoriert. Die Fenster in den beiden Seitenwänden des Chorjochs sind genau so gestaltet, allerdings nur in Höhe und Form des oberen Drittels, mit demselben sichtbar gebliebenen Maßwerk, wie bei der Außenansicht. Beide Fenster sind blind verschlossen. Die Wände des Chors und der Apsis sind verputzt und in schwach gelblicher Tönung eingefärbt.

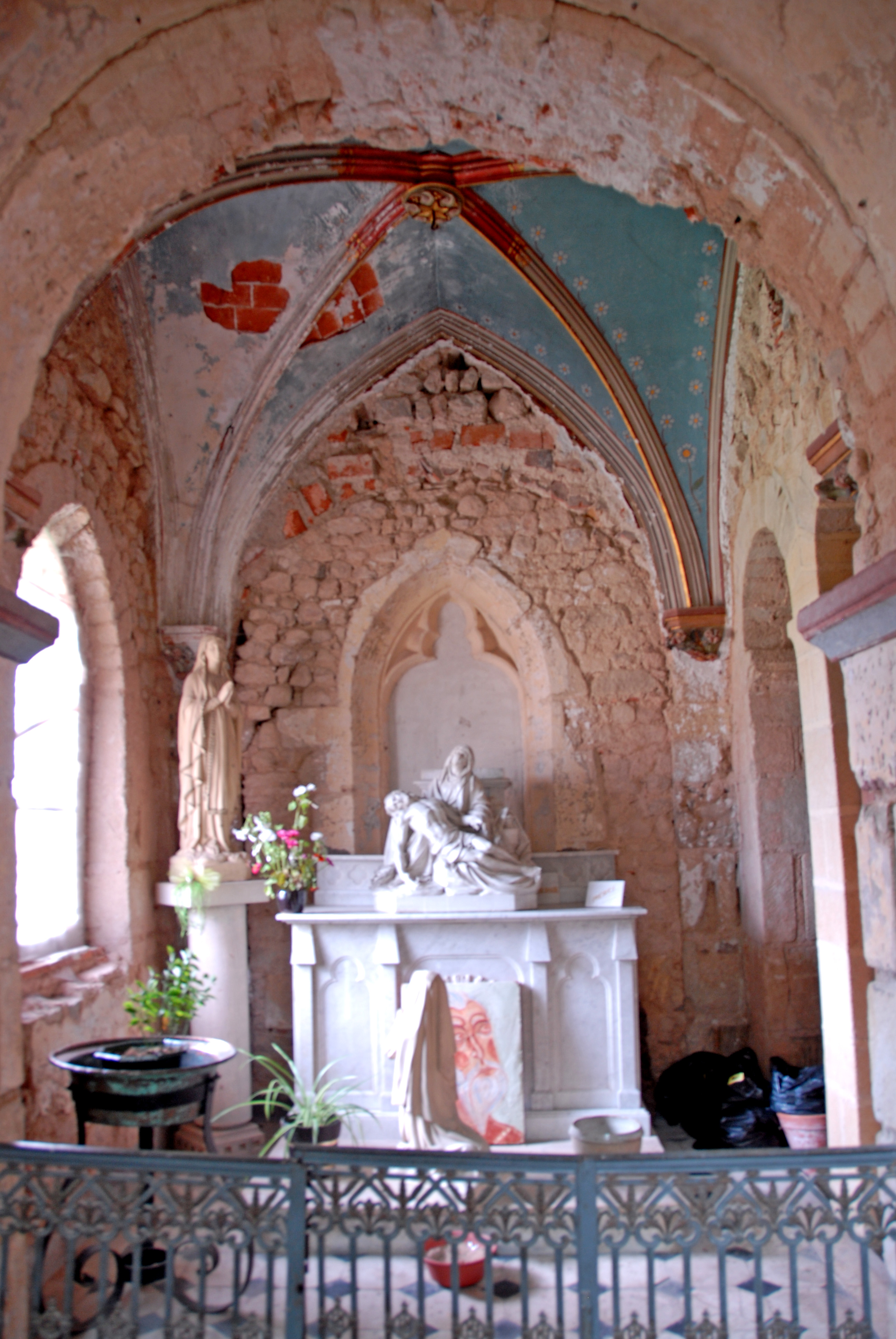
Prioratskirche, nordöstliches Chorseitenschiff

Die beiden Chorseitenschiffe sind so lang wie das Chorjoch und so breit, wie jedes der ehemals zwei Seitenschiffe des Langhauses. Ihre Wände bestehen weitgehend aus Teilen des Ursprungsbauwerks. Sie wurden aber im Zuge der Gotisierung des Chorhauptes umgestaltet. Sie besitzen noch die ursprüngliche Unterteilung in zwei quadratische Joche durch einen rechtwinkligen halbrunden leicht gestelzten Gurtbogen auf Wandpfeilern, die untereinander von profilierten Kämpfern geteilt werden. Die Joche wurden statt ehemaliger Kreuzgratgewölbe nachträglich mit vierteiligen gotischen Kreuzrippengewölben ausgestattet. Diese sind feingliedrig profiliert und stehen auf Kragkonsolen in den Raumecken. Die runden Schlusssteine sind schlicht dekoriert. Die Rippen weisen polychrome Fassungen in kräftigen Farbtönen auf. Die Gewölbezwickel in kräftigem Blau gehalten und es gibt abgeblätterte Stellen, die eine Bemalung mit roten Ziegelsteinen aufweisen. An den Stirnseiten der Seitenschiffe erkennt man auch innen die rundbogigen Konturen der ehemaligen Kapellenapsiden. In die spätere Ausmauerung hat man spitzbogige Fenster in mittlerer Größe mit gotischem Maßwerk ausgespart. Etwa gleiche Fenster wurden in die Seitenwände der zweiten Joche eingebaut, im südöstlichen Seitenschiff in die Wand der dort angebauten rechteckigen Nische. Zumindest die Wände des nordwestlichen Seitenschiffs des Chors sind in desolatem Zustand, ihr Putz ist fast vollständig abgetragen.
Die Chorseitenschiffe werden aus den Querhausarmen mit rundbogigen Öffnungen erschlossen, die in den Leibungen profilierte Kämpfer aufweisen. Ebenso sind die ersten Joche mit dem Chorjoch durch solche Öffnungen verbunden. Das zweite Joch des nordöstlichen Seitenschiffs steht ebenfalls mit dem Chorjoch in Kontakt, durch rundbogige Zwillingsöffnungen, die allerdings chorseitig durch das Chorgestühl verstellt sind.
Die Anlage der das Chorjoch begleitenden Seitenschiffe erinnert sehr an das oder die ersten Joche eines Umgangschors, welcher den Baumeistern der frühen Romanik durchaus bekannt und vor allem für Pilgerkirchen von Bedeutung war. Vielleicht hatten die Baumeister dieser Kirche bereits eine spätere Erweiterung um einen solchen Chor mit Umgang im Sinn.

### Ehemaliges Prioratsgelände und Gebäude um 1760

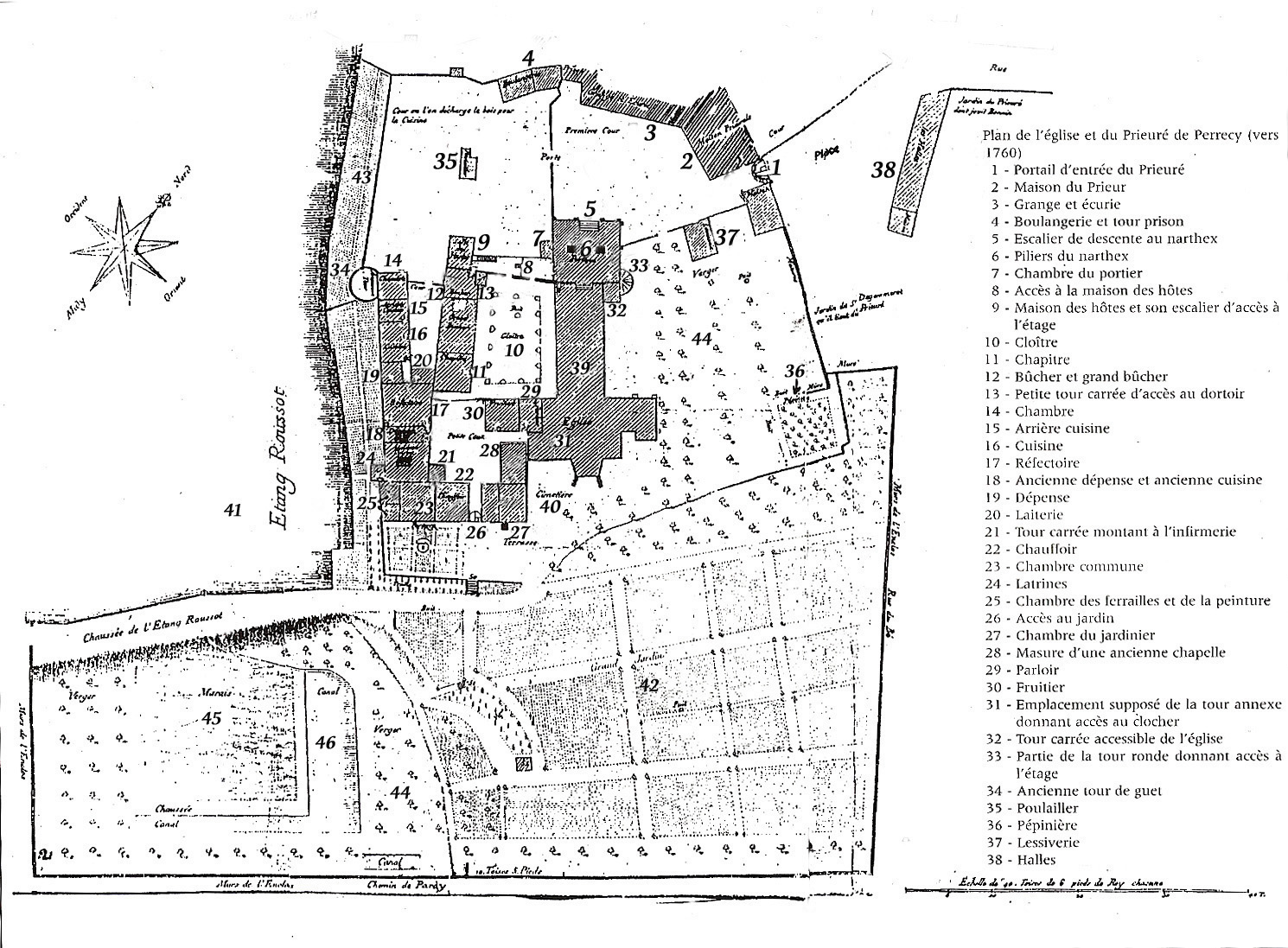
Perrecy-les-Forges, ehemaliges Priorat, Lageplan von 1760

Die Ziffern in Klammern, etwa (39), beziehen sich auf jene im Lageplan. Die Ziffern 1 bis 38 und ihre Bedeutung sind auch in der französischen Liste des Lageplans enthalten. Ein Sternchen, etwa (39*) bedeutet, dass das Gebäude noch weitgehend erhalten ist. Von einigen dargestellten Räumlichkeiten sind die Bedeutungen nicht bekannt. Auch fehlen die Benennungen der meisten Räume der Obergeschosse und der Keller.
Das Grundstück des ehemaligen Priorates hatte im Groben die Form eines spiegelbildlichen Buchstabens L. Der „Fuß“ des L enthält im Wesentlichen den Großen Garten (42), einen Obstgarten (44), und einen sumpfigen Bereich (45) mit einem Kanal (46). Er wurde dreiseitig im Nordwesten, Südwesten und Südosten von geradlinigen Mauern eingeschlossen, die nahezu rechtwinklig zueinander standen und außen von Wegen begleitet wurden.
Der Große Garten mit einem Brunnen in seiner Mitte ist heute der weitläufige Wiesenhang, der sich südlich bis südwestlich des Chorhauptes der Kirche erstreckt. Im nahezu rechten Winkel des L dehnte sich die Ostecke des Roussot – Teichs (41) aus, den man Ende des 19. Jahrhunderts hat eintrocknen lassen, dessen Südostufer von der Chaussée de l’Étang Roussot und dessen Nordostufer von einem Deich (34) begrenzt wurden. Der senkrechte Teil des L enthält die Abteigebäude mit ihren Höfen, die sich im Südwesten und Nordwesten der Prioratskirche (39*) ausdehnten. Nordöstlich und südöstlich der Kirche erstreckte sich ein großer Obstgarten (44), eine Baumschule (36) und ein Friedhof (40) in unmittelbarer Nähe des Chorhauptes. Auch dieser Grundstücksteil wurde von Mauern, einem Deich und verschiedenen Gebäuden umgeben.
In seinem Zentrum dominierte die Prioratskirche, deren Achse fast genau von Südosten nach Nordwesten ausgerichtet ist. Ihr Westwerk ist eigentlich ein „Nordwestwerk“. Sie bestand 1760 aus zwei Schiffen des ursprünglich dreischiffigen Langhauses, einem ausgeprägten Querhaus mit achteckigem Vierungsglockenturm, dessen Helm steil zugespitzt war, einem dreischiffigen Chorhaupt und einem dreischiffigen unvollendeten Westwerk mit nur einem Glockenturm, mit flach geneigtem Helm abgedeckt. Der Vierungsturm wurde von einem separaten Treppenturm (31) erschlossen, das Westwerk von einem runden Treppenturm (33*), mit einem Zugang über einen kleinen Anbau(32*). Das Hauptportal der Kirche befindet sich gegenüber der Zugangstreppe(5*), die in den Portalvorbau hinabführt.

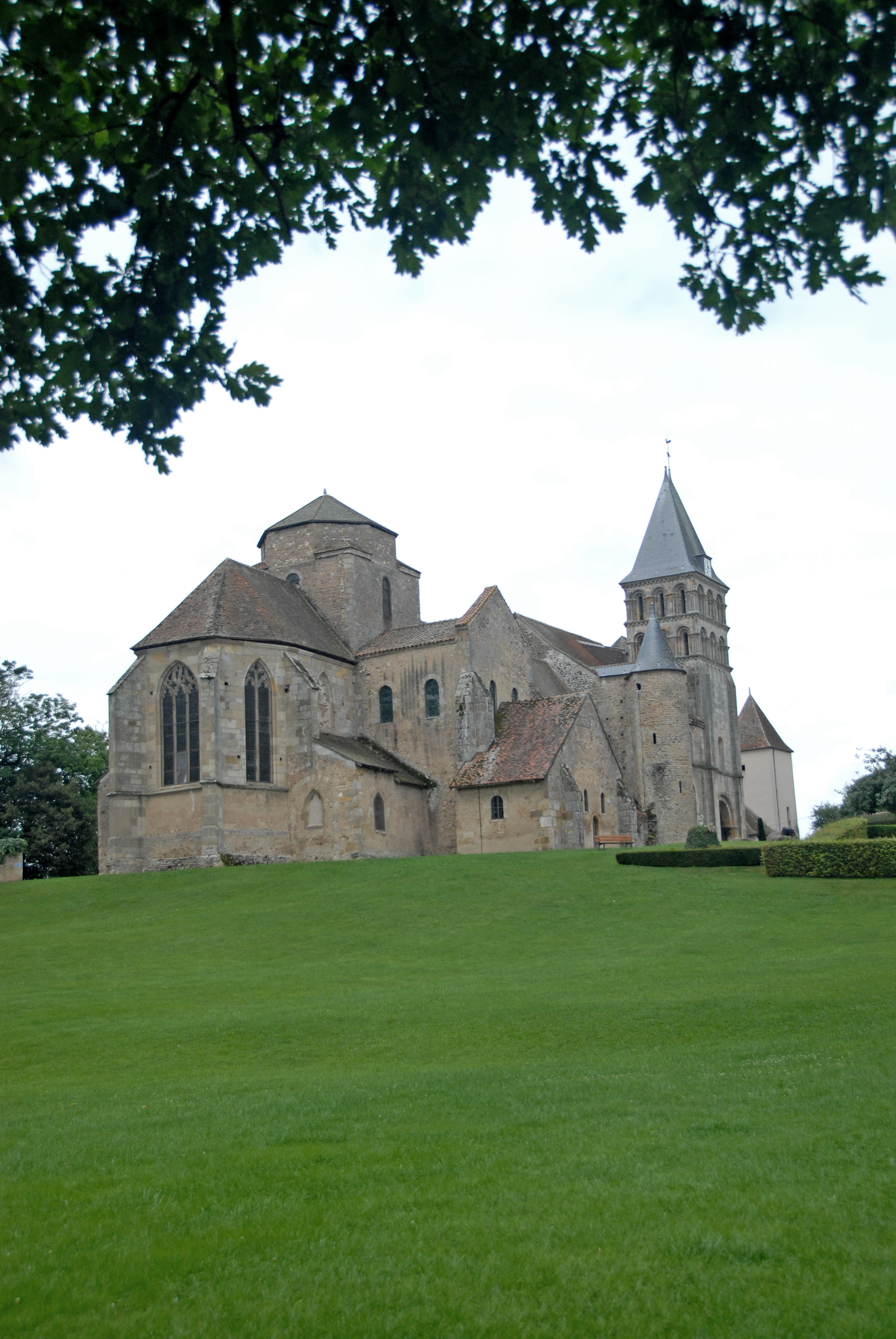
Prioratskirche von Osten, davor der ehemalige Große Garten

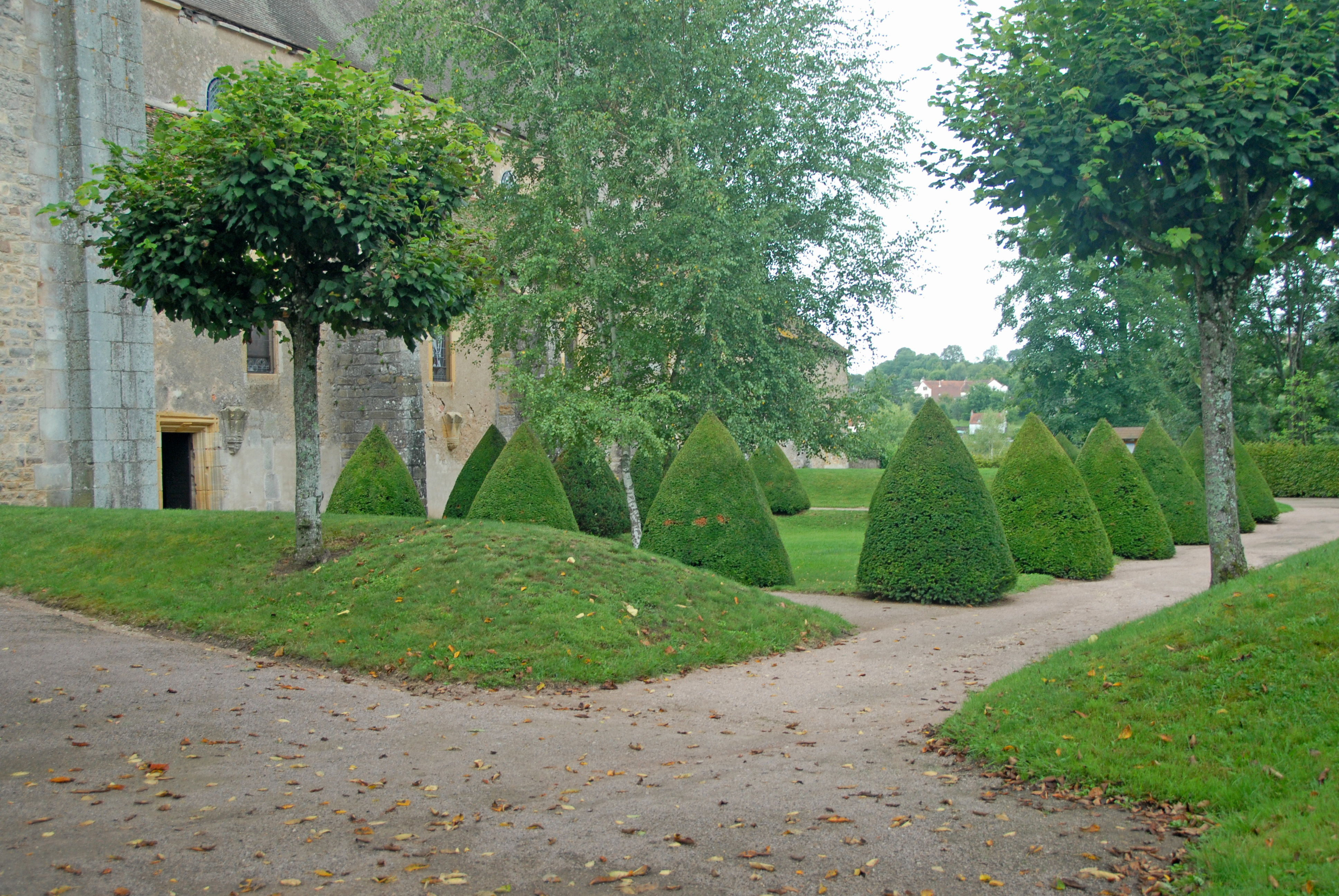
Nachbildung des Kreuzgangs in Grünanlage, von Westen

Auf der Südwestseite des Langhauses schloss unmittelbar der Kreuzgang (20) an, der zwischenzeitlich mit einem gotischen Kreuzrippengewölbe überdeckt werden sollte. Seine nordwestliche Galerie war um ein Joch kürzer als die gegenüber liegende Galerie und besaß dementsprechend einen polygonalen Grundriss, dessen Galerien mit Pultdächern überdeckt waren. Die Pultdachfläche der nordöstlichen Galerie schloss unmittelbar an die Traufe des Seitenschiffs an. Parallel zur Nordwestgalerie schloss sich in deren ganzer Länge eine vermutlich offene Vorhalle (8) an mit den Zugängen zum Kloster und Treppen zum Gästehaus(9). An dieses Gästehaus schloss sich parallel zur südwestlichen Galerie der Südwestflügel der Konventsgebäude an. Zuerst folgte ein turmartiges Gebäude (13), zu dessen Obergeschossen, in denen das Dormitorium untergebracht war, ein angebauter quadratischer Treppenturm hinaufführte. Im letzten Abschnitt dieses Flügels war im Erdgeschoss der Kapitelsaal (11) untergebracht. An die Außenwand der südöstlichen Galerie und an den Giebel des südwestlichen Querhausarms schloss sich der Südostflügel der Konventsgebäude an, zunächst mit dem Sprechzimmer (29), gefolgt von der Käserei (30). Im Winkel zwischen südwestlichem Querhausarm und dem Chorseitenschiff ist noch ein Gebäude erwähnt, das auch die Basis des Treppenturms zum Vierungsturm gewesen sein könnte (31).
Das daran angeschlossene rechtwinklige Gebäude wird als „Rest einer alten Kapelle“(28) bezeichnet. Südwestlich der Gebäude 28 und 30 schloss sich ein rechtwinkliger „Kleiner Hof“ an. Er wurde weiterhin – im Uhrzeigersinn – umgeben von der Gärtnerstube (27), der Wärmestube (22), einem Gemeinschaftsraum (23), den Räumen für die Schmiede und die Anstreicher (25), dem quadratischen Treppenturm zur Krankenstube (21), dem Refektorium (17) und der ehemaligen Küche (18). An deren Außenwand zum Teich hin war das Gebäude der Latrinen (24) angebaut. Das Refektorium stieß mit seiner nördlichen Ecke gegen die südliche des Kapitelsaal und schloss damit die umgebende Bebauung des Kleinen Hofs. Er besitzt an der Südostseite einen Zugang zum Garten (26). In Verlängerung der Südostgalerie des Kreuzgangs gab es einen überdeckten Gang hinüber zum Refektorium. In Verlängerung der südwestlichen Außenwand des Refektoriums schlossen etwa geradlinig die Außenwände weiterer deutlich schmalerer Konventsgebäude an. Zwischen ihnen und dem Südwestflügel war ein schmaler, nach Nordwesten aufgeweiteter Hof entstanden. Beginnend mit dem Gesinderaum (19) folgten die Küche (16), die Speisekammer (15) und ein Zimmer(14). Dieses war unmittelbar angeschlossen an einen runden ehemaligen Wachturm (34), möglicherweise ein Relikt der alten Burg. Im zuvor genannten Hof war ein kleines Gebäude, der Milchkeller (20), eingefügt, worin es einen Holzstadel und einen Holzschuppen (12)gab. Der Hof wurde durch eine Mauer abgeschlossen.

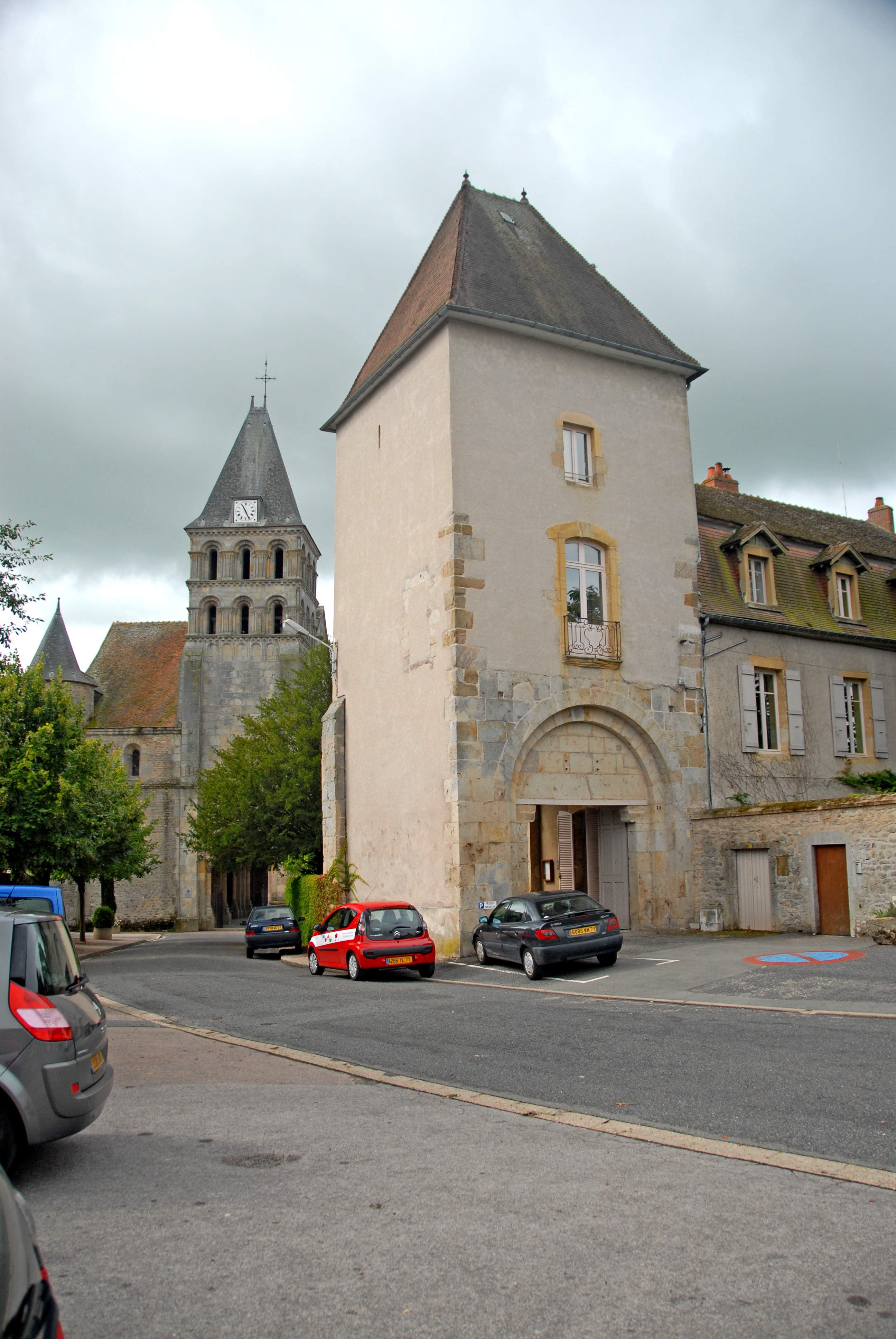
Priorat, Eingangsportalturm

In nordöstlicher bis westlicher Richtung zum Westwerk reihten sich an der Grundstücksgrenze in etwas größerem Abstand weitere Klostergebäude auf, die teilweise erhalten sind. Der große im Westen des Grundstücks gelegene Hof wurde auf seiner Südwestseite vom Deich des Teiches und auf der Nordwestseite von einer Mauer und einem Gebäudeabschnitt begrenzt, zum nordöstlichen Nachbarhof ebenfalls durch eine Mauer, in deren Mitte eine Tür die Höfe untereinander verband. Der Hof diente offensichtlich dem freilaufenden Geflügel und sonstigen Kleintieren als Auslauf. Genau in seiner Mitte befand sich der Hühnerstall (35). In seiner Nordecke befindet sich heute noch die ehemalige Bäckerei und der Gefängnisturm (4*). Im Norden des Westwerks lag der so genannte „Erste Hof“, auf dessen nördlicher Grenze eine geschlossene Bebauung errichtet war. An den Gefängnisturm schloss ein schmales, lang gestrecktes Gebäude an, in dem der Pferdestall und eine Scheune (3) untergebracht waren. Das Anfang des 18. Jahrhunderts erneuerte große Haus des Priors (2*) wird heute als Ärztehaus genutzt. Auf dem Lageplan von 1760 ist das Portal und der Eingang zum Priorat (1*) nur als Torbogen angedeutet und nicht als Portalturm, wie man ihn heute kennt. Auf einer Zeichnung von der Abtei auf einer Informationstafel, die den Zustand von 1760 perspektivisch darstellen soll, ist der Zugang wie der heutige Portalturm festgehalten. Die Bedeutung des daran anschließenden Gebäudes ist nicht bekannt. Dieses Gebäude und das Westwerk waren untereinander mit einer Mauer verbunden, die den Ersten Hof vom Obstgarten trennte. An ihn schloss das Waschhaus (37) an.
Außerhalb des Prioratgrundstücks vor dem Eingangsportal stand auf einem Dorfplatz die lang gestreckte Markthalle (38), in der die Mönche die Erzeugnisse ihrer Landwirtschaft, Gärten und des Teiches den Dorfbewohnern anbieten konnten.

## Skulptur des Portalvorbaus

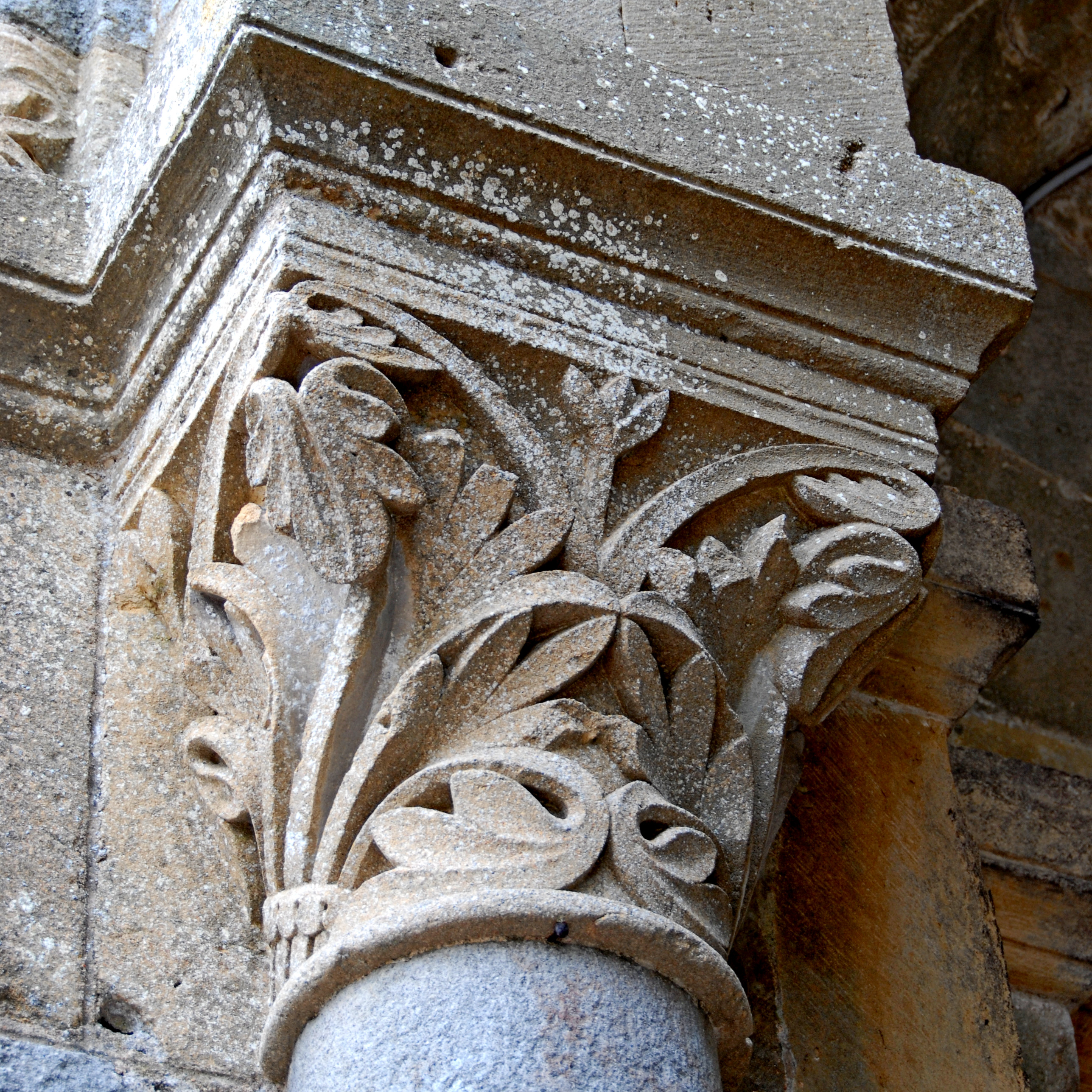
Portalvorbau, Blattkapitell

Siehe Detailfotos dazu:

### Kapitellskulptur des Portalvorbaus
Die Gewölbe des Portalvorbaus enden im Inneren überwiegend auf Pfeilern mit alten halbrunden Diensten, deren Kapitelle mit Tannenzapfen und Knospen, Blattwerk und Blüten geschmückt sind. Es sind überwiegend dekorative Motive, die aber auch einen tieferen symbolischen Sinn aufweisen können, ganz wie die Elefanten, Sinnbild von Kraft, vereint mit Geduld, oder die Jakobsmuscheln, die an den Pilgerweg nach Santiago erinnern.

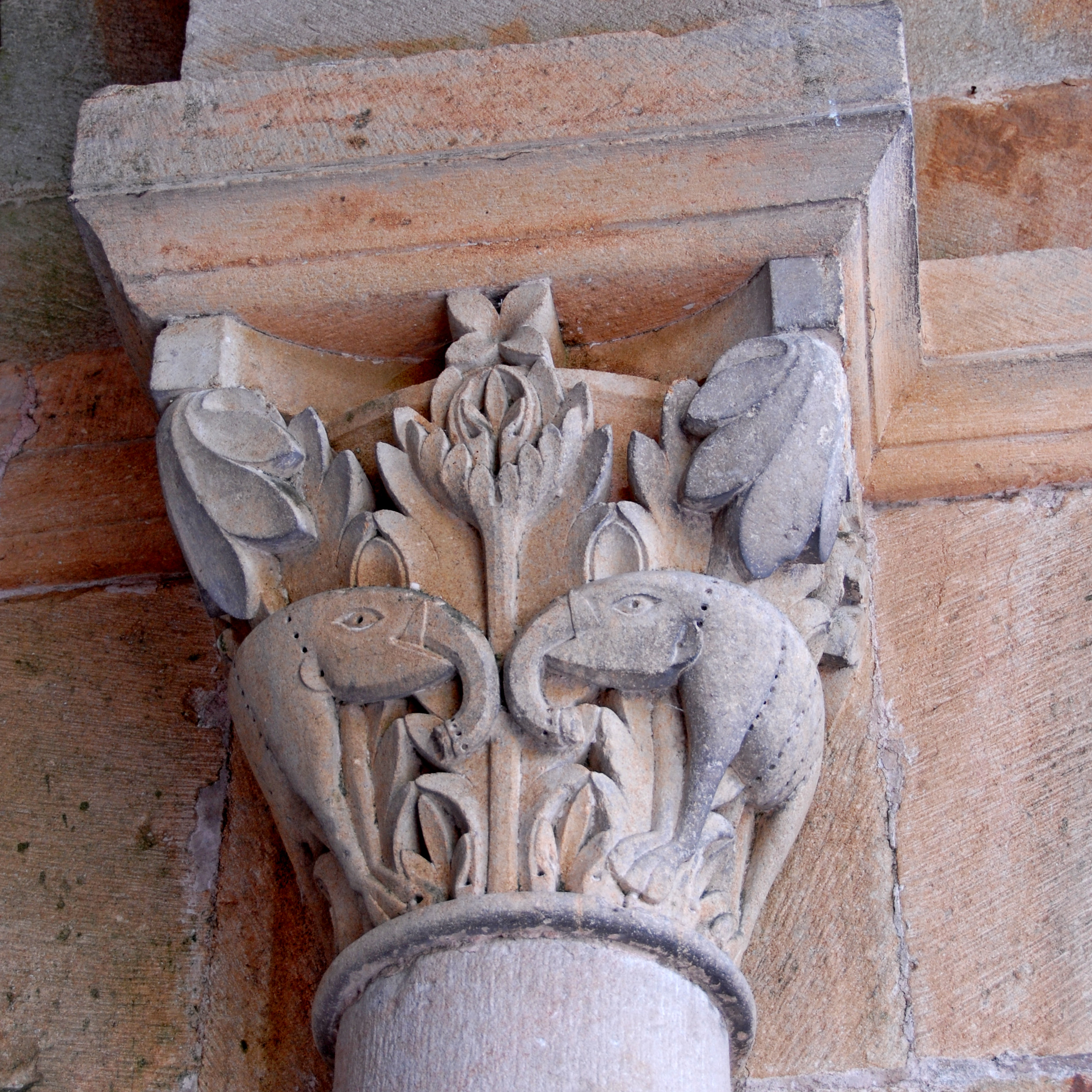
Portalvorbau, Elefantenkapitell

#### Die Elefanten
Es ist mehr als unwahrscheinlich, dass die Schöpfer dieser Motive einen Elefanten je vor Auge gehabt haben. Sie kannten ihn nur von Skizzen und Zeichnungen, die ihnen aus dem Orient mitgebracht worden sind. Das erklärt die anatomischen Irrtümer und die Unbeholfenheit der Darstellung. So weisen die Elefanten von Perrecy Hufe von Wiederkäuern auf und Stoßzähne, die an die von Wildschweinen erinnern, sehr kleine Ohren und einen langen Schwanz.

#### Nackte Frau säugt zwei Schlangen

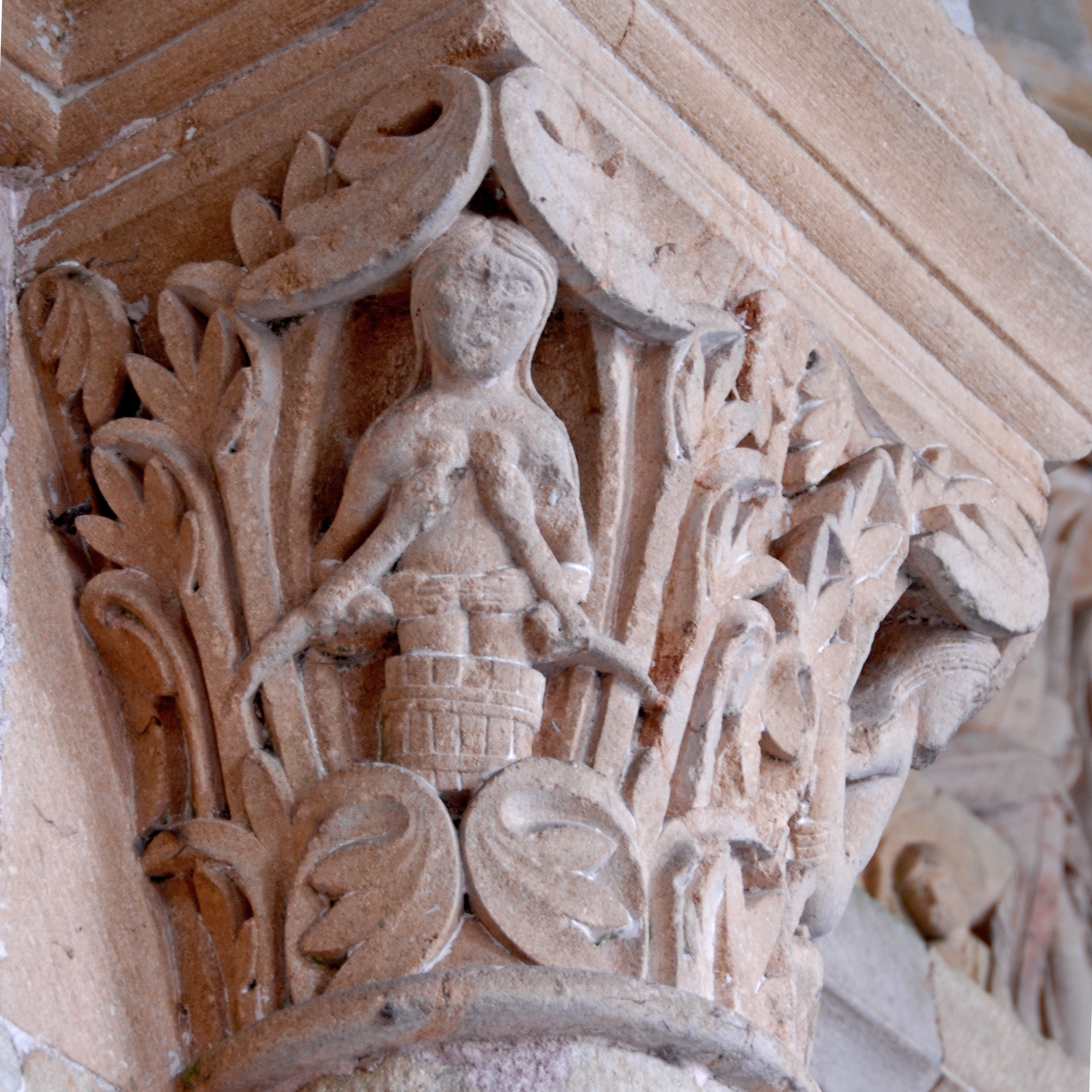
Portalvorbau, Kapitell, Frau säugt Schlangen

Die nackte Frau beißen zwei Schlangen in die Brüste. Dieses Thema ist in Burgund häufig anzutreffen und stellt die Bestrafung der Wollust dar. Man findet es etwa in Charlieu, Gourdon und Sémelay. Die Frau mit den Schlangen von Perrecey steht oder hockt in einem Holzbottich. Dieses schwer zu erklärende Detail macht den besonderen Charme der Darstellung aus, die ansonsten eher stereotyp wirkt.

#### Meerjungfrauen, Nixen oder Sirenen
Hier werden Sirenen mit doppeltem Schwanz dargestellt, ein Bild der Versuchung und der auffordernden Sinnlichkeit, wie auch ein Symbol des Dämons der Unsittlichkeit.

#### Säulenbasen
Die Säulenbasen sind mit Ausnahme von zweien mit Blattwerk oder Blüten verziert. Eine zeigt den Kopf eines Menschen mit riesigen Ohren, von dem gekreuzte Arme und Arme ausgehen, die andere den Kopf eines Ochsen, der zwischen seinen Hufen ruht.

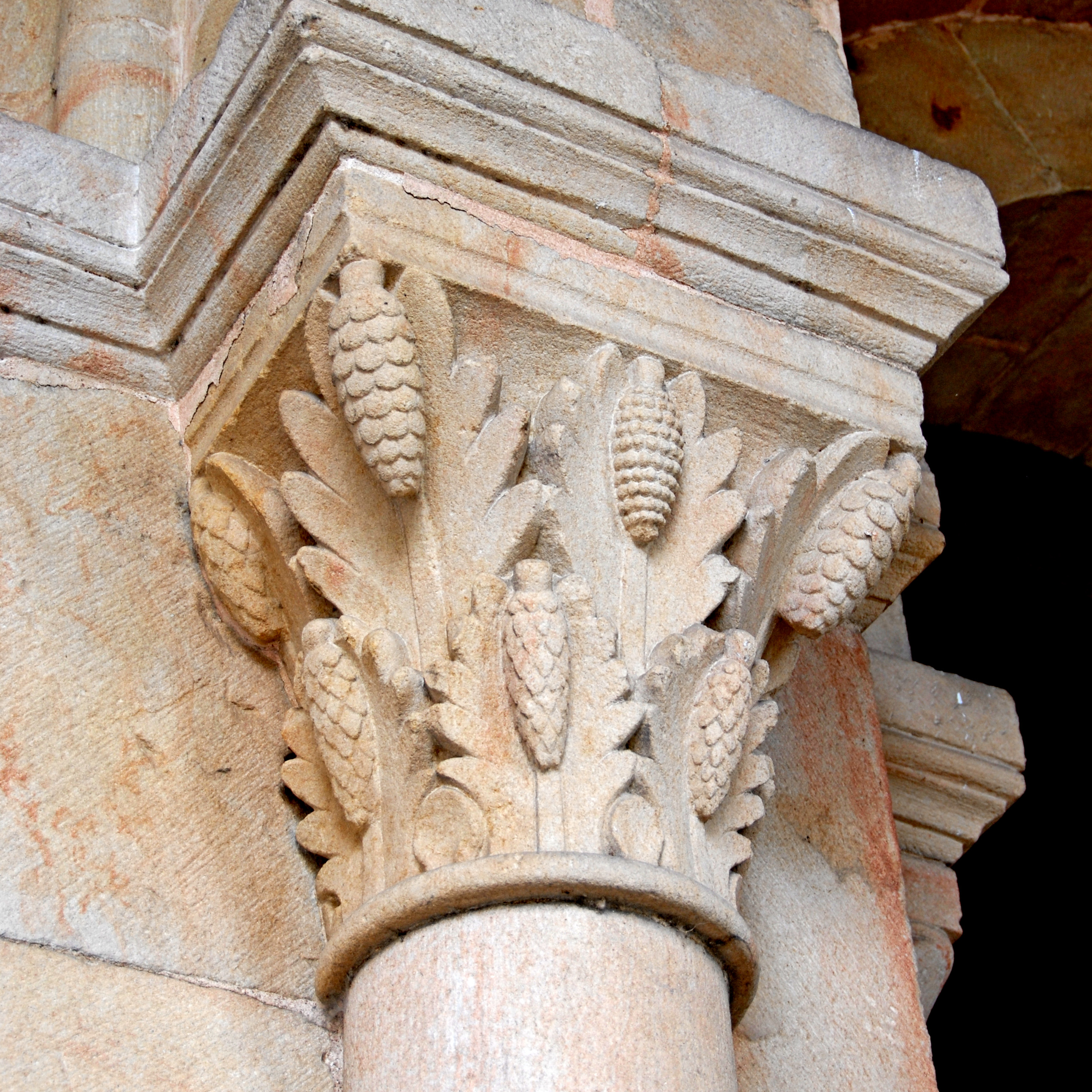
Portalvorbau, Blattkapitell mit Pinienzapfen
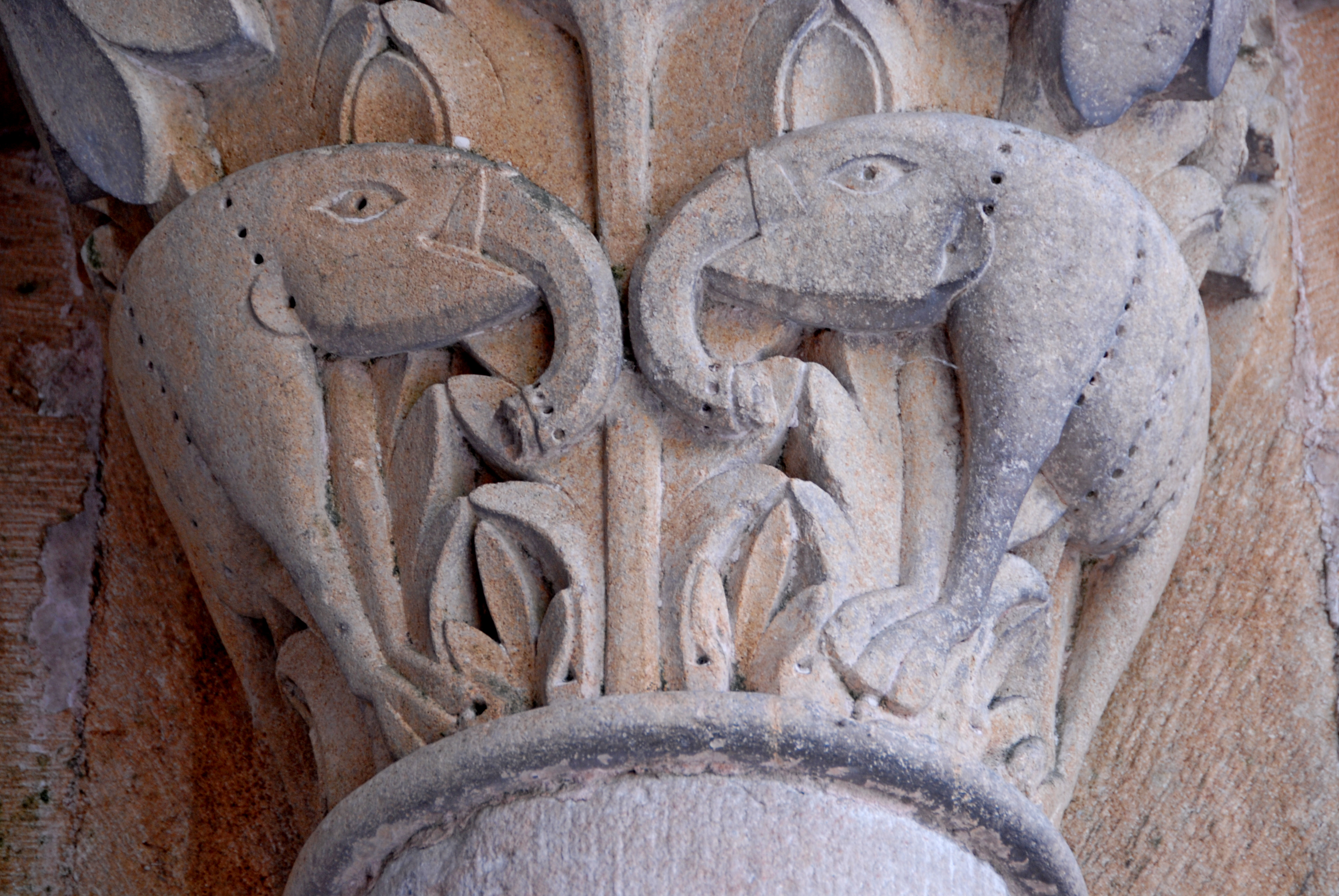
Portalvorbau, Elefantenkapitell
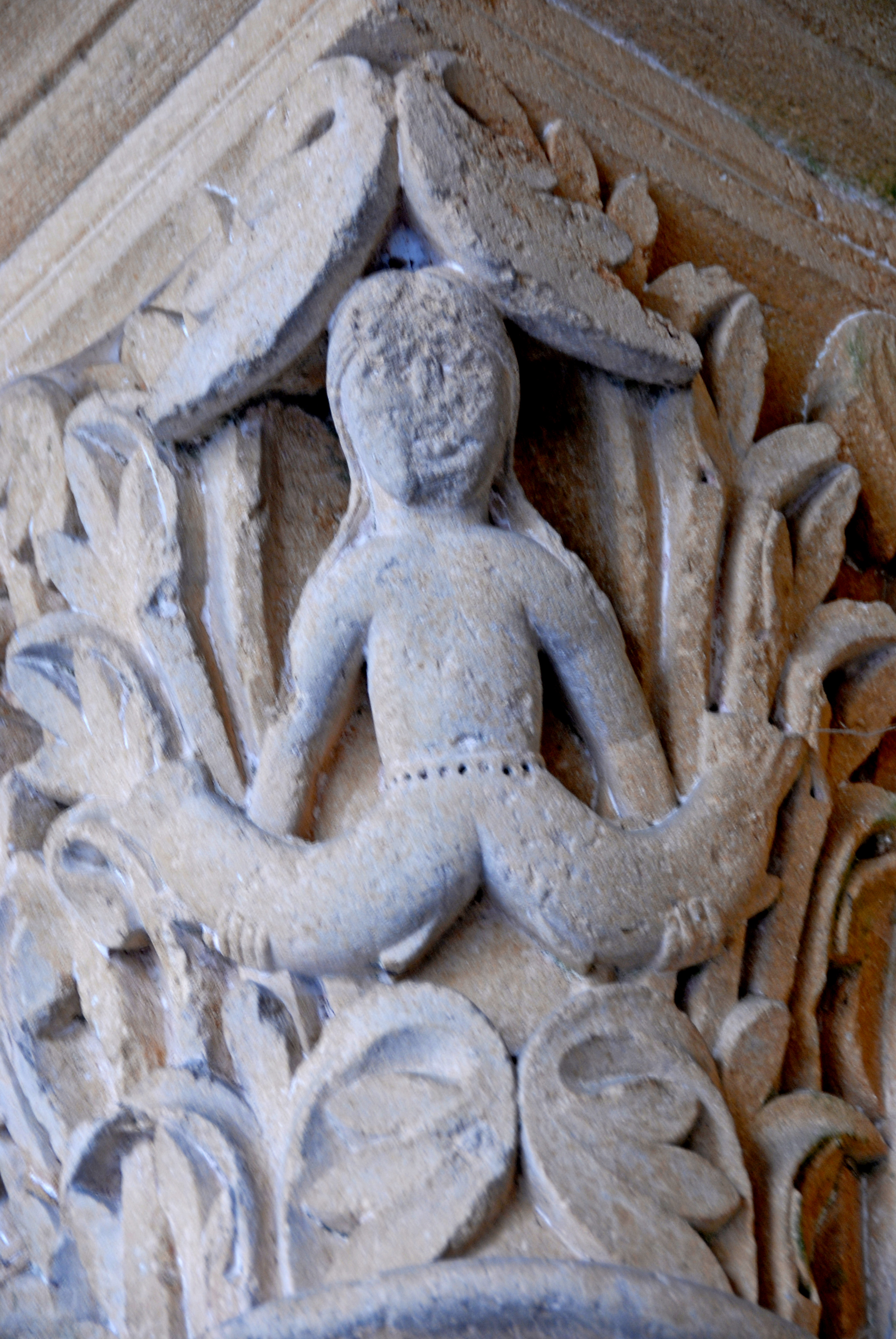
Portalvorbau, Kapitell, doppelschwänzige Sirene
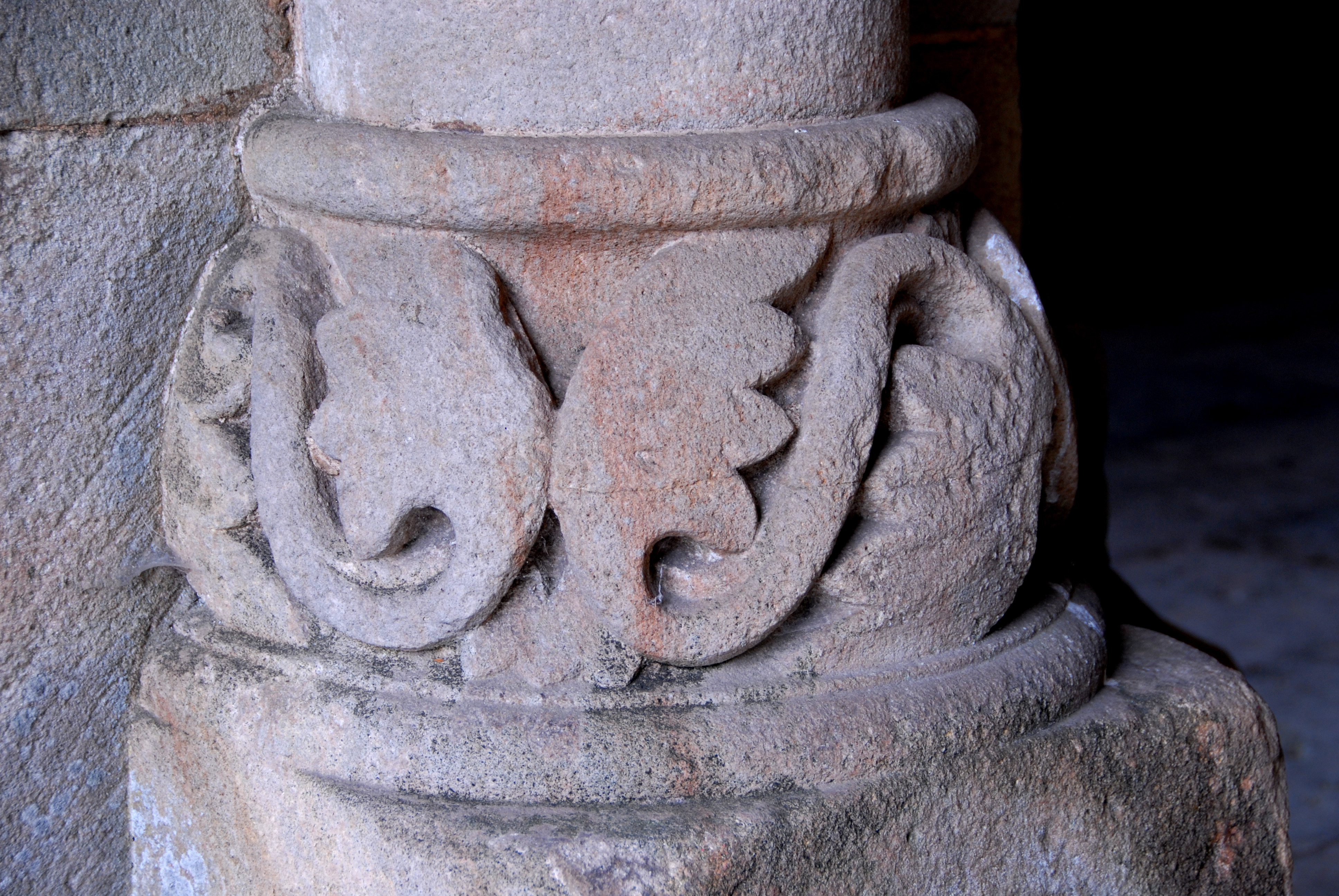
Portalvorbau, Basiskapitell

#### Portalsäulenkapitelle

##### Die Einsiedler Antonius und Paulus
Das Kapitell über der linken Portalsäule ist stark beschädigt. Es wird von einem üppigen Blatt- und Rankenwerk beherrscht. Darin tauchen drei Figuren auf: Rechts ein bärtiger Mönch mit Kapuze und langem Gewand, in der Mitte der Rest eines Tieres, von dem fast nur die Vorderbeine erhalten sind, links eine bärtige und langhaarige Person, die sich auf einen Stock stützt. Diese Szene wird als die Begegnung des heiligen Paulus, des ersten Eremiten – nicht des Apostels – mit dem heiligen Antonius gedeutet. „[…] Antonius war in die Einsamkeit gezogen und glaubte, der erste Einsiedler zu sein, der sich in die Wüste zurückzog, als ihm offenbart wurde, dass ihm ein Anachoret zuvorgekommen war, der noch frommer war als er. Er machte sich auf, ihn zu suchen. Doch hätte er dessen Klause nicht gefunden, wenn ihn nicht zuerst ein Zentaur, dann ein Faun und schließlich ein Wolf geführt hätten“.
Rechts ist also Paulus dargestellt, der sich gerade von seinem Sitz erhoben hat und das Buch an seine Brust gedrückt hält. Die üppigen Falten seines Mantels fallen über seinen Unterarm gerafft herab. Links ist Antonius am Ziel seiner Reise angelangt, ermüdet mit beiden Händen auf seinen Pilgerstab gestützt. Vom Faun, der ihn zu Paulus führte, sind nur die Spalthufe und Beine erhalten. Zu beiden Seiten symbolisieren seltsame Bäume das ferne unbekannte Land, in dem die beiden Einsiedler lebten.

##### Der dreiköpfige Vogel

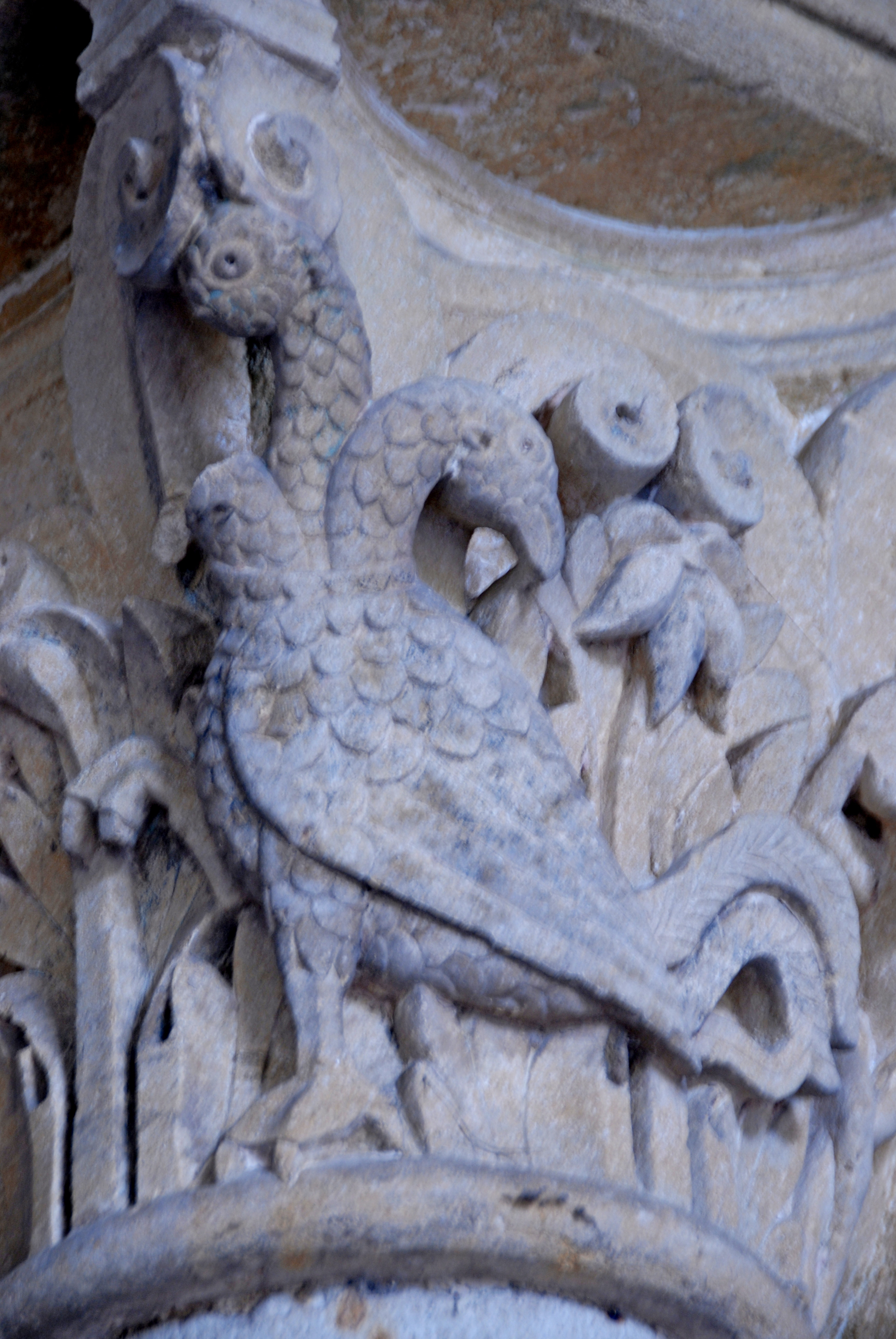
Portalkapitell rechts, dreiköpfiger Vogel

Das Kapitell über der rechten Portalsäule ist besser erhalten. Seine Darstellungen sind allerdings rätselhaft. Die Hauptfigur in der Mitte ist ein gewaltiger Vogel mit drei Köpfen auf langen Hälsen, von denen ein Kopf verloren ist. Zwei von ihnen waren vorwärts gerichtet und einer nach hinten. Er steht aufrecht nach links gewandt auf seinem linken Bein mit kräftigen Krallen und erhebt sein rechtes Bein in verteidigender Haltung.
Ihm gegenüber steht am linken Kapitellrand ein Krieger mit gespreiztem Schnauzbart, der in seiner Linken einen bauchigen Schild empor hält und in seiner herunterhängenden Rechten eine Schleuder, zum Angriff bereit. Er ist äußerst leicht bekleidet. Bis auf einen Gürtel um seine Hüften, an dem schmale Tierfellbänder herunterhängen und seinen spitz zulaufenden Helm ist er nackt. Er reitet auf einer Art Schlange, die ihn in den Bauch beißt. Seine Spalthufe und die spärliche Bekleidung erinnern an „den aufgeschlitzten Gürtel des antiken Faun“ und lassen in dieser Figur eine Art Mensch gewordenen Faun erkennen, die dem Dämon in der Psychomachia in der Stiftskirche Notre-Dame du Port in Clermont-Ferrand sehr ähnlich ist. E. Mâle sieht darin „alle niedrigen Instinkte der Natur“.

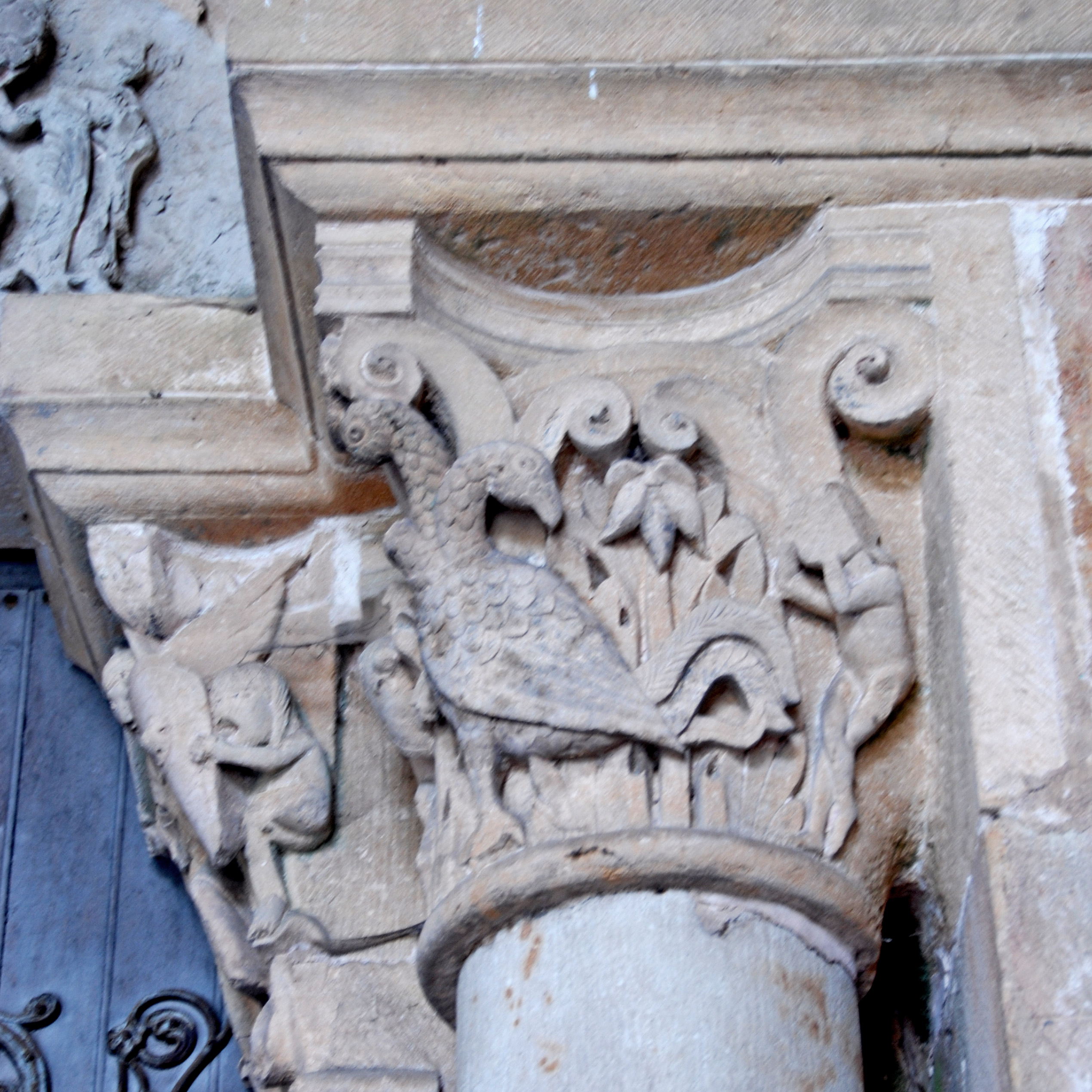
Portalkapitell rechts

Rechts von dem wundersamen Vogel und wie von ihm geschützt steht eine nackte Frau mit gekreuzten Beinen, die versucht, ihr Gesicht hinter ihren Händen zu verbergen. H. Barrès erkennt in ihr „das Bild der ängstlichen Schamhaftigkeit“. Pfarrer Terret, der diese dritte Figur und den unheilvollen Charakter des Kriegers nicht berücksichtigte, interpretiert diese Szene als den Kampf zwischen Engel und Dämon und deutet diesen wohl zu Unrecht als Basilisk.
Fast das gleiche Kapitell findet man in Vézelay, wo man es allgemein als Illustration der Psychomachia von Prudentius ansieht. Einen dreiköpfigen Engel findet man in Autun.

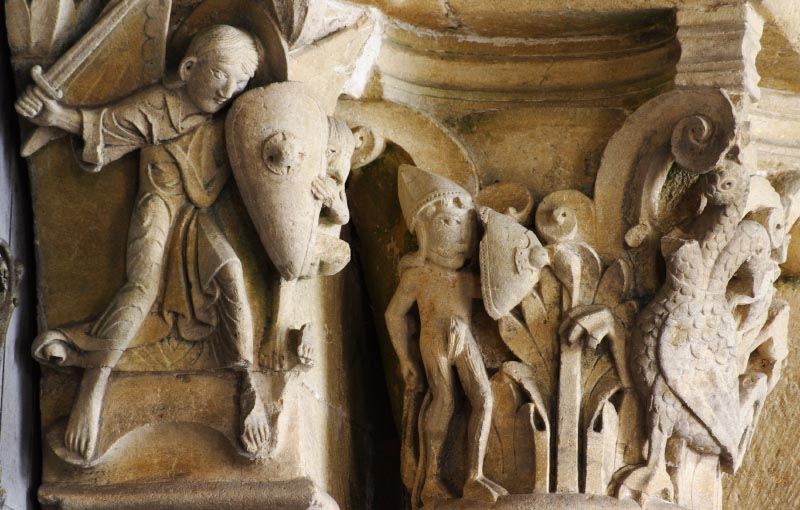
Abteikirche Perrecy-les-Forges, Portalkapitelle, kämpfender Engel u. dreiköpfiger Vogel

#### Türpfostenkapitelle
Unmittelbar neben und in Höhe der Kapitelle der beiden Portalsäulen schließt innenseitig je ein schmaleres Türpfostenkapitell an, das des Erzengels Michael und das des kämpfenden Engels.

##### Erzengel Michael
Auf der linken Türseite ist der Erzengel Michael leicht nach vorne gebeugt dargestellt. Er steht mit nackten Füßen auf dem soeben von ihm besiegten Drachen, hat seine Flügel weit ausgebreitet und trägt hinter seinem Kopf einen Nimbus. In seiner Linken hält er eine übermannshohe Lanze, die senkrecht auf dem Körper des Drachen aufsteht. Mit seiner Linken weist er den Ankommenden zur Tür, dem Weg zur heiligen Stätte.

##### Kämpfender Engel
Auf der rechten Türseite steht ein nach außen gewandter Engel in äußerst angespannter Verteidigungshaltung, mit erhobenem Schwert in seiner Rechten zum Schlag bereit. Er hält seine Flügel weit gespreizt und hoch, und sein Kopf ist mit einem Nimbus hinterlegt. In der Linken hält er einen gewölbten Schild mit einem Buckel im Zentrum, hinter dem er eine ängstlich kauernde Figur verdeckt. Es handelt sich zweifellos um den Christenmenschen, den der Engel gegen das Böse verteidigt.

### Skulptur des Tympanons

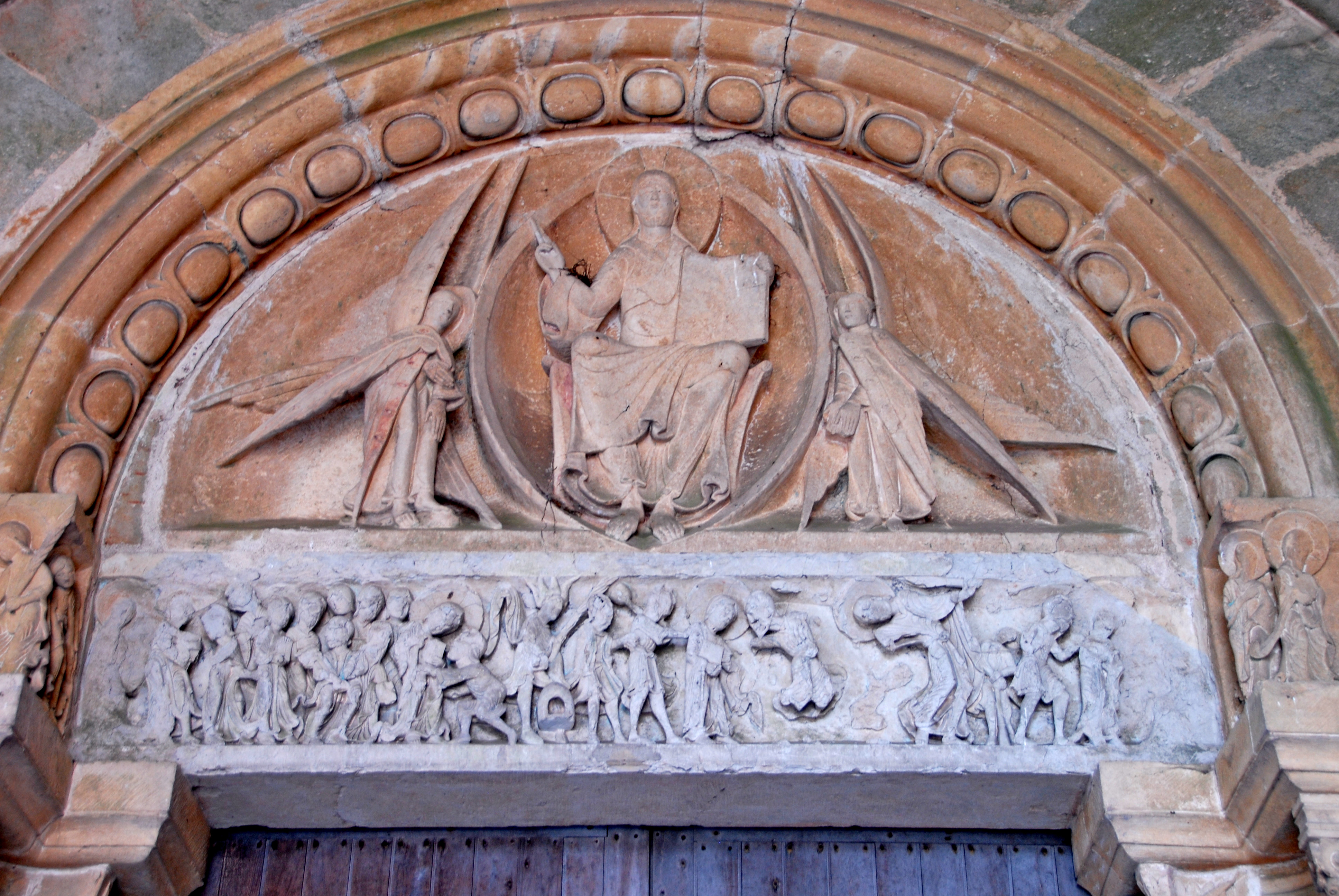
Portal, Tympanon

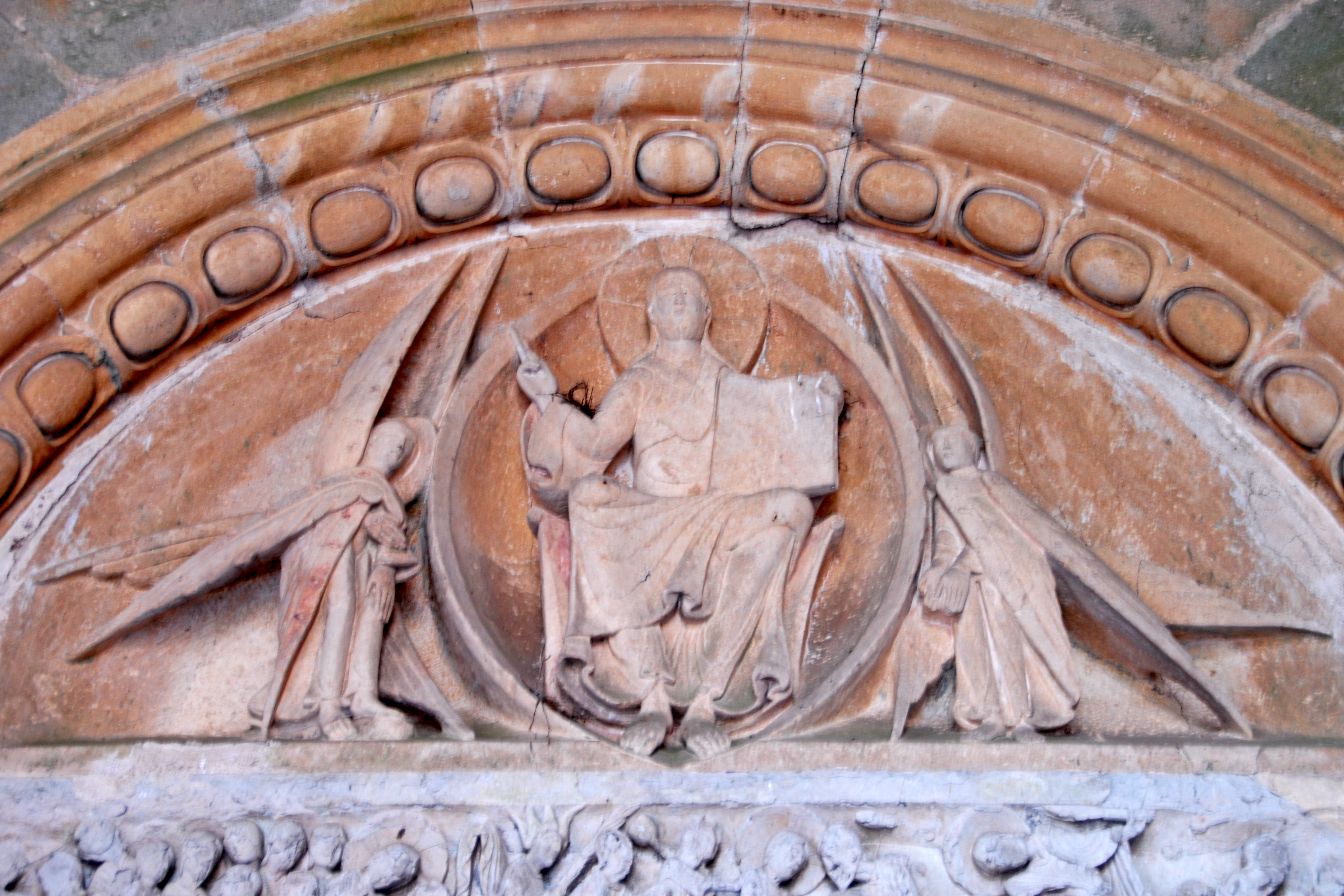
Tympanon (Ausschnitt)

Auf dem Tympanon oder Bogenfeld wird Christus in der Glorie dargestellt. Er thront in einer unten angespitzten Mandorla, die von zwei Engeln mit je drei Flügelpaaren getragen wird, ohne sie zu berühren. Die schlanken Flügel werden aufwärts, abwärts und seitlich gespreizt. Christus sitzt in knöchellangem Gewand auf einem königlichen Thron in aufgerichteter Körperhaltung. Sein Haupt bedeckt schulterlanges Haar und wird von einem Kreuznimbus hinterlegt. Er hebt seine rechte Hand zum Segensgestus mit ausgestrecktem, eng anliegendem Mittel- und Zeigefinger. Mit seiner Linken stützt er die aufgeschlagene heilige Schrift, die auf dem linken seiner weit gespreizten Oberschenkel senkrecht aufsteht. Seine Füße sind entblößt. In tiefliegenden Zwischenräumen der Skulptur sind schwach Reste einer ehemaligen farbigen Fassung festzustellen.
Die Engel haben übergroße Hände und nackte Füße. Ihre Körper sind bis auf die langen Beine von den vielen Flügeln verdeckt. Sie können aber nicht menschliche Proportionen aufweisen. Vielleicht wollte man damit darauf hinweisen, dass sie geistige Wesen sind. Ihre Köpfe sind mit Nimben hinterlegt. Die Flügel weisen kurz hinter den Vorderkanten Reihen von eng gestellten Augen auf. Damit sind sie bewaffnet wie die vier Wesen der Apokalypse, die nach Johannes „jedes sechs Flügel hat, die ringsum und innen mit Augen bedeckt sind“. Darstellungen solcher Engel sind sehr selten, beispielsweise auf dem Tympanon des Südportals der Stiftskirche Notre-Dame du Port in Clermont-Ferrand.

### Skulptur des Architravs
Auf dem Türsturz sind sechs Szenen voller Lebendigkeit aus der Leidensgeschichte Jesu in Reliefs dargestellt, von links nach rechts der Garten Gethsemane, der Judaskuss, die Gefangennahme, Petrus schlägt Malchus ein Ohr ab, Jesus vor dem Hohepriester und Jesus vor Pilatus.

#### Gethsemane

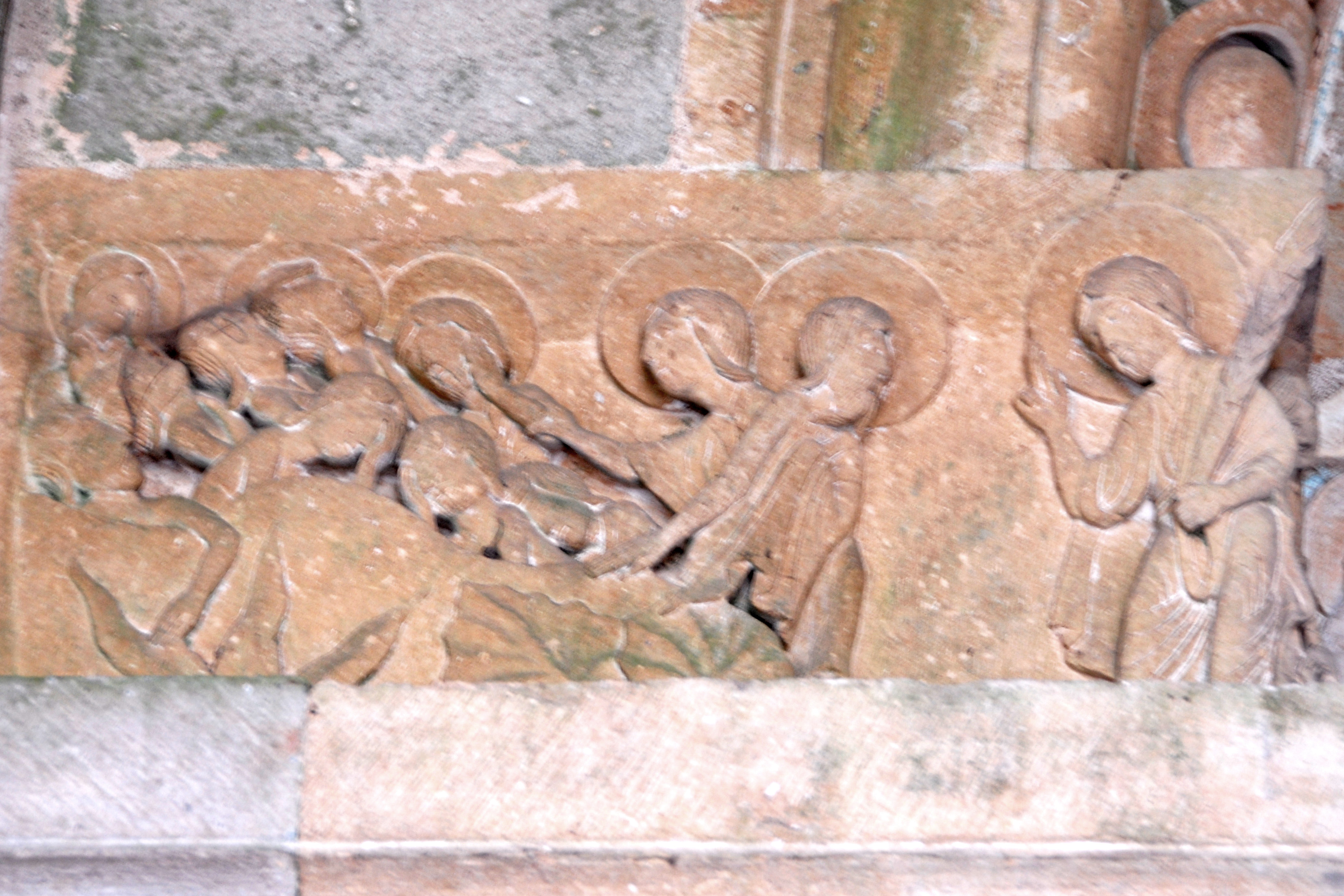
Türsturz links außen, Gethsemane

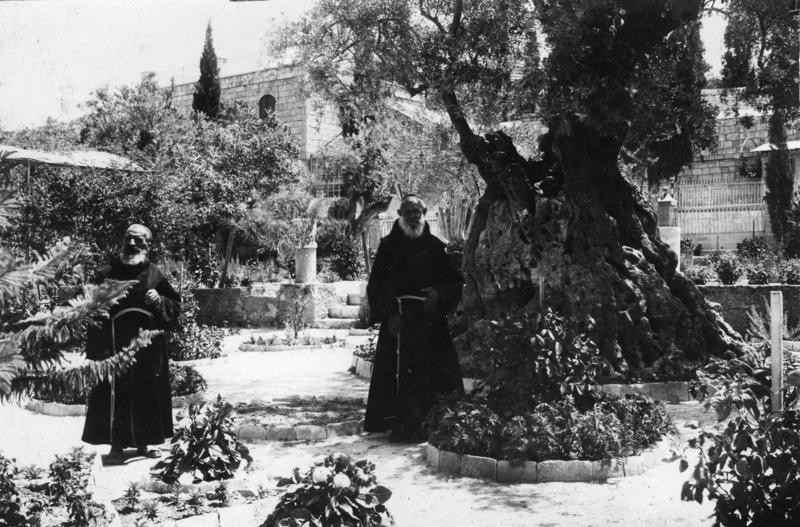
Zwei Priester im Garten Gethsemane, ca. 1914/18

Die Szene im Garten von Gethsemane wird auf der linken Verlängerung des hier vorspringenden Türsturzes gezeigt. Jesus hatte soeben seinen Jüngern gesagt „Lasst euch nieder“ und sich nur einen Steinwurf entfernt, wo er betete und an die Leiden, die ihn erwarteten, dachte. Als er zurückkommt, findet er sie schlafend vor. Genau diesen Augenblick hat der Bildhauer hier festgehalten. Die meisten Jünger schlafen, einer lässt seinen Arm über einen Felsen hängen, zu dessen Füßen Kakteen an die biblische Landschaft erinnern. Nur die hintere Gruppe der Jünger trägt Nimben. Christus trägt einen Palmzweig in der Hand, das Symbol des Martyriums, und richtet sich die Rechte zum Segensgestus erhoben an Petrus und Johannes, die vor den anderen, erschöpft von ihren Sorgen und ihrer Trauer eingeschlafenen Jüngern stehen und spricht zu ihnen: „Ihr dürft jetzt nicht schlafen“, rüttelte Jesus sie wach, „Steht auf und betet, damit ihr der Versuchung widersteht!“ (Lk 22, 45–46)
Hinter Jesus, auf der Querseite des Türsturzvorsprungs steht der Trösterengel, den der Vater gesandt hat: „[…] Da erschien ein Engel vom Himmel und gab ihm neue Kraft.“ (Lk, 22.43) Der Engel ist frontal dargestellt. Der elegante Faltenwurf und Schwung seines fußlangen Gewandes verwandelt den Stein der Skulptur in scheinbar seidige Gaze. Seine leicht zur Seite geneigte Körperhaltung und sein abgesenkter Kopf vermittelt den Eindruck eines Trostspenders.

#### Der Judaskuss

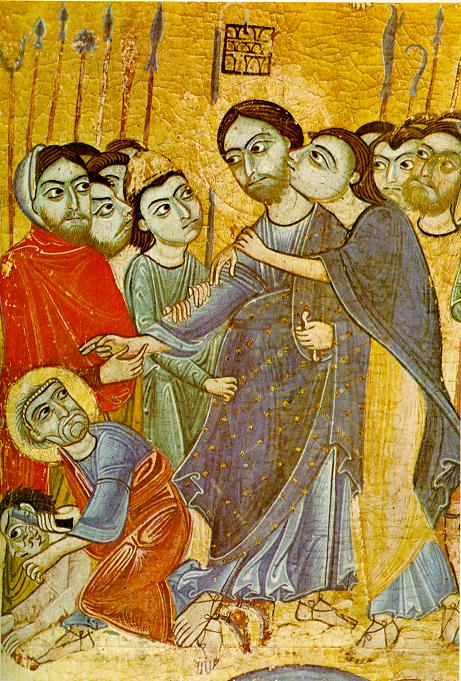
Kuss des Judas (anonym, 12. Jh.), Uffizien

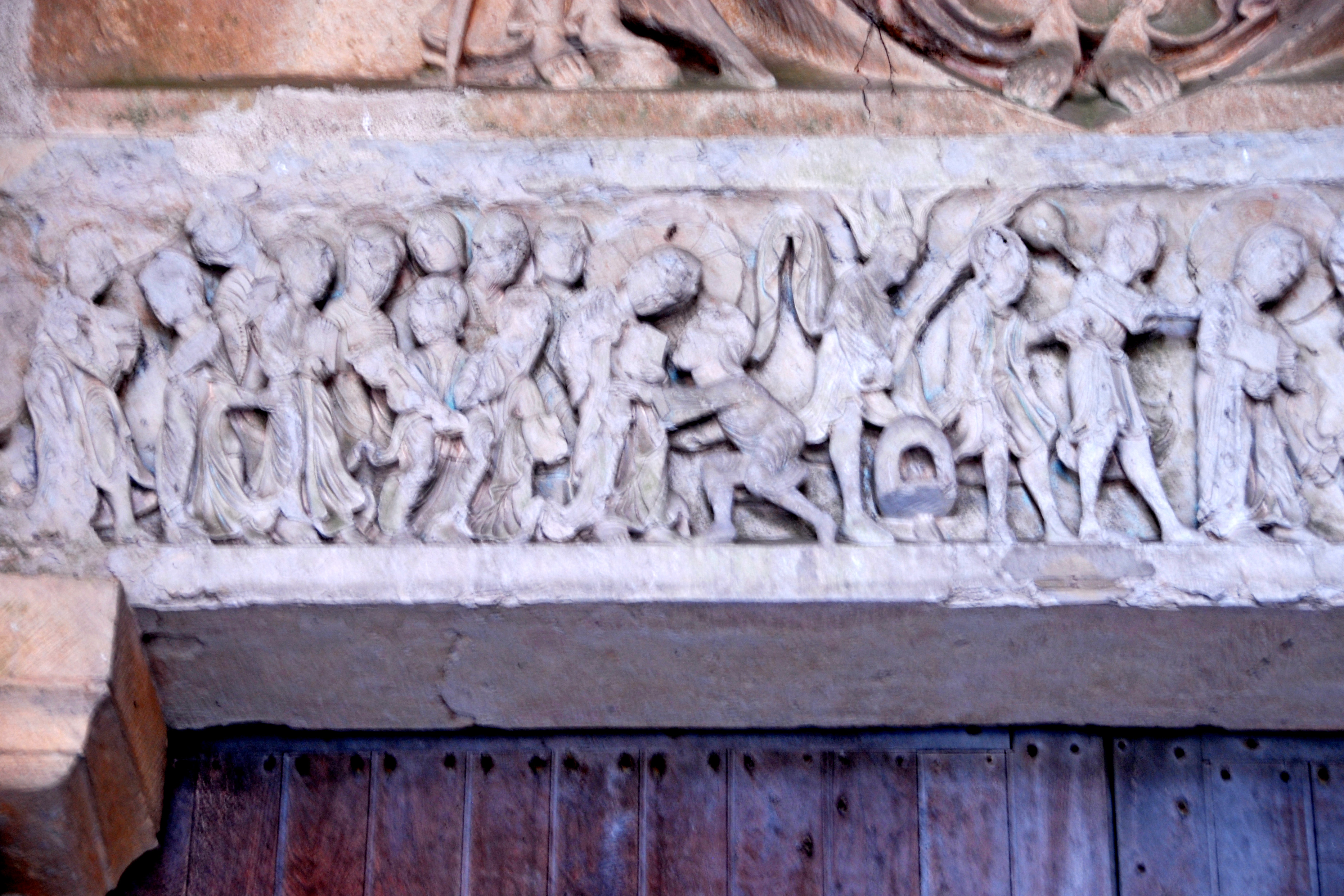
Türsturzrelief, Judaskuss und Gefangennahme

Auf der linken Hälfte des eigentlichen Türsturzes wird die Szene dargestellt, in der Jesus, gefolgt von seinen Jüngern, sich anschickt, den Garten zu verlassen. Die Köpfe der Figuren, vor allem die Gesichter, sind stark beschädigt. Petrus ist an seinem Schlüssel zu erkennen, einige Apostel und Jesus tragen ein Buch. Vor Jesus mit einem großen Kreuznimbus beugt Judas das Knie und verrät ihn mit einem Kuss.
Bei Lukas (22.47–48) heißt es dazu: „Sie wurden von Judas, einem der zwölf Jünger, angeführt. Judas ging zu Jesus, um ihn mit einem Kuss zu begrüßen. Aber Jesus fragte ihn: ‚Judas, willst du den Menschensohn mit einem Kuss verraten?‘“

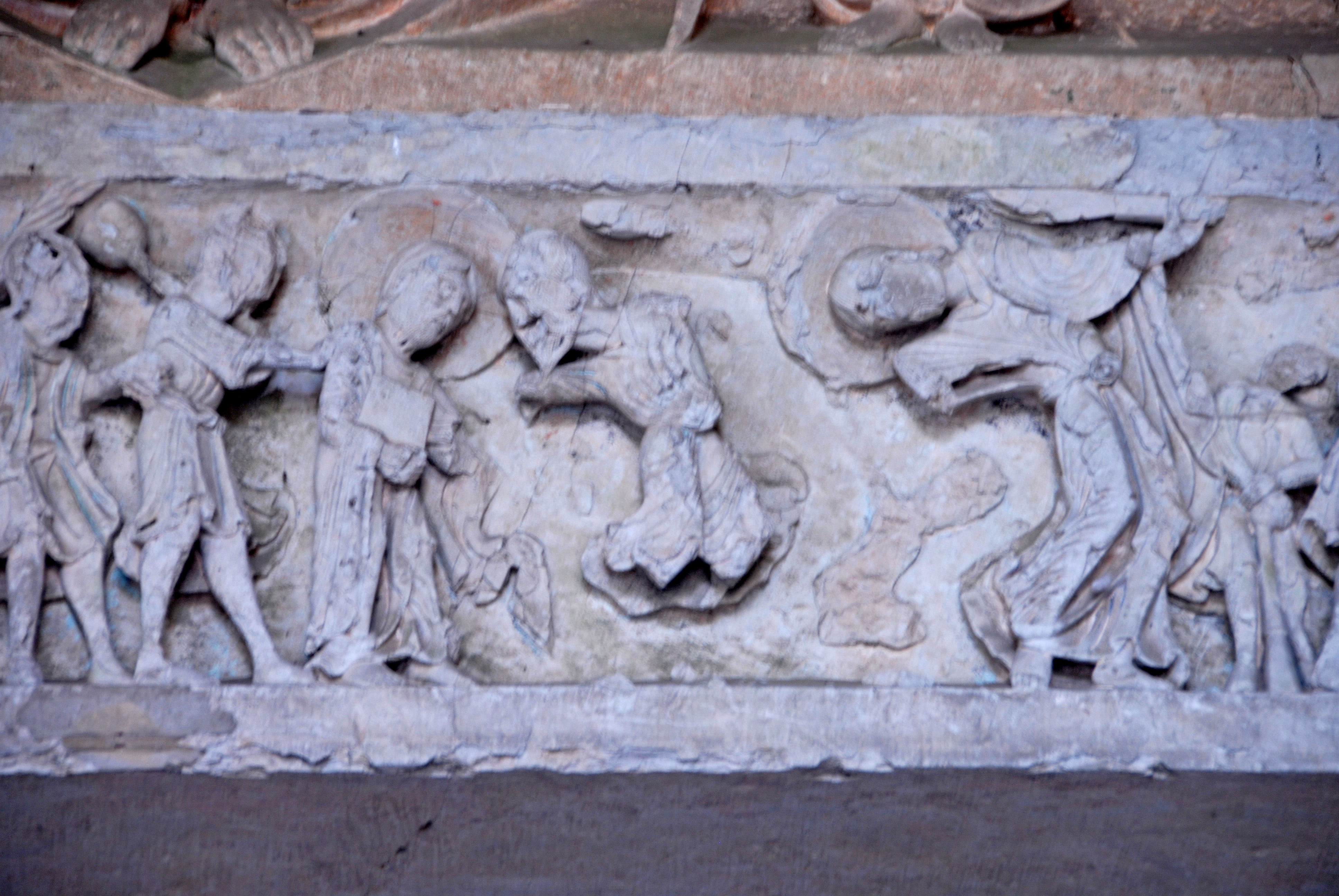
Gefangennahme Jesu

#### Die Gefangennahme Jesu
Diese Szene folgt rechts der Mitte des Türsturzes. Bei Lukas heißt es dazu unter 22.52: „Dann fragte Jesus die Hohenpriester, die Anführer der Tempelpolizei und die Führer des Volkes, die alle mitgekommen waren: Bin ich denn ein Verbrecher, dass ihr euch mit Schwertern und Knüppeln bewaffnet habt, um mich zu verhaften?“

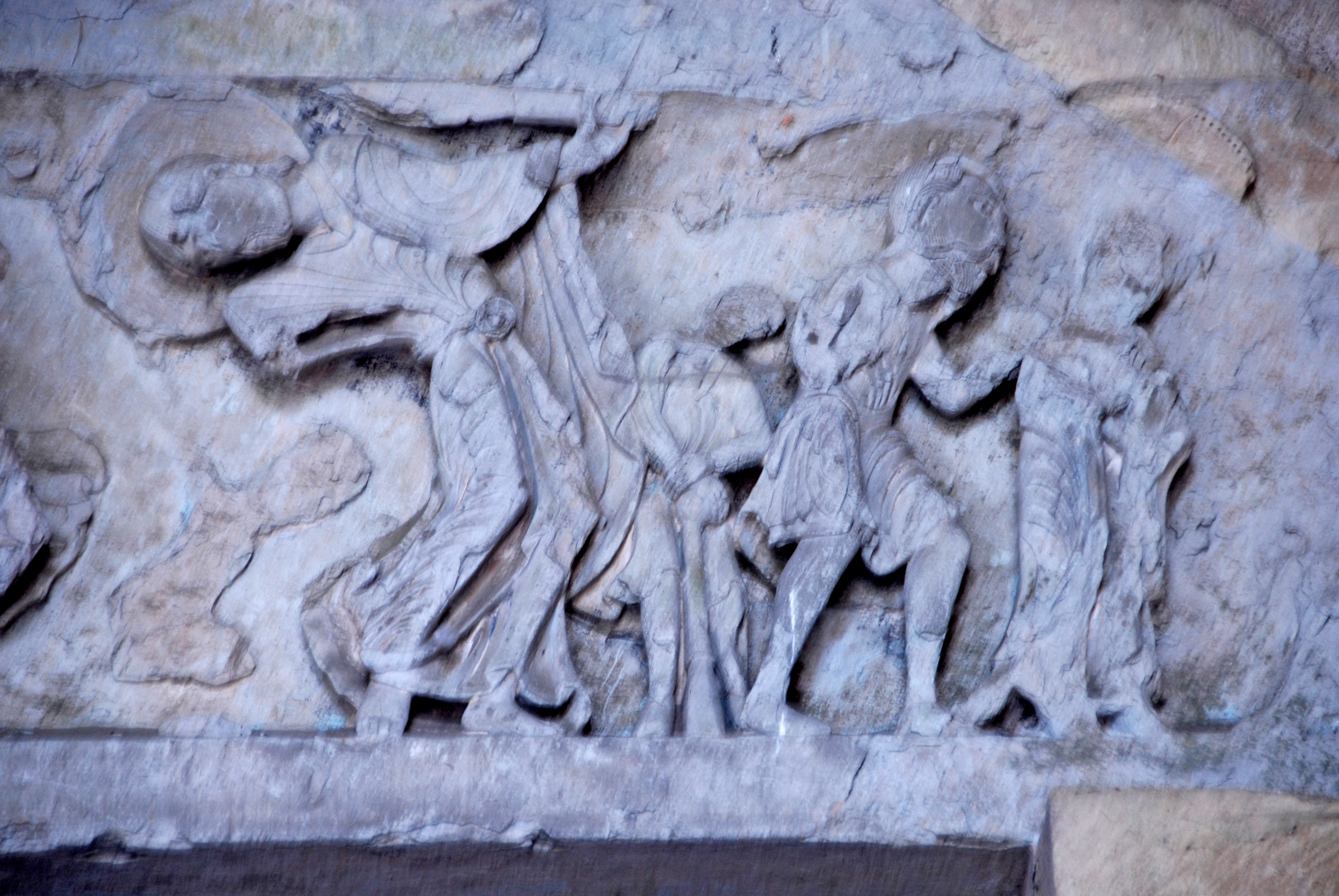
Türsturzrelief, Petrus schlägt Malchus das Ohr ab

Jesus in Seitenansicht mit großem Kreuznimbus und einem Buch in der Rechten, steht leicht vorwärts gebeugt einer größeren Person gegenüber, die lebhaft auf ihn einredet, deren Körper stark beschädigt ist. Jesus steht barfuß, die ihm folgenden Personen tragen Schuhe. Ihm folgt zunächst eine Person, die eine mächtige Keule geschultert hat und mit der Rechten Jesu vorwärts stößt. Seine ausschreitenden Unterschenkel sind entblößt. Ihm folgt eine ähnlich gekleidete Person, die den Vordermann an der Hüfte weiter schiebt. Die Gesichter der beiden vorgenannten Personen sind zerstört. Bei der folgenden und letzten Person handelt es sich um die symbolische Darstellung des Dämonen, der an der Verhaftung Jesu teilnimmt, die er inspiriert hat. Seine flammenartig hoch aufragende Haartracht wird fälschlich auch als „behörnte Kopfbedeckung eines jüdischen Würdenträgers“ gedeutet. Er trägt mit der Rechten eine auf dem Boden aufstehende, ebenso überdimensionale Laterne, welche die Aufmerksamkeit des Betrachters auf sich ziehen soll. Man darf nicht vergessen, dass diese Skulpturen die „Bibel der Armen und Analphabeten“ war. Die Laterne erinnert ebenso an die Nacht, in der das Ereignis stattfand, wie an den Kampf des Lichts gegen die Finsternis. Dämonen mit einer Haartracht aus einzelnen Büscheln Haare, die züngelnden Flammen ähneln, sind neben Perrecy auch in der Kathedrale von Autun und in Anzy-le-Duc anzutreffen.

#### Jesus wird dem Hohepriester vorgeführt

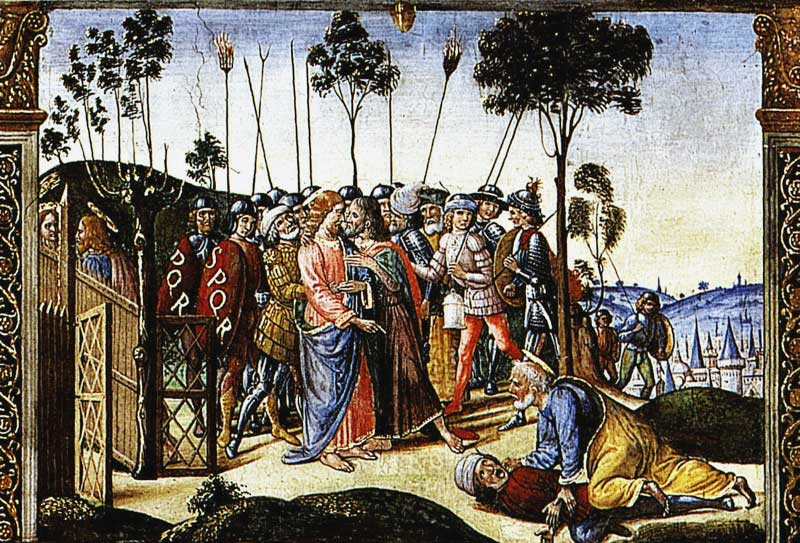
Petrus hat Malchus das Ohr abgeschlagen

Die letzte Szene rechts auf dem Türsturz, vor dessen Versatz, ist wieder stark beschädigt. Die rechte Person weist am oberen Reliefrand den Rest eines Kreuznimbus auf, der sie als Christus kennzeichnet. Er steht mit gebundenen Händen frontal zum Betrachter und scheint sich der links von ihm abzuspielenden Szene zuzuwenden. Die ihm folgende bärtige Person mit knielangem Beinkleid berührt mit der Rechten seine Schulter. Weiter hinten ist eine überdimensional große Person mit Nimbus dargestellt, deren Körper in weitem Bogen nach hinten gewunden ist. Es ist Petrus, der in seiner Rechten ein schräg abwärts gerichtetes Schwert hält, mit dem er zu einem gewaltigen Schlag ausholt. Arm und Schwert sind nicht erhalten und nur an wenigen Konturen nachzuvollziehen. Mit der waagerecht ausgestreckten Linken scheint er das Gleichgewicht auszubalancieren und sich an einem Gegenstand am oberen Reliefrand festzuhalten. Möglicherweise wollte der Bildhauer mit der bewegten Haltung des Petrus die Wirkung unterstreichen, die Jesus mit seiner Reaktion auslöste, in dem er den Einsatz des Schwertes missbilligte. Die Person vor ihm, die er bedrohte, besitzt die Gestalt eines Kindes. Es dürfte sich um den Diener des Hohepriesters Malchus handeln, dem Petrus das Ohr abhaut: „Simon Petrus hatte ein Schwert, zog es aus der Scheide und schlug nach des Hohepriesters Knecht und hieb ihm sein rechtes Ohr ab; und der Knecht hieß Malchus.“ (Joh. 18.10)
Rechts von der Gestalt Christi verbleibt noch ein kurzes Stück des Türsturzes, auf dem nur noch die Kontur einer weiteren Person zu erahnen ist, bei der es sich wahrscheinlich um den sitzenden Hohepriester handelt, dem Jesus vorgeführt wird, ehe er zu Pilatus gebracht wird. Es gibt alte Fotos beim französischen Denkmalschutzamt, die diese Annahme unterstützen.

#### Jesus vor Pilatus

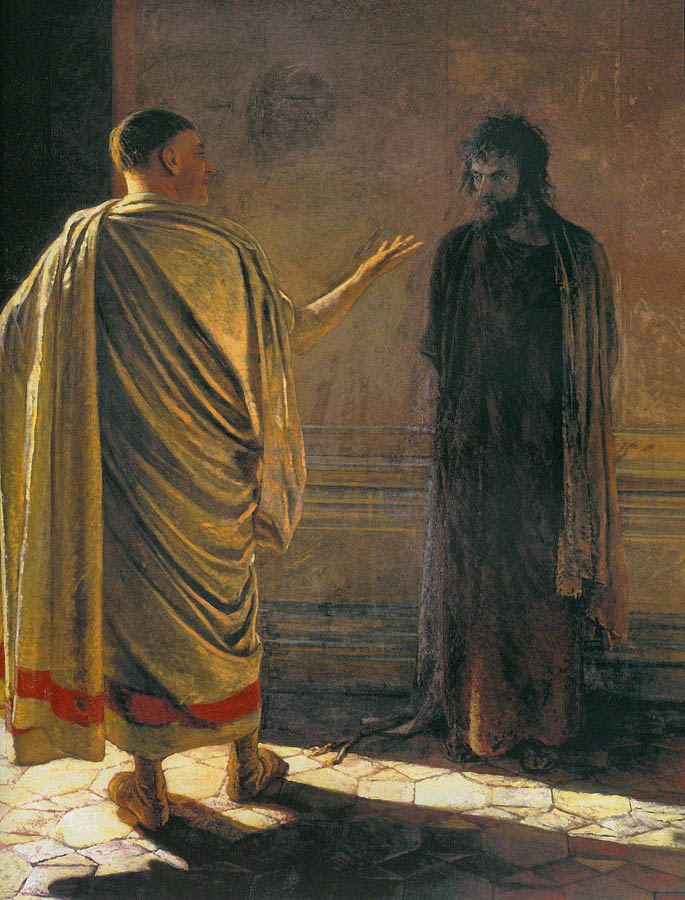
Pontius Pilatus zu Jesus: Was ist Wahrheit? – Quid est veritas?; Gemälde von Nikolai Nikolajewitsch Ge (1890)

Diese letzte Szene befindet sich auf der rechten vorspringenden Weiterführung des Türsturzes. In ihr sind die Gesichter der fünf Personen zerstört. Die zweite Person von links ist an ihrem Kreuznimbus als Jesus zu erkennen. Er steht vor einem ihm nur zögernd folgenden Jünger, der sich leicht zurückwendet. Es wird vermutet, dass der Bildhauer zeigen wollte, dass ein Jünger Jesus bis zum Statthalter folgte, auch wenn davon die Evangelien nicht berichten. Man kann aber in dieser Person auch Petrus sehen, der seinen Herrn dreimal verleugnete. Jesus trägt die heilige Schrift an seiner Brust, seine Hände sind nicht mehr gebunden. Die Person, die Jesus vorangeht, ist offensichtlich eine jüdische Persönlichkeit. Man weiß, dass Annas Jesus zu Kajaphas geschickt hat, der ihn dann zu Pilatus bringen ließ. Der von Kajaphas gesandte Jude, wendet sich hier an die Hauptperson, welche mit einer kurzen Tunika und einem Umhang, wie sie die Römer trugen, bekleidet ist. Es handelt sich um den Statthalter Pilatus, der den Juden seinerseits grüßt. In der Linken trägt er den Schaft seines Zepters. Etwas über ihm sind Reste eines römischen Adlers zu erkennen, ein Symbol für die Besatzungsmacht.
Johannes schildert in den Passagen 28–29 diese Szene: „In den frühen Morgenstunden brachten sie Jesus von Kaiphas zum Amtssitz des römischen Gouverneurs. Die Juden selbst betraten dieses Gebäude nicht, weil sie dadurch nach ihren religiösen Vorschriften unrein geworden wären und nicht am Passahmahl hätten teilnehmen dürfen. Deshalb ging Pilatus zu ihnen hinaus und fragte: »Welche Anklage erhebt ihr gegen diesen Mann? Was hat er getan?«“
Beachtenswert sind bei der Kleidung des Pilatus: die Feinheit der Ausführung der kostbaren Tunika, aus glatten und geflochtenen Bändern mit breiten Rippen, der Faltenwurf des Umhanges, der den zum Gruß erhobenen rechten Arm umschließt, und die Form der den Rist seiner Füße bedeckenden Schuhe. Bei der Beschädigung der Skulpturen des Pilatus und des Juden sind flammenähnliche Haarbüschel stehen geblieben, eins auf dem Kopf der Juden und zwei auf dem des Pilatus. Solche Haarbüschel kommen auch in der Szene der „Gefangennahme Jesu“ vor, die als symbolische Darstellung des Dämonen gesehen wird.
Ein gutes Stück hinter Pilatus steht eine Person, die wie dieser grüßt. Sie ist bekleidet mit einer Art Schlüpfer, der an der Taille von einem Gürtel umfasst wird. Ihr linker Fuß steckt in einem Hausschuh, ihr rechter ist nackt, was durch die Darstellung der Zehen erkennbar ist. Es ist ein Soldat mit einer Lanze, von der nur ein kleiner Rest am oberen Rand des Reliefs erhalten ist. Über seine linke Schulter fällt ein gerafftes Tuch. Vermutlich ist er in der frühen Morgenstunde soeben erst erwacht und hastig aufgestanden.
Mit der Vorführung vor Pilatus endet die lebendige Darstellung der Leidensgeschichte, von den Ereignissen des späten Gründonnerstag bis zum Karfreitagmorgen.